# 한국방송대상의 수상작 목록
아래는 한국방송협회가 주최하는 《한국방송대상》의 역대 수상작 목록이다.

## 1970년대
| \| 부문 \| 방송사 \| 수상자 \| 작품 \| \| ----------------------- \| ------ \| -------------- \| ------------------- \| \| 최우수 작품상(대통령상) \| KBS \| \| 《우리들의 새노래》 \| \| 우수작품상(국무총리상) \| TBC \| \| 《광복 20년》 \| \| 작품상 \| KBS \| \| 《세종대왕》(TV) \| \| 작품상 \| MBC \| \| 《흙순이》(라디오) \| \| 남자연기상 \| MBC \| 최불암(TV) \| 《수사반장》 \| \| 남자연기상 \| TBC \| 구민(라디오) \| 《광복 20년》 \| \| 여자연기상 \| MBC \| 정혜선(TV) \| 《새엄마》 \| \| 여자연기상 \| MBC \| 고은정(라디오) \| 《흙순이》 \| \| 가수상 \| \| 한상일, 김상희 \| \| \| 아나운서 \| TBC \| 주수광 \| 《장수무대》 \| \| 연출상 \| TBC \| 고성원 \| 《여보 정선달》 \| \| 연출상 \| DBS \| 이병주 \| 《특별 수사본부》 \| \| 극본상 \| MBC \| 김수현 \| 《새엄마》 \| \| 극본상 \| MBC \| 민병훈 \| 《무지개 마을》 \| \| 음악상 \| KBS \| 김강섭 \| 《KBS 가요제》 \| \| 방송기술상 \| CBS \| 박승오 \| 《외로운 포도알》 \| \| 제작지원상 \| DBS \| 심재훈 \| 《제2차 세계대전》 \| |        |                |                     |
| 부문 | 방송사 | 수상자         | 작품                |
| 최우수 작품상(대통령상) | KBS    |                | 《우리들의 새노래》 |
| 우수작품상(국무총리상) | TBC    |                | 《광복 20년》       |
| 작품상 | KBS    |                | 《세종대왕》(TV)    |
| 작품상 | MBC    |                | 《흙순이》(라디오)  |
| 남자연기상 | MBC    | 최불암(TV)     | 《수사반장》        |
| 남자연기상 | TBC    | 구민(라디오)   | 《광복 20년》       |
| 여자연기상 | MBC    | 정혜선(TV)     | 《새엄마》          |
| 여자연기상 | MBC    | 고은정(라디오) | 《흙순이》          |
| 가수상 |        | 한상일, 김상희 |                     |
| 아나운서 | TBC    | 주수광         | 《장수무대》        |
| 연출상 | TBC    | 고성원         | 《여보 정선달》     |
| 연출상 | DBS    | 이병주         | 《특별 수사본부》   |
| 극본상 | MBC    | 김수현         | 《새엄마》          |
| 극본상 | MBC    | 민병훈         | 《무지개 마을》     |
| 음악상 | KBS    | 김강섭         | 《KBS 가요제》      |
| 방송기술상 | CBS    | 박승오         | 《외로운 포도알》   |
| 제작지원상 | DBS    | 심재훈         | 《제2차 세계대전》  |

| \| 부문 \| 방송사 \| 수상자 \| 작품 \| \| ---------------------------------- \| ------ \| -------------- \| ---------------------- \| \| 최우수 작품상(대통령상) \| KBS \| \| 《소리의 고향》 \| \| 우수작품상(국무총리상) \| MBC \| \| 《토요일 토요일 밤에》 \| \| 작품상(문공부장관상) \| DBS \| \| 《봄이 오는 길목》 \| \| 극본상 \| DBS \| 오재호 \| 《특별 수사본부》 \| \| 극본상 \| KBS \| 윤혁민 \| 《꽃피는 팔도강산》 \| \| 라디오 남자연기상 \| MBC \| 최응찬 \| 《형사》 \| \| 라디오 여자연기상 \| DBC \| 김세원 \| 《밤의 플랫포옴》 \| \| TV 남자연기상 \| TBC \| 김성원 \| 《여보 정선달》 \| \| TV 여자연기상 \| MBC \| 김자옥 \| 《수선화》 \| \| 가수상 \| \| 송창식, 정미조 \| \| \| 공로상 \| DBS \| 조갑준 \| \| \| 공로상 \| KBS \| 한기선 \| \| \| 한국방송윤리위원회장상(방송윤리상) \| DBS \| \| 《라디오 캠페인》 \| \| 한국방송윤리위원회장상(방송윤리상) \| KBS \| \| 《명작의 고향》 \| |        |                |                        |
| 부문 | 방송사 | 수상자         | 작품                   |
| 최우수 작품상(대통령상) | KBS    |                | 《소리의 고향》        |
| 우수작품상(국무총리상) | MBC    |                | 《토요일 토요일 밤에》 |
| 작품상(문공부장관상) | DBS    |                | 《봄이 오는 길목》     |
| 극본상 | DBS    | 오재호         | 《특별 수사본부》      |
| 극본상 | KBS    | 윤혁민         | 《꽃피는 팔도강산》    |
| 라디오 남자연기상 | MBC    | 최응찬         | 《형사》               |
| 라디오 여자연기상 | DBC    | 김세원         | 《밤의 플랫포옴》      |
| TV 남자연기상 | TBC    | 김성원         | 《여보 정선달》        |
| TV 여자연기상 | MBC    | 김자옥         | 《수선화》             |
| 가수상 |        | 송창식, 정미조 |                        |
| 공로상 | DBS    | 조갑준         |                        |
| 공로상 | KBS    | 한기선         |                        |
| 한국방송윤리위원회장상(방송윤리상) | DBS    |                | 《라디오 캠페인》      |
| 한국방송윤리위원회장상(방송윤리상) | KBS    |                | 《명작의 고향》        |

| \| 부문 \| 방송사 \| 수상자 \| 작품 \| \| ----------------------- \| -------- \| ------------------------------ \| ---------------------------- \| \| 최우수 작품상(대통령상) \| MBC \| \| 《신부일기》 \| \| 우수작품상(국무총리상) \| KBS \| \| 《6.25특집극 - 어느 한국인》 \| \| 청소년부문 작품상 \| MBC \| \| 《무지개 마을》 \| \| 새마을라디오부문 작품상 \| TBC \| \| 《내고장 삼천리》 \| \| 반공부문 작품상 \| DBS \| \| 《서울의 애인》 \| \| 교양부문 작품상 \| KBS \| \| 《한국의 미》 \| \| 연예부문 작품상 \| CBS \| \| 《할머니 안녕하세요》 \| \| 특별상 \| 서해방송 \| \| 《파도를 헤치며》 \| \| 극본상 \| KBS \| \| 《어느 한국인》 \| \| 연출상 \| MBC \| 이효영 \| 《신부일기》 \| \| 연출상 \| TBC \| \| 《조국, 그 밤과 새날》 \| \| 아나운서상 \| TBC \| 황인용 \| 《장수만세》 \| \| 기술상 \| KBS \| 이춘명 \| 《KBS 무대부》 \| \| 제작지원상 \| KBS \| 이춘명 \| \| \| TV연기상 \| KBS \| 라시찬 \| 《어느 한국인》 \| \| TV연기상 \| MBC \| 김혜자 \| 《신부일기》 \| \| 라디오연기상 \| \| 추상현 \| 《광복 20년》 \| \| 라디오연기상 \| \| 송도순 \| 《유쾌한 샐러리맨》 \| \| 가수상 \| \| 별넷, 양희은 \| \| \| 방송협회장상 \| \| 송윤섭, 정경순, 임형준, 임선기 \| \| |          |                                |                              |
| 부문 | 방송사   | 수상자                         | 작품                         |
| 최우수 작품상(대통령상) | MBC      |                                | 《신부일기》                 |
| 우수작품상(국무총리상) | KBS      |                                | 《6.25특집극 - 어느 한국인》 |
| 청소년부문 작품상 | MBC      |                                | 《무지개 마을》              |
| 새마을라디오부문 작품상 | TBC      |                                | 《내고장 삼천리》            |
| 반공부문 작품상 | DBS      |                                | 《서울의 애인》              |
| 교양부문 작품상 | KBS      |                                | 《한국의 미》                |
| 연예부문 작품상 | CBS      |                                | 《할머니 안녕하세요》        |
| 특별상 | 서해방송 |                                | 《파도를 헤치며》            |
| 극본상 | KBS      |                                | 《어느 한국인》              |
| 연출상 | MBC      | 이효영                         | 《신부일기》                 |
| 연출상 | TBC      |                                | 《조국, 그 밤과 새날》       |
| 아나운서상 | TBC      | 황인용                         | 《장수만세》                 |
| 기술상 | KBS      | 이춘명                         | 《KBS 무대부》               |
| 제작지원상 | KBS      | 이춘명                         |                              |
| TV연기상 | KBS      | 라시찬                         | 《어느 한국인》              |
| TV연기상 | MBC      | 김혜자                         | 《신부일기》                 |
| 라디오연기상 |          | 추상현                         | 《광복 20년》                |
| 라디오연기상 |          | 송도순                         | 《유쾌한 샐러리맨》          |
| 가수상 |          | 별넷, 양희은                   |                              |
| 방송협회장상 |          | 송윤섭, 정경순, 임형준, 임선기 |                              |

| \| 부문 \| 방송사 \| 수상자 \| 작품 \| \| ----------------------- \| ------ \| ------ \| ----------------------------------------- \| \| 최우수 작품상(대통령상) \| KBS \| \| 《우리는 증언한다 - 6.25 실록》 \| \| 우수작품상(국무총리상) \| MBC \| \| 《거룩한 손님》 \| \| 교양부문 작품상 \| KBS \| \| 《이주일의 새동요 - 노래하는 새싹중에서》 \| \| 보도부문 작품상 \| MBC \| \| 《근대화 10년》 \| \| 해설상 \| KBS \| 박석균 \| \| \| R극본상 \| TBC \| 유동훈 \| 《목격자》 \| \| TV극본상 \| MBC \| 이은성 \| 《집념》 \| \| 기자상 \| TBC \| 오홍근 \| \| \| 아나운서상 \| CBS \| 한영호 \| \| \| R연출상 \| TBC \| 조중환 \| 《광복 20년》 \| \| TV연출상 \| KBS \| 이정훈 \| 《황희정승》 \| \| R연기상 \| TBC \| 임옥영 \| 《목격자》 \| \| TV연기상 \| KBS \| 신구 \| 《타향》 \| |        |        |                                           |
| 부문 | 방송사 | 수상자 | 작품                                      |
| 최우수 작품상(대통령상) | KBS    |        | 《우리는 증언한다 - 6.25 실록》           |
| 우수작품상(국무총리상) | MBC    |        | 《거룩한 손님》                           |
| 교양부문 작품상 | KBS    |        | 《이주일의 새동요 - 노래하는 새싹중에서》 |
| 보도부문 작품상 | MBC    |        | 《근대화 10년》                           |
| 해설상 | KBS    | 박석균 |                                           |
| R극본상 | TBC    | 유동훈 | 《목격자》                                |
| TV극본상 | MBC    | 이은성 | 《집념》                                  |
| 기자상 | TBC    | 오홍근 |                                           |
| 아나운서상 | CBS    | 한영호 |                                           |
| R연출상 | TBC    | 조중환 | 《광복 20년》                             |
| TV연출상 | KBS    | 이정훈 | 《황희정승》                              |
| R연기상 | TBC    | 임옥영 | 《목격자》                                |
| TV연기상 | KBS    | 신구   | 《타향》                                  |

| \| 부문 \| 방송사 \| 수상자 \| 작품 \| \| ----------------------- \| ------- \| --------------- \| ---------------------------------------- \| \| 최우수 작품상(대통령상) \| KBS \| \| 《한국의 재발견 시리즈 - 초분》 \| \| 우수작품상(국무총리상) \| DBS \| \| 《DBS리포트 - 아메리카 이민80년》 \| \| 반공부문 작품상 \| KBS \| \| 《8.15특집 드라마 - 나루터 3대》 \| \| 새마을부문 작품상 \| TBC \| \| 《인간만세 - 어느 복역인의 영광》 \| \| 해설상 \| TBC \| 봉두완 방송위원 \| 《암 정복 어디까지 왔나》 \| \| R극본상 \| 부산MBC \| 고정웅 \| 《잔디깎는 노인》 \| \| TV극본상 \| TBC \| 나연숙 \| 《주간단막극 부부 시리즈 - 등대지기》 \| \| 기자상 \| MBC \| 추성춘 \| 《카메라 출동/학교급식 무엇이 문제인가》 \| \| 아나운서상 \| KBS \| 이창호 \| 《라디오/젊은이의 광장》 \| \| 기술상 \| KBS \| 강기년 \| \| \| R연출상 \| TBC \| 박양원 \| 《목격자》 \| \| TV연출상 \| MBC \| 이년헌 \| 《수사반장》 \| \| R연기상 \| MBC \| 류기현 \| 《전설따라 삼천리》 \| \| TV연기상 \| KBS \| 정영숙 \| 《KBS무대 겨울나들이》 \| \| 새마을구성상 \| 청주MBC \| 서병규 \| 《무엇이 힘인가》 \| \| 보도제작상 \| 광주MBC \| 서공석 \| 《TV 목포개항 80년 축제》 \| |         |                 |                                          |
| 부문 | 방송사  | 수상자          | 작품                                     |
| 최우수 작품상(대통령상) | KBS     |                 | 《한국의 재발견 시리즈 - 초분》          |
| 우수작품상(국무총리상) | DBS     |                 | 《DBS리포트 - 아메리카 이민80년》        |
| 반공부문 작품상 | KBS     |                 | 《8.15특집 드라마 - 나루터 3대》         |
| 새마을부문 작품상 | TBC     |                 | 《인간만세 - 어느 복역인의 영광》        |
| 해설상 | TBC     | 봉두완 방송위원 | 《암 정복 어디까지 왔나》                |
| R극본상 | 부산MBC | 고정웅          | 《잔디깎는 노인》                        |
| TV극본상 | TBC     | 나연숙          | 《주간단막극 부부 시리즈 - 등대지기》    |
| 기자상 | MBC     | 추성춘          | 《카메라 출동/학교급식 무엇이 문제인가》 |
| 아나운서상 | KBS     | 이창호          | 《라디오/젊은이의 광장》                 |
| 기술상 | KBS     | 강기년          |                                          |
| R연출상 | TBC     | 박양원          | 《목격자》                               |
| TV연출상 | MBC     | 이년헌          | 《수사반장》                             |
| R연기상 | MBC     | 류기현          | 《전설따라 삼천리》                      |
| TV연기상 | KBS     | 정영숙          | 《KBS무대 겨울나들이》                   |
| 새마을구성상 | 청주MBC | 서병규          | 《무엇이 힘인가》                        |
| 보도제작상 | 광주MBC | 서공석          | 《TV 목포개항 80년 축제》                |

| \| 부문 \| 방송사 \| 수상자 \| 작품 \| \| ----------------------- \| -------- \| ------ \| -------------------------------- \| \| 최우수 작품상(대통령상) \| KBS \| \| 《특집드라마 - 6.25》 \| \| 우수작품상(국무총리상) \| TBC \| \| 《인간만세 - 백로들의 합창》 \| \| 반공부문 작품상 \| MBC \| \| 《대공수사드라마 - 그림자》 \| \| 새마을부문 작품상 \| TBC \| \| 《풍물삼천리-위도띠뱃굿》 \| \| 교양R부문 작품상 \| TBC \| \| 《세계아동의 해 기념특집》 \| \| 교양TV부문 작품상 \| KBS \| \| 《한국불교문화의 원류를 찾아서》 \| \| 보도R부문 작품상 \| CBS \| \| 《CBS리포트 - 교사문제시리즈》 \| \| 보도TV부문 작품상 \| TBC \| \| 《보도특집 - 북극을 가다》 \| \| 해설상 \| KBS \| 이혜복 \| \| \| R극본상 \| TBC \| 김하림 \| 《봄을 기다리는 사람들》 \| \| TV극본상 \| TBC \| 이상현 \| 《해오라기》 \| \| 기자상 \| \| 오효진 \| \| \| 아나운서상 \| KBS \| 김동건 \| \| \| 기술상 \| 광주MBC \| 이상여 \| \| \| R연출상 \| KBS \| 곽현 \| \| \| TV연출상 \| 동양방송 \| 심현우 \| 《해오라기》 \| \| R연기상 \| MBC \| 김현직 \| 《법창야화》 \| \| TV연기상 \| TBC \| 이낙훈 \| 《추적》 \| \| 새마을구성상 \| 대구MBC \| 문재상 \| \| \| 보도제작상 \| 광주MBC \| 최준호 \| \| \| 특별상 \| KBS \| 이상만 \| \| |          |        |                                  |
| 부문 | 방송사   | 수상자 | 작품                             |
| 최우수 작품상(대통령상) | KBS      |        | 《특집드라마 - 6.25》            |
| 우수작품상(국무총리상) | TBC      |        | 《인간만세 - 백로들의 합창》     |
| 반공부문 작품상 | MBC      |        | 《대공수사드라마 - 그림자》      |
| 새마을부문 작품상 | TBC      |        | 《풍물삼천리-위도띠뱃굿》        |
| 교양R부문 작품상 | TBC      |        | 《세계아동의 해 기념특집》       |
| 교양TV부문 작품상 | KBS      |        | 《한국불교문화의 원류를 찾아서》 |
| 보도R부문 작품상 | CBS      |        | 《CBS리포트 - 교사문제시리즈》   |
| 보도TV부문 작품상 | TBC      |        | 《보도특집 - 북극을 가다》       |
| 해설상 | KBS      | 이혜복 |                                  |
| R극본상 | TBC      | 김하림 | 《봄을 기다리는 사람들》         |
| TV극본상 | TBC      | 이상현 | 《해오라기》                     |
| 기자상 |          | 오효진 |                                  |
| 아나운서상 | KBS      | 김동건 |                                  |
| 기술상 | 광주MBC  | 이상여 |                                  |
| R연출상 | KBS      | 곽현   |                                  |
| TV연출상 | 동양방송 | 심현우 | 《해오라기》                     |
| R연기상 | MBC      | 김현직 | 《법창야화》                     |
| TV연기상 | TBC      | 이낙훈 | 《추적》                         |
| 새마을구성상 | 대구MBC  | 문재상 |                                  |
| 보도제작상 | 광주MBC  | 최준호 |                                  |
| 특별상 | KBS      | 이상만 |                                  |

## 1980년대
| \| 부문 \| 방송사 \| 수상자 \| 작품 \| \| ----------------------- \| -------- \| ---------------------- \| -------------------------------------- \| \| 최우수 작품상(대통령상) \| 동양방송 \| \| 《3부작드라마 - 노을》 \| \| 우수작품상(국무총리상) \| KBS \| \| 《일요아침TV드라마 - 열풍》 \| \| 반공부문 작품상 \| 동아방송 \| \| 《특별수사본부 - 한탄강기러기》 \| \| 새마을부문 작품상 \| KBS \| \| 《과학농업 - 벼농사...이겨야 할 시련》 \| \| 교양R부문 작품상 \| MBC \| \| 《특집 - 어버이에게 바치는 노래》 \| \| 교양TV부문 작품상 \| KBS \| \| 《특집다큐멘터리 - 석남사》 \| \| 보도R부문 작품상 \| 부산MBC \| \| 《이주일의 초점 - 물고기의 소리》 \| \| 보도TV부문 작품상 \| 동양방송 \| \| 《보도특집 - 석유 더 아낄 수 없나》 \| \| 해설상 \| 동양방송 \| 박종세 \| 《TBC석간TV》 \| \| R극본상 \| KBS \| 박서림 \| 《KBS무대 윤회설》 \| \| TV극본상 \| MBC \| 윤대성 \| 《8.15특집극 - 한국인》 \| \| 기자상 \| 동양방송 \| 노계원, 최철주, 이우승 \| 《해외취재 - 세계의 석유전략》 \| \| 아나운서상 \| 동양방송 \| 서기원 \| 《스포츠 진기명기》 \| \| 기술상 \| KBS \| 박경환 \| \| \| R연출상 \| 동아방송 \| 안평성 \| 《라디오 소설 - 산하》 \| \| TV연출상 \| MBC \| 고석만 \| 《6.25특집 - 아베의 가족》 \| \| R연기상 \| \| 오승룡 \| \| \| TV연기상 \| KBS \| 송재호 \| 《KBS일요아침 - 열풍》 \| \| 지역사회개발상 \| 대구MBC \| 손양덕 \| 《영남의 얼/낙동강원류》 \| \| 특별상 \| KBS \| 조용수 \| 《KBS인형극 제작 및 조종》 \| |          |                        |                                        |
| 부문 | 방송사   | 수상자                 | 작품                                   |
| 최우수 작품상(대통령상) | 동양방송 |                        | 《3부작드라마 - 노을》                 |
| 우수작품상(국무총리상) | KBS      |                        | 《일요아침TV드라마 - 열풍》            |
| 반공부문 작품상 | 동아방송 |                        | 《특별수사본부 - 한탄강기러기》        |
| 새마을부문 작품상 | KBS      |                        | 《과학농업 - 벼농사...이겨야 할 시련》 |
| 교양R부문 작품상 | MBC      |                        | 《특집 - 어버이에게 바치는 노래》      |
| 교양TV부문 작품상 | KBS      |                        | 《특집다큐멘터리 - 석남사》            |
| 보도R부문 작품상 | 부산MBC  |                        | 《이주일의 초점 - 물고기의 소리》      |
| 보도TV부문 작품상 | 동양방송 |                        | 《보도특집 - 석유 더 아낄 수 없나》    |
| 해설상 | 동양방송 | 박종세                 | 《TBC석간TV》                          |
| R극본상 | KBS      | 박서림                 | 《KBS무대 윤회설》                     |
| TV극본상 | MBC      | 윤대성                 | 《8.15특집극 - 한국인》                |
| 기자상 | 동양방송 | 노계원, 최철주, 이우승 | 《해외취재 - 세계의 석유전략》         |
| 아나운서상 | 동양방송 | 서기원                 | 《스포츠 진기명기》                    |
| 기술상 | KBS      | 박경환                 |                                        |
| R연출상 | 동아방송 | 안평성                 | 《라디오 소설 - 산하》                 |
| TV연출상 | MBC      | 고석만                 | 《6.25특집 - 아베의 가족》             |
| R연기상 |          | 오승룡                 |                                        |
| TV연기상 | KBS      | 송재호                 | 《KBS일요아침 - 열풍》                 |
| 지역사회개발상 | 대구MBC  | 손양덕                 | 《영남의 얼/낙동강원류》               |
| 특별상 | KBS      | 조용수                 | 《KBS인형극 제작 및 조종》             |

| \| 부문 \| 방송사 \| 수상자 \| 작품 \| \| ----------------------- \| ------- \| ------------------- \| -------------------------------------------- \| \| 최우수 작품상(대통령상) \| KBS \| \| 《월요기획 - 신라의 신비》 \| \| 우수작품상(국무총리상) \| MBC \| \| 《전원일기 - 효도잔치》 \| \| 반공,새마을부문 작품상 \| KBS \| \| 《현충일특집 - 조국을 지키다 산화한 영웅들》 \| \| 교양R부문 작품상 \| CBS \| \| 《새롭게 하소서 - 맹인 목사 안요한 박사》 \| \| 보도R부문 작품상 \| 충주MBC \| \| 《보도특집 - 남한강 1,2,3부》 \| \| 보도TV부문 작품상 \| KBS \| \| 《어느 재일동포 소년의 죽음》 \| \| 연예R부문 작품상 \| MBC \| \| 《김세원의 영화음악 - 세계장애자의 해 특집》 \| \| 연예TV부문 작품상 \| KBS \| \| 《TV문학관 - 을화》 \| \| R지역사회개발상 \| 전주MBC \| 안홍학 \| 《임실, 들노래 모임》 \| \| TV지역사회개발상 \| 대전MBC \| 김종찬 \| 《가야문화의 전수현장》 \| \| 보도상 \| MBC \| 이득열 \| \| \| 아나운서상 \| MBC \| 이철원 \| \| \| R연출상 \| MBC \| 김상옥 \| 《비화한국전쟁/화교특공대》 \| \| TV연출상 \| KBS \| 김홍종 \| 《TV문학관 - 삼포가는 길》 \| \| R극본상 \| KBS \| 박조열 \| 《KBS드라마 땅의 아들들》 \| \| TV극본상 \| MBC \| 김기팔 \| 《제1공화국》 \| \| R연기상 \| \| 신원균 \| \| \| TV연기상 \| \| 최불암, 이경진 \| \| \| 제작지원상 \| KBS \| 서상정 미술2부 차장 \| \| \| 기술상 \| KBS \| 윤헌영 기술국장 \| \| \| 특별상 \| 광주MBC \| 이문석, 윤광열 PD \| \| |         |                     |                                              |
| 부문 | 방송사  | 수상자              | 작품                                         |
| 최우수 작품상(대통령상) | KBS     |                     | 《월요기획 - 신라의 신비》                   |
| 우수작품상(국무총리상) | MBC     |                     | 《전원일기 - 효도잔치》                      |
| 반공,새마을부문 작품상 | KBS     |                     | 《현충일특집 - 조국을 지키다 산화한 영웅들》 |
| 교양R부문 작품상 | CBS     |                     | 《새롭게 하소서 - 맹인 목사 안요한 박사》    |
| 보도R부문 작품상 | 충주MBC |                     | 《보도특집 - 남한강 1,2,3부》                |
| 보도TV부문 작품상 | KBS     |                     | 《어느 재일동포 소년의 죽음》                |
| 연예R부문 작품상 | MBC     |                     | 《김세원의 영화음악 - 세계장애자의 해 특집》 |
| 연예TV부문 작품상 | KBS     |                     | 《TV문학관 - 을화》                          |
| R지역사회개발상 | 전주MBC | 안홍학              | 《임실, 들노래 모임》                        |
| TV지역사회개발상 | 대전MBC | 김종찬              | 《가야문화의 전수현장》                      |
| 보도상 | MBC     | 이득열              |                                              |
| 아나운서상 | MBC     | 이철원              |                                              |
| R연출상 | MBC     | 김상옥              | 《비화한국전쟁/화교특공대》                  |
| TV연출상 | KBS     | 김홍종              | 《TV문학관 - 삼포가는 길》                   |
| R극본상 | KBS     | 박조열              | 《KBS드라마 땅의 아들들》                    |
| TV극본상 | MBC     | 김기팔              | 《제1공화국》                                |
| R연기상 |         | 신원균              |                                              |
| TV연기상 |         | 최불암, 이경진      |                                              |
| 제작지원상 | KBS     | 서상정 미술2부 차장 |                                              |
| 기술상 | KBS     | 윤헌영 기술국장     |                                              |
| 특별상 | 광주MBC | 이문석, 윤광열 PD   |                                              |

| \| 부문 \| 방송사 \| 수상자 \| 작품 \| \| ----------------------- \| ------- \| -------------------------- \| ----------------------------------------- \| \| 최우수 작품상(대통령상) \| KBS \| \| 《특별기획 - 휴전선 155마일》 \| \| 우수작품상(국무총리상) \| MBC \| \| 《한국가요전국대조사 - 한국가요 100》 \| \| 특별R부문 작품상 \| 대전MBC \| \| 《서해만리 - 장보고의 동바루놀이》 \| \| 특별TV부문 작품상 \| KBS \| \| 《산업드라마 - 모닥불》 \| \| 교양R부문 작품상 \| KBS \| \| 《가위 바위 보 - 고교생의 이성교제》 \| \| 교양TV부문 작품상 \| KBS \| \| 《다큐멘터리 - 비록 6.25》 \| \| 연예TV상 \| KBS \| \| 《풍운》제8화 - 경복궁의 소용돌이 \| \| 연예TV상 \| MBC \| \| 《거부실록 - 남강 이승훈》 \| \| 보도상 \| KBS \| 최동호 \| 9시 뉴스 \| \| 보도상 \| MBC \| 정병운 \| 《과학과 건강》 \| \| 사회상 \| CBS \| 고은아 \| 《새롭게 하소서》 \| \| R연출상 \| KBS \| 조원석 \| 《가곡드라마》 \| \| TV연출상 \| KBS \| 장형일 \| 《TV문학관 - 바닷가 소년》 \| \| R극본상 \| MBC \| 차범석 \| 《3.1절드라마 - 네가 조국을 모르다니...》 \| \| TV극본상 \| KBS \| 신봉승 \| 《풍운》 \| \| R연기상 \| CBS \| 김영배 \| 《빛을 찾는 사람들》 \| \| TV연기상 \| KBS \| 이순재 \| 《풍운》 \| \| 미술상 \| KBS \| 최연호 (드라마세트 디자인) \| \| \| 제작지원상 \| KBS \| 박노한 (드라마촬영) \| \| \| 기술상 \| KBS \| 김광식 (컬러 TV색상 정착) \| \| |         |                            |                                           |
| 부문 | 방송사  | 수상자                     | 작품                                      |
| 최우수 작품상(대통령상) | KBS     |                            | 《특별기획 - 휴전선 155마일》             |
| 우수작품상(국무총리상) | MBC     |                            | 《한국가요전국대조사 - 한국가요 100》     |
| 특별R부문 작품상 | 대전MBC |                            | 《서해만리 - 장보고의 동바루놀이》        |
| 특별TV부문 작품상 | KBS     |                            | 《산업드라마 - 모닥불》                   |
| 교양R부문 작품상 | KBS     |                            | 《가위 바위 보 - 고교생의 이성교제》      |
| 교양TV부문 작품상 | KBS     |                            | 《다큐멘터리 - 비록 6.25》                |
| 연예TV상 | KBS     |                            | 《풍운》제8화 - 경복궁의 소용돌이         |
| 연예TV상 | MBC     |                            | 《거부실록 - 남강 이승훈》                |
| 보도상 | KBS     | 최동호                     | 9시 뉴스                                  |
| 보도상 | MBC     | 정병운                     | 《과학과 건강》                           |
| 사회상 | CBS     | 고은아                     | 《새롭게 하소서》                         |
| R연출상 | KBS     | 조원석                     | 《가곡드라마》                            |
| TV연출상 | KBS     | 장형일                     | 《TV문학관 - 바닷가 소년》                |
| R극본상 | MBC     | 차범석                     | 《3.1절드라마 - 네가 조국을 모르다니...》 |
| TV극본상 | KBS     | 신봉승                     | 《풍운》                                  |
| R연기상 | CBS     | 김영배                     | 《빛을 찾는 사람들》                      |
| TV연기상 | KBS     | 이순재                     | 《풍운》                                  |
| 미술상 | KBS     | 최연호 (드라마세트 디자인) |                                           |
| 제작지원상 | KBS     | 박노한 (드라마촬영)        |                                           |
| 기술상 | KBS     | 김광식 (컬러 TV색상 정착)  |                                           |

| \| 부문 \| 방송사 \| 수상자 \| 작품 \| \| ----------------------- \| ------- \| --------------------------------- \| ----------------------------------------- \| \| 최우수 작품상(대통령상) \| KBS \| \| 《특별생방송 - 낙동강 1천 3백리》 \| \| 우수작품상(국무총리상) \| MBC \| \| 《8.15 특집 다큐멘터리 - 단재 신채호》 \| \| 특별R부문 작품상 \| KBS \| \| 《8.15 특집드라마 - 7만 사할린 동포》 \| \| 보도R부문 작품상 \| 마산MBC \| \| 《보도기획 - 죽어가는 마산항》 \| \| 보도TV부문 작품상 \| KBS \| \| 《월요기획 - 세계는 디자인 혁명시대》 \| \| 교양R부문 작품상 \| MBC \| \| 《공개방송 제1회 창작동요제》 \| \| 교양TV부문 작품상 \| MBC \| \| 《다큐멘터리 - 한국인, 우리는 누구인가?》 \| \| 연예R부문 작품상 \| CBS \| \| 《다큐멘터리 - 여명 200년》 \| \| 보도상 \| KBS \| 이계익 \| 《오늘의 경제》 \| \| 사회상 \| KBS \| 이계진 \| 《11시에 만납시다》 \| \| R연출상 \| KBS \| 김선옥 \| 《동방의 횃불》 \| \| TV연출상 \| MBC \| 김종학 \| 《인간의 문》 \| \| R극본상 \| KBS \| 김교식 \| 《인물현대사》 \| \| TV극본상 \| MBC \| 김정수 \| 《전원일기》 \| \| R연기상 \| KBS \| 김순원 \| 《개방산의 메아리》 \| \| TV연기상 \| MBC \| 박규채 \| 《박순경》 \| \| 미술상 \| KBS \| 유익수 (대형세트 제작) \| \| \| 음악상 \| 부산MBC \| 곽근수 (음악기획) \| \| \| 기술상 \| KBS \| 최순용 (대출력 방송시설 운영) \| \| \| 특별상 \| 광주MBC \| 최명균, 박보융 (보배섬 진도 촬영) \| \| |         |                                   |                                           |
| 부문 | 방송사  | 수상자                            | 작품                                      |
| 최우수 작품상(대통령상) | KBS     |                                   | 《특별생방송 - 낙동강 1천 3백리》         |
| 우수작품상(국무총리상) | MBC     |                                   | 《8.15 특집 다큐멘터리 - 단재 신채호》    |
| 특별R부문 작품상 | KBS     |                                   | 《8.15 특집드라마 - 7만 사할린 동포》     |
| 보도R부문 작품상 | 마산MBC |                                   | 《보도기획 - 죽어가는 마산항》            |
| 보도TV부문 작품상 | KBS     |                                   | 《월요기획 - 세계는 디자인 혁명시대》     |
| 교양R부문 작품상 | MBC     |                                   | 《공개방송 제1회 창작동요제》             |
| 교양TV부문 작품상 | MBC     |                                   | 《다큐멘터리 - 한국인, 우리는 누구인가?》 |
| 연예R부문 작품상 | CBS     |                                   | 《다큐멘터리 - 여명 200년》               |
| 보도상 | KBS     | 이계익                            | 《오늘의 경제》                           |
| 사회상 | KBS     | 이계진                            | 《11시에 만납시다》                       |
| R연출상 | KBS     | 김선옥                            | 《동방의 횃불》                           |
| TV연출상 | MBC     | 김종학                            | 《인간의 문》                             |
| R극본상 | KBS     | 김교식                            | 《인물현대사》                            |
| TV극본상 | MBC     | 김정수                            | 《전원일기》                              |
| R연기상 | KBS     | 김순원                            | 《개방산의 메아리》                       |
| TV연기상 | MBC     | 박규채                            | 《박순경》                                |
| 미술상 | KBS     | 유익수 (대형세트 제작)            |                                           |
| 음악상 | 부산MBC | 곽근수 (음악기획)                 |                                           |
| 기술상 | KBS     | 최순용 (대출력 방송시설 운영)     |                                           |
| 특별상 | 광주MBC | 최명균, 박보융 (보배섬 진도 촬영) |                                           |

| \| 부문 \| 방송사 \| 수상자 \| 작품 \| \| ----------------------- \| ------- \| ---------------------------------------- \| -------------------------------------------------- \| \| 최우수 작품상(대통령상) \| KBS \| \| 《월요특별기획 - 신왕오천축국적, 혜초의 발길따라》 \| \| 우수작품상(국무총리상) \| MBC \| \| 《어린이 특별기획 - 우리동요 60년(3부작)》 \| \| 특별R부문 작품상 \| KBS \| \| 《특별기획 - 장롱 정리 함께 하실까요》 \| \| 교양R부문 작품상 \| 부산MBC \| \| 《기획특집 - 나직히 말하세요》 \| \| 교양R부문 작품상 \| CBS \| \| 《현장르뽀 - 당신의 손길이 아니라면》 \| \| 보도TV부문 작품상 \| KBS \| \| 《월요기획 - 세계는 무역전쟁》 \| \| 보도TV부문 작품상 \| MBC \| \| 《기획다큐멘터리 - 한국야생화의 4단계》 \| \| 연예TV부문 작품상 \| KBS \| \| 《드라마 해외제작 - 불타는 바다(2부작)》 \| \| 보도상 \| KBS \| 김진화 \| 《현지특파/중동전쟁에 가다》 \| \| 사회상 \| MBC \| 임국희 \| 《여성살롱》 \| \| R연출상 \| KBS \| 양윤식 \| 《올로케 현장드라마 - 고향으로 가는 길》 \| \| TV연출상 \| KBS \| 최상식 \| 《보통 사람들》 \| \| R극본상 \| KBS \| 박서림 \| 《즐거운 우리집/며느리 손이 약속》 \| \| TV극본상 \| MBC \| 이재우 \| 《간난이》 \| \| R연기상 \| CBS \| 유강진 \| 《다큐멘터리 여명 200년》 \| \| TV연기상 \| KBS \| 김민자 \| 《보통 사람들》 \| \| 미술상 \| MBC \| 임수영 \| 《서울국제가요제》 \| \| 음악상 \| MBC \| 이필원 \| 《한국야생화의 4계 음악작곡》 \| \| 기술상 \| KBS \| 조찬길 (난시청해소 및 무선통신망 전국화) \| \| \| 특별상 \| 대전MBC \| 김수안 \| 《해외특집 4부작 - 일본속의 백제문화》 \| |         |                                          |                                                    |
| 부문 | 방송사  | 수상자                                   | 작품                                               |
| 최우수 작품상(대통령상) | KBS     |                                          | 《월요특별기획 - 신왕오천축국적, 혜초의 발길따라》 |
| 우수작품상(국무총리상) | MBC     |                                          | 《어린이 특별기획 - 우리동요 60년(3부작)》         |
| 특별R부문 작품상 | KBS     |                                          | 《특별기획 - 장롱 정리 함께 하실까요》             |
| 교양R부문 작품상 | 부산MBC |                                          | 《기획특집 - 나직히 말하세요》                     |
| 교양R부문 작품상 | CBS     |                                          | 《현장르뽀 - 당신의 손길이 아니라면》              |
| 보도TV부문 작품상 | KBS     |                                          | 《월요기획 - 세계는 무역전쟁》                     |
| 보도TV부문 작품상 | MBC     |                                          | 《기획다큐멘터리 - 한국야생화의 4단계》            |
| 연예TV부문 작품상 | KBS     |                                          | 《드라마 해외제작 - 불타는 바다(2부작)》           |
| 보도상 | KBS     | 김진화                                   | 《현지특파/중동전쟁에 가다》                       |
| 사회상 | MBC     | 임국희                                   | 《여성살롱》                                       |
| R연출상 | KBS     | 양윤식                                   | 《올로케 현장드라마 - 고향으로 가는 길》           |
| TV연출상 | KBS     | 최상식                                   | 《보통 사람들》                                    |
| R극본상 | KBS     | 박서림                                   | 《즐거운 우리집/며느리 손이 약속》                 |
| TV극본상 | MBC     | 이재우                                   | 《간난이》                                         |
| R연기상 | CBS     | 유강진                                   | 《다큐멘터리 여명 200년》                          |
| TV연기상 | KBS     | 김민자                                   | 《보통 사람들》                                    |
| 미술상 | MBC     | 임수영                                   | 《서울국제가요제》                                 |
| 음악상 | MBC     | 이필원                                   | 《한국야생화의 4계 음악작곡》                      |
| 기술상 | KBS     | 조찬길 (난시청해소 및 무선통신망 전국화) |                                                    |
| 특별상 | 대전MBC | 김수안                                   | 《해외특집 4부작 - 일본속의 백제문화》             |

| \| 부문 \| 방송사 \| 수상자 \| 작품 \| \| ----------------------- \| ------- \| --------------------------------- \| ------------------------------------- \| \| 최우수 작품상(대통령상) \| MBC \| \| 《기획 다큐멘터리 - 한국의 나비》 \| \| 우수작품상(국무총리상) \| KBS \| \| 《특별기획 - 한국의 국제경쟁력》 \| \| 특별R부문 작품상 \| FEBC \| \| 《기획특집 - 동북 3성》 \| \| 특별TV부문 작품상 \| MBC \| \| 《특별기획드라마 - 동토의 왕국》 \| \| 교양R부문 작품상 \| KBS \| \| 《현장생방송 - 내고향 나루터》 \| \| 보도TV부문 작품상 \| KBS \| \| 《다큐멘터리 - 한국탐구》 \| \| 연예R부문 작품상 \| MBC \| \| 《특집 대학가요제》 \| \| 연예TV부문 작품상 \| KBS \| \| 《연속기획드라마 - 광장》 \| \| 보도상 \| KBS \| 이희완, 박장하, 남연구 \| \| \| 사회상 \| KBS \| 이지연 \| 《스튜디오 830》 \| \| TV연출상 \| MBC \| 김한영 \| 《3.1절 특집 - 잃어버린 이름》 \| \| R극본상 \| KBS \| 김문영 \| 《다큐멘터리 - 한국문학기행》 \| \| TV극본상 \| KBS \| 곽인행 \| 《연속드라마 2부작/아직도 내사랑...》 \| \| R연기상 \| CBS \| 양지운 \| 《현장르뽀 - 땅에서도 이루어지이다》 \| \| TV연기상 \| MBC \| 고두심 \| 《전원일기 우리집 우리식구》 \| \| 미술상 \| MBC \| 홍순창 (세트 디자인) \| 《동토의 왕국》 \| \| 음악상 \| KBS \| 이수인 (어린이 합창단 지휘) \| \| \| 기술상 \| KBS \| 송재극 (방송주파수 질서 확립) \| \| \| 특별상 \| KBS \| 김주환 (스포츠 용어사전 발간) \| \| \| 특별상 \| 마산MBC \| 주임환, 이태종 (남녁의 나래 제작) \| \| |         |                                   |                                       |
| 부문 | 방송사  | 수상자                            | 작품                                  |
| 최우수 작품상(대통령상) | MBC     |                                   | 《기획 다큐멘터리 - 한국의 나비》     |
| 우수작품상(국무총리상) | KBS     |                                   | 《특별기획 - 한국의 국제경쟁력》      |
| 특별R부문 작품상 | FEBC    |                                   | 《기획특집 - 동북 3성》               |
| 특별TV부문 작품상 | MBC     |                                   | 《특별기획드라마 - 동토의 왕국》      |
| 교양R부문 작품상 | KBS     |                                   | 《현장생방송 - 내고향 나루터》        |
| 보도TV부문 작품상 | KBS     |                                   | 《다큐멘터리 - 한국탐구》             |
| 연예R부문 작품상 | MBC     |                                   | 《특집 대학가요제》                   |
| 연예TV부문 작품상 | KBS     |                                   | 《연속기획드라마 - 광장》             |
| 보도상 | KBS     | 이희완, 박장하, 남연구            |                                       |
| 사회상 | KBS     | 이지연                            | 《스튜디오 830》                      |
| TV연출상 | MBC     | 김한영                            | 《3.1절 특집 - 잃어버린 이름》        |
| R극본상 | KBS     | 김문영                            | 《다큐멘터리 - 한국문학기행》         |
| TV극본상 | KBS     | 곽인행                            | 《연속드라마 2부작/아직도 내사랑...》 |
| R연기상 | CBS     | 양지운                            | 《현장르뽀 - 땅에서도 이루어지이다》  |
| TV연기상 | MBC     | 고두심                            | 《전원일기 우리집 우리식구》          |
| 미술상 | MBC     | 홍순창 (세트 디자인)              | 《동토의 왕국》                       |
| 음악상 | KBS     | 이수인 (어린이 합창단 지휘)       |                                       |
| 기술상 | KBS     | 송재극 (방송주파수 질서 확립)     |                                       |
| 특별상 | KBS     | 김주환 (스포츠 용어사전 발간)     |                                       |
| 특별상 | 마산MBC | 주임환, 이태종 (남녁의 나래 제작) |                                       |

| \| 부문 \| 방송사 \| 수상자 \| 작품 \| \| ----------------------- \| ------- \| -------------- \| ----------------------------------------------- \| \| 최우수 작품상(대통령상) \| KBS \| \| 《연중기획 - 노벨상에 도전한다》 \| \| 우수작품상(국무총리상) \| MBC \| \| 《MBC 뉴스데스크 - 안전벨트 캠페인》 \| \| 특별R부문 작품상 \| KBS \| \| 《한국운동가 변천 80년 - 타오르는 횃불 영원히》 \| \| 교양R부문 작품상 \| FEBC \| \| 《광복40년 특집 - 북간도, 그뒤의 40년》 \| \| 교양TV부문 작품상 \| MBC \| \| 《자연다큐멘터리 시리즈 - 지리산 4계》 \| \| 보도TV부문 작품상 \| KBS \| \| 《월요기획 - 신한강의 기적》 \| \| 연예R부문 작품상 \| 부산MBC \| \| 《창사특집 - 한국인, 그 바다의 노래를》 \| \| 연예TV부문 작품상 \| KBS \| \| 《미니시리즈 - 적도전선》 \| \| 보도상 \| MBC \| 김민호 \| 《평양 인터뷰》 \| \| 사회상 \| MBC \| 정경수 \| 《마이크 출동》 \| \| R연출상 \| KBS \| 박광희 \| 《나라사랑 애국가》 \| \| TV연출상 \| MBC \| 유길촌, 이병훈 \| 《조선왕조 오백년 - 임진왜란》 \| \| TV극본상 \| KBS \| 최경식 \| 《미니시리즈 - 적도전선》 \| \| R연기상 \| KBS \| 이강식 \| \| \| TV연기상(남) \| MBC \| 김무생 \| 《사이공 억류기》 \| \| TV연기상(여) \| MBC \| 김용림 \| 《억새풀》 \| \| 미술상 \| MBC \| 김건일 외 \| \| \| 음악상 \| KBS \| 임택수 \| \| \| 기술상 \| KBS \| 김우홍 \| \| \| 특별상 \| CBS \| 이현기 \| \| |         |                |                                                 |
| 부문 | 방송사  | 수상자         | 작품                                            |
| 최우수 작품상(대통령상) | KBS     |                | 《연중기획 - 노벨상에 도전한다》                |
| 우수작품상(국무총리상) | MBC     |                | 《MBC 뉴스데스크 - 안전벨트 캠페인》            |
| 특별R부문 작품상 | KBS     |                | 《한국운동가 변천 80년 - 타오르는 횃불 영원히》 |
| 교양R부문 작품상 | FEBC    |                | 《광복40년 특집 - 북간도, 그뒤의 40년》         |
| 교양TV부문 작품상 | MBC     |                | 《자연다큐멘터리 시리즈 - 지리산 4계》          |
| 보도TV부문 작품상 | KBS     |                | 《월요기획 - 신한강의 기적》                    |
| 연예R부문 작품상 | 부산MBC |                | 《창사특집 - 한국인, 그 바다의 노래를》         |
| 연예TV부문 작품상 | KBS     |                | 《미니시리즈 - 적도전선》                       |
| 보도상 | MBC     | 김민호         | 《평양 인터뷰》                                 |
| 사회상 | MBC     | 정경수         | 《마이크 출동》                                 |
| R연출상 | KBS     | 박광희         | 《나라사랑 애국가》                             |
| TV연출상 | MBC     | 유길촌, 이병훈 | 《조선왕조 오백년 - 임진왜란》                  |
| TV극본상 | KBS     | 최경식         | 《미니시리즈 - 적도전선》                       |
| R연기상 | KBS     | 이강식         |                                                 |
| TV연기상(남) | MBC     | 김무생         | 《사이공 억류기》                               |
| TV연기상(여) | MBC     | 김용림         | 《억새풀》                                      |
| 미술상 | MBC     | 김건일 외      |                                                 |
| 음악상 | KBS     | 임택수         |                                                 |
| 기술상 | KBS     | 김우홍         |                                                 |
| 특별상 | CBS     | 이현기         |                                                 |

| \| 부문 \| 방송사 \| 수상자 \| 작품 \| \| ----------------------- \| ------------------- \| ------------------------------ \| ------------------------------------------ \| \| 최우수 작품상(대통령상) \| 부산, 대구, 마산MBC \| \| 《역사 다큐멘터리 - 가야》 \| \| 우수작품상(국무총리상) \| KBS \| \| 《대하드라마 - 노다지》 \| \| 보도TV부문 작품상 \| KBS \| \| 《특집기획 국토재창조 - 조국의 산하를...》 \| \| 교양R부문 작품상 \| 아세아방송 \| \| 《특집 타시겐트 반세기》 \| \| 교양TV부문 작품상 \| MBC \| \| 《자연다큐멘터리 시리즈 - 꿀벌의 세계》 \| \| 교양R부문 작품상 \| CBS \| \| 《소리가 있는 곳 - 선생님 축하해요》 \| \| 연예R부문 작품상 \| KBS \| \| 《FM 국악무대 - 제4~6회》 \| \| 지역R부문 작품상 \| 전주MBC \| \| 《향토의 숨결 - 판소리의 원류를 찾아서》 \| \| 보도상 \| KBS \| 박성범 \| \| \| 사회상 \| MBC \| 조일수 \| \| \| R연출상 \| KBS \| 조중환 \| 《민족의 선율 시나위》 \| \| TV연출상 \| MBC \| 정문수 \| 《6.25특집극 - 천둥소리》 \| \| R극본상 \| KBS \| 김옥수 \| \| \| TV극본상 \| KBS \| 박병우 \| 《노다지》 \| \| R연기상 \| KBS \| 장유진 \| 《사랑이 크는 나무》 \| \| TV연기상(남) \| MBC \| 유인촌 \| 《최후의 증인》 \| \| TV연기상(여) \| KBS \| 한혜숙 \| 《노다지》 \| \| 촬영상 \| MBC \| 정치조 \| 《6.25특집극 - 천둥소리》 \| \| 스포츠상 \| KBS \| 최동철 \| 《9시 스포츠 뉴스》 \| \| 미술상 \| MBC \| 박수명 \| (입체분장과 특수분장 기법) \| \| 음악상 \| KBS \| 원경수 KBS 교향악단 상임지휘자 \| \| \| 기술상 \| KBS \| 권병실 기술연구소장 \| \| \| 공로상 \| KBS \| 이정석 올림픽 방송운영본부장 \| \| |                     |                                |                                            |
| 부문 | 방송사              | 수상자                         | 작품                                       |
| 최우수 작품상(대통령상) | 부산, 대구, 마산MBC |                                | 《역사 다큐멘터리 - 가야》                 |
| 우수작품상(국무총리상) | KBS                 |                                | 《대하드라마 - 노다지》                    |
| 보도TV부문 작품상 | KBS                 |                                | 《특집기획 국토재창조 - 조국의 산하를...》 |
| 교양R부문 작품상 | 아세아방송          |                                | 《특집 타시겐트 반세기》                   |
| 교양TV부문 작품상 | MBC                 |                                | 《자연다큐멘터리 시리즈 - 꿀벌의 세계》    |
| 교양R부문 작품상 | CBS                 |                                | 《소리가 있는 곳 - 선생님 축하해요》       |
| 연예R부문 작품상 | KBS                 |                                | 《FM 국악무대 - 제4~6회》                  |
| 지역R부문 작품상 | 전주MBC             |                                | 《향토의 숨결 - 판소리의 원류를 찾아서》   |
| 보도상 | KBS                 | 박성범                         |                                            |
| 사회상 | MBC                 | 조일수                         |                                            |
| R연출상 | KBS                 | 조중환                         | 《민족의 선율 시나위》                     |
| TV연출상 | MBC                 | 정문수                         | 《6.25특집극 - 천둥소리》                  |
| R극본상 | KBS                 | 김옥수                         |                                            |
| TV극본상 | KBS                 | 박병우                         | 《노다지》                                 |
| R연기상 | KBS                 | 장유진                         | 《사랑이 크는 나무》                       |
| TV연기상(남) | MBC                 | 유인촌                         | 《최후의 증인》                            |
| TV연기상(여) | KBS                 | 한혜숙                         | 《노다지》                                 |
| 촬영상 | MBC                 | 정치조                         | 《6.25특집극 - 천둥소리》                  |
| 스포츠상 | KBS                 | 최동철                         | 《9시 스포츠 뉴스》                        |
| 미술상 | MBC                 | 박수명                         | (입체분장과 특수분장 기법)                 |
| 음악상 | KBS                 | 원경수 KBS 교향악단 상임지휘자 |                                            |
| 기술상 | KBS                 | 권병실 기술연구소장            |                                            |
| 공로상 | KBS                 | 이정석 올림픽 방송운영본부장   |                                            |

| \| 부문 \| 방송사 \| 수상자 \| 작품 \| \| ----------------------- \| ------------------- \| ------ \| ----------------------------------------- \| \| 최우수 작품상(대통령상) \| KBS \| \| 《생방송 - 심야토론 전화를 받습니다》 \| \| 우수작품상(국무총리상) \| CBS \| \| 《녹음구성 - 현장의 소리》 \| \| 보도TV부문 작품상 \| KBS \| \| 《연속해외기획 - 세계의 민주주의》 \| \| 교양R부문 작품상 \| FEBC \| \| 《토요특집 - 묻지마라 갑자생》 \| \| 연예R부문 작품상 \| KBS \| \| 《음향에세이 - 풀피리》 \| \| 연예TV부문 작품상 \| MBC \| \| 《산하》 \| \| 지역R부문 작품상 \| 광주, 여수, 목포MBC \| \| 《다도해 그 푸른 바다의 노래를 찾아서》 \| \| 지역TV부문 작품상 \| 청주MBC \| \| 《월요기획 - 엄마의 자리》 \| \| 보도TV 특별상 \| MBC \| \| 《자연다큐멘터리 - 천적의 세계》 \| \| 보도상 \| MBC \| 강성구 \| 《MBC 뉴스데스크》 \| \| 사회상 \| KBS \| 원종배 \| 《사랑방 중계》 \| \| R연출상 \| KBS \| 정영식 \| 《사랑의 독서실》 \| \| TV연출상 \| MBC \| 최종수 \| 《MBC 베스트셀러극장 - 소나기》 \| \| R극본상 \| KBS \| 이호 \| 《다큐멘터리 - 지구촌을 달린다》 \| \| TV극본상 \| MBC \| 김운경 \| 《한지붕 세가족 진짜 사나이》 \| \| R연기상(남) \| 성우협회 \| 남성우 \| 《다큐멘터리 - 한강은 흐른다》 \| \| R연기상(여) \| MBC \| 송도영 \| 《연변아리랑 제1편/부조》 \| \| TV연기상(남) \| MBC \| 이영후 \| 《산하》 \| \| TV연기상(여) \| KBS \| 반효정 \| 《토지》 \| \| 촬영상 \| MBC \| 서영호 \| 《자연다큐멘터리 - 천적의 세계》 \| \| 스포츠상 \| KBS \| 이명환 \| 《각종 스포츠중계방송 및 서울로 가는 길》 \| \| 미술상 \| KBS \| 이석우 \| 대하드라마 토지 세트 제작 \| \| 음악상 \| KBS \| 박범훈 \| 《공사 창립특집/사로잡힌 영혼》 \| \| 기술상 \| KBS \| 최진성 \| 국제방송센터 건립 \| \| 공로상 \| KBS \| 이장우 \| KBS 한국어연구회 회장 \| |                     |        |                                           |
| 부문 | 방송사              | 수상자 | 작품                                      |
| 최우수 작품상(대통령상) | KBS                 |        | 《생방송 - 심야토론 전화를 받습니다》     |
| 우수작품상(국무총리상) | CBS                 |        | 《녹음구성 - 현장의 소리》                |
| 보도TV부문 작품상 | KBS                 |        | 《연속해외기획 - 세계의 민주주의》        |
| 교양R부문 작품상 | FEBC                |        | 《토요특집 - 묻지마라 갑자생》            |
| 연예R부문 작품상 | KBS                 |        | 《음향에세이 - 풀피리》                   |
| 연예TV부문 작품상 | MBC                 |        | 《산하》                                  |
| 지역R부문 작품상 | 광주, 여수, 목포MBC |        | 《다도해 그 푸른 바다의 노래를 찾아서》   |
| 지역TV부문 작품상 | 청주MBC             |        | 《월요기획 - 엄마의 자리》                |
| 보도TV 특별상 | MBC                 |        | 《자연다큐멘터리 - 천적의 세계》          |
| 보도상 | MBC                 | 강성구 | 《MBC 뉴스데스크》                        |
| 사회상 | KBS                 | 원종배 | 《사랑방 중계》                           |
| R연출상 | KBS                 | 정영식 | 《사랑의 독서실》                         |
| TV연출상 | MBC                 | 최종수 | 《MBC 베스트셀러극장 - 소나기》           |
| R극본상 | KBS                 | 이호   | 《다큐멘터리 - 지구촌을 달린다》          |
| TV극본상 | MBC                 | 김운경 | 《한지붕 세가족 진짜 사나이》             |
| R연기상(남) | 성우협회            | 남성우 | 《다큐멘터리 - 한강은 흐른다》            |
| R연기상(여) | MBC                 | 송도영 | 《연변아리랑 제1편/부조》                 |
| TV연기상(남) | MBC                 | 이영후 | 《산하》                                  |
| TV연기상(여) | KBS                 | 반효정 | 《토지》                                  |
| 촬영상 | MBC                 | 서영호 | 《자연다큐멘터리 - 천적의 세계》          |
| 스포츠상 | KBS                 | 이명환 | 《각종 스포츠중계방송 및 서울로 가는 길》 |
| 미술상 | KBS                 | 이석우 | 대하드라마 토지 세트 제작                 |
| 음악상 | KBS                 | 박범훈 | 《공사 창립특집/사로잡힌 영혼》           |
| 기술상 | KBS                 | 최진성 | 국제방송센터 건립                         |
| 공로상 | KBS                 | 이장우 | KBS 한국어연구회 회장                     |

| \| 부문 \| 방송사 \| 수상자 \| 작품 \| \| ----------------------- \| ------- \| ------ \| ------------------------------------------------------ \| \| 최우수 작품상(대통령상) \| KBS \| \| 《대하기획-중국대륙》 \| \| 우수작품상(국무총리상) \| 부산MBC \| \| 《창사 30주년 특집다큐멘터리 - 갈대》 \| \| 보도R부문 작품상 \| MBC \| \| 《현장르포 마이크 출동 특집 - 핵발전소 과연 안전한가》 \| \| 교양R부문 작품상 \| FEBC \| \| 《하나되게 하소서 특집 - 작은 빛 되리》 \| \| 연예R부문 작품상 \| KBS \| \| 《88 KBS 신작 가곡의 대향연》 \| \| 연예TV부문 작품상 \| KBS \| \| 《89 특별기획 8부작 드라마 - 지리산》 \| \| 지역R부문 작품상 \| 포항MBC \| \| 《청소년의 달 특집 - 어미 고슴도치의...》 \| \| 지역TV부문 작품상 \| 전주MBC \| \| 《전북의 재발견 - 명필 창암 이삼만》 \| \| 보도상 \| KBS \| 김광일 \| 《KBS 뉴스 645》 \| \| 사회상 \| KBS \| 이인원 \| 《생방송 심야토론, 뉴스비전 동서남북》 \| \| R연출상 \| KBS \| 정수열 \| 《다큐멘터리 격동 30년》 \| \| TV연출상 \| MBC \| 윤동혁 \| 《인간시대 특집기획/사할린 통신》 \| \| R극본상 \| KBS \| 한유림 \| 《다큐멘터리 - 지구촌을 달린다》 \| \| TV극본상 \| KBS \| 김원석 \| 《지리산》 \| \| R연기상(남) \| KBS \| 최홀 \| 《다큐멘터리 - 지구촌을 달린다》 \| \| R연기상(여) \| KBS \| 박민아 \| 《즐거운 우리집》 \| \| TV연기상(남) \| MBC \| 이정길 \| 《우리 읍내》 \| \| TV연기상(여) \| MBC \| 김혜자 \| 《겨울 안개》 \| \| 촬영상 \| MBC \| 신면식 \| 《자연다큐멘터리 - 거미의 신비》 \| \| 스포츠상 \| KBS \| 박홍수 \| 서울올림픽 국제신호제작 및 육상경기 중계방송 \| \| 미술상 \| MBC \| 서정남 \| 《특집극 백범일지》 \| \| 음악상 \| KBS \| 금난새 \| KBS 교향악단 전임지휘자 \| \| 기술상 \| KBS \| 윤성호 \| 방송송신기술 향상 \| \| 공로상 \| KBS \| 장민구 \| 사할린 동포를 대상으로 한 방송 제작 \| \| 특별상 \| KBS \| 이주희 \| 드라마 지리산 촬영 중 순직 \| |         |        |                                                        |
| 부문 | 방송사  | 수상자 | 작품                                                   |
| 최우수 작품상(대통령상) | KBS     |        | 《대하기획-중국대륙》                                  |
| 우수작품상(국무총리상) | 부산MBC |        | 《창사 30주년 특집다큐멘터리 - 갈대》                  |
| 보도R부문 작품상 | MBC     |        | 《현장르포 마이크 출동 특집 - 핵발전소 과연 안전한가》 |
| 교양R부문 작품상 | FEBC    |        | 《하나되게 하소서 특집 - 작은 빛 되리》                |
| 연예R부문 작품상 | KBS     |        | 《88 KBS 신작 가곡의 대향연》                          |
| 연예TV부문 작품상 | KBS     |        | 《89 특별기획 8부작 드라마 - 지리산》                  |
| 지역R부문 작품상 | 포항MBC |        | 《청소년의 달 특집 - 어미 고슴도치의...》              |
| 지역TV부문 작품상 | 전주MBC |        | 《전북의 재발견 - 명필 창암 이삼만》                   |
| 보도상 | KBS     | 김광일 | 《KBS 뉴스 645》                                       |
| 사회상 | KBS     | 이인원 | 《생방송 심야토론, 뉴스비전 동서남북》                 |
| R연출상 | KBS     | 정수열 | 《다큐멘터리 격동 30년》                               |
| TV연출상 | MBC     | 윤동혁 | 《인간시대 특집기획/사할린 통신》                      |
| R극본상 | KBS     | 한유림 | 《다큐멘터리 - 지구촌을 달린다》                       |
| TV극본상 | KBS     | 김원석 | 《지리산》                                             |
| R연기상(남) | KBS     | 최홀   | 《다큐멘터리 - 지구촌을 달린다》                       |
| R연기상(여) | KBS     | 박민아 | 《즐거운 우리집》                                      |
| TV연기상(남) | MBC     | 이정길 | 《우리 읍내》                                          |
| TV연기상(여) | MBC     | 김혜자 | 《겨울 안개》                                          |
| 촬영상 | MBC     | 신면식 | 《자연다큐멘터리 - 거미의 신비》                       |
| 스포츠상 | KBS     | 박홍수 | 서울올림픽 국제신호제작 및 육상경기 중계방송           |
| 미술상 | MBC     | 서정남 | 《특집극 백범일지》                                    |
| 음악상 | KBS     | 금난새 | KBS 교향악단 전임지휘자                                |
| 기술상 | KBS     | 윤성호 | 방송송신기술 향상                                      |
| 공로상 | KBS     | 장민구 | 사할린 동포를 대상으로 한 방송 제작                    |
| 특별상 | KBS     | 이주희 | 드라마 지리산 촬영 중 순직                             |

## 1990년대
| 부문                     | 방송사  | 수상작                                           |
| ------------------------ | ------- | ------------------------------------------------ |
| 대상 (T다큐)             | KBS     | 다큐멘터리 《한국전쟁》                          |
| 최우수작품상 R교양       | CBS     | 월요특집 《한국전쟁 40주년 민족화해를 생각한다》 |
| 최우수작품상 T드라마     | MBC     | 《제2공화국》                                    |
| 우수작품상 R보도         | KBS     | 6.25 특집 《통일로 가는 독일》                   |
| 우수작품상 T보도         | MBC     | 《MBC 뉴스데스크 - 카메라 출동》                 |
| 우수작품상 T교양         | KBS     | 다큐멘터리 《진도》                              |
| 우수작품상 R다큐         | KBS     | 신년특집 《탄생 대한민국》                       |
| 우수작품상 R어린이청소년 | MBC     | 《제8회 MBC 창작동요제》                         |
| 우수작품상 T어린이청소년 | MBC     | 《퀴즈 아카데미》                                |
| 우수작품상 R드라마       | KBS     | 방송의날 특집드라마 《소리의 흔적》              |
| 우수작품상 R쇼코미디     | MBC     | 《싱글벙글쇼》                                   |
| 우수작품상 T쇼코미디     | KBS     | 《가요무대》                                     |
| 우수작품상 R지역사회     | KBS청주 | 《충북의 고개 – 추풍령에서 박달재까지》          |
| 우수작품상 T지역사회     | 부산MBC | 창사특집 《웨스토피아》                          |
| 우수작품상 R지역문화     | KBS광주 | 《특집 향토문단 – 작가 문순태》                  |
| 우수작품상 T지역문화     | 대전MBC | 《충청 오늘과 내일 – 백야 김좌진》               |
| 우수작품상 R해외부문     | FEBC    | 《나의 살던 고향은 – 참된 하나됨을 향하여》      |
| 특별상 (T다큐)           | MBC     | 《인간시대 – 수잔 브링크의 아리랑》              |

| 부문             | 방송사   | 수상자         | 수상내역                                       |
| ---------------- | -------- | -------------- | ---------------------------------------------- |
| 보도기자상       | KBS영월  | 강홍식, 윤홍식 | 《KBS 9시 뉴스》                               |
| 스포츠기자상     | KBS      | 이규창         | 민족 씨름 TV 스포츠 정착에 기여                |
| 사회상           | KBS      | 김찬식         | 《라디오 동서남북》 진행                       |
| 남자 아나운서상  | KBS      | 이규향         | 《시와 수필과 음악》 진행                      |
| 여자 아나운서상  | KBS      | 신은경         | 《KBS 9시 뉴스》 진행                          |
| R프로듀서상      | KBS      | 박인채         | 《동요잔치》 제작                              |
| T프로듀서상      | MBC      | 고석만         | 《제2공화국》 제작                             |
| R작가상          | CBS      | 김행호         | 《장군멍군》 극본 집필                         |
| T작가상          | KBS      | 박리미         | 《사랑이 꽃피는 나무》 극본 집필               |
| 남자 성우상      | KBS      | 이영달         | 다큐멘터리 《격동 30년》                       |
| 여자 성우상      | MBC      | 이선영         | 《명곡의 뒤안길》                              |
| 남자 탤런트상    | MBC      | 이진수         | 《제2공화국》                                  |
| 여자 탤런트상    | KBS      | 김창숙         | 《사랑이 꽃피는 나무》                         |
| 남자 코미디언상  | MBC      | 주병진         | 《일요일 일요일 밤에》                         |
| 여자 코미디언상  | MBC      | 배연정         | 《날마다 행복》                                |
| 남자 가수상      |          | 현철           |                                                |
| 여자 가수상      |          | 주현미         |                                                |
| 촬영상           | KBS      | 김동휘         | 다큐멘터리 《진도》                            |
| 영상제작상       | MBC      | 김경태         | 《토요일! 토요일은 즐거워》                    |
| 미술상           | KBS      | 오명현         | 대하드라마 《역사는 흐른다》                   |
| 음악상           | KBS      | 이재석         | 다큐멘터리 《한국전쟁》                        |
| 제작기술상       | CBS      | 한청희         | 남산 중계망 시설 공사, 중계 상태 컬러 표시지도 |
| 송출기술상       | MBC      | 유병대         | TV 중계소 무인 운용, 자동화 시스템 도입        |
| 공로상           | KBS      | 황은진         | 대하드라마 《역사는 흐른다》                   |
| 지역방송인제작상 | 대전MBC  | 오덕균         | 《젊음이 있는 곳에, 밝아오는 우리 마을》       |
| 지역방송인기술상 | KBS창원  | 구연도         | 방송기술의 선진화에 기여                       |
| 지역방송인공로상 | 대전FEBC | 이옥연         | 대전 FEBC 방송국 설립에 기여                   |

| 부문                 | 방송사   | 수상작                                                         |
| -------------------- | -------- | -------------------------------------------------------------- |
| 대상 (T보도)         | KBS      | 《해외취재 - 농업이 가는 길》                                  |
| 최우수작품상 R다큐   | KBS      | 부처님 오신 날 특집 《팔만대장경》                             |
| 최우수작품상 T교양   | MBC      | 《러시아·동구의 문학과 예술》                                  |
| 특별상 (T보도)       | MBC      | 《오로라 탐험대 탐험과정 – 여기는 북극점》                     |
| 우수작품상 R보도     | KBS      | 공사창립 18주년 특집 《세계를 달린다 선진국의 지방자치제》     |
| 우수작품상 R교양     | KBS      | 91 신춘특집 음악 메디칼 프로그램 《음악은 인간을 새롭게 한다》 |
| 우수작품상 T다큐     | KBS      | 공사창립 특집 《양자강》                                       |
| 우수작품상 R어린이   | CBS      | 새해특집 《하늘 아이들》                                       |
| 우수작품상 T어린이   | KBS      | 《과학 탐험대 – 모형 비행기》                                  |
| 우수작품상 R청소년   | PBC      | 《신부님 신부님 우리 신부님》                                  |
| 우수작품상 T청소년   | KBS      | 《열전! 달리는 일요일 – 제51회 용사의 길》                     |
| 우수작품상 R드라마   | SBS      | 테마 기획 드라마 《사람 사는 세상 – 제14화 살림그물》          |
| 우수작품상 T드라마   | KBS      | 《서울뚝배기》                                                 |
| 우수작품상 R쇼코미디 | SBS      | 5월 가정의달 특집 《제1회 SBS 고부 노래자랑》                  |
| 우수작품상 T쇼코미디 | MBC      | 《우정의 무대》                                                |
| 우수작품상 R지역사회 | 부산MBC  | 창사 32주년 특집 《꽃씨를 나눠 드립니다》                      |
| 우수작품상 T지역사회 | 포항MBC  | 《영남시대 – 모래톱에 새겨진 충혼, 독도는 살아있다》           |
| 우수작품상 R지역문화 | 포항MBC  | 《경북 패트롤 – 신라 고비의 독백》                             |
| 우수작품상 T지역문화 | 전주MBC  | 창사 26주년 다큐멘터리 《동학농민전쟁》                        |
| 우수작품상 R해외     | FEBC     | 토요특집 《우리말 갈고 닦아 겨레함께 살고지고》                |
| T외부제작상          | 파나비전 | MBC 특별기획 4부작 《어린이에게 새 생명을》                    |

| 부문             | 방송사  | 수상자         | 수상내역                                     |
| ---------------- | ------- | -------------- | -------------------------------------------- |
| 보도기자상       | MBC     | 김강정 외 11명 | MBC 뉴스 ‘KAL기 피격의 비밀’                 |
| 스포츠기자상     | KBS     | 이경주         | 《KBS 9시 뉴스》 세계탁구선수권대회          |
| 사회상           | BBS     | 정목스님       | 《차 한잔의 선율》                           |
| 남자 아나운서상  | KBS     | 박용호         | 《6시 내고향》                               |
| 여자 아나운서상  | MBC     | 백지연         | 《MBC 뉴스데스크》                           |
| R프로듀서상      | MBC     | 강희철         | 《라디오 칼럼》                              |
| T프로듀서상      | MBC     | 장수봉         | 《춤추는 가얏고》                            |
| R작가상          | KBS     | 이영신         | 《격동 30년》 등                             |
| T작가상          | KBS     | 박정란         | 《울밑에 선 봉선화》 등                      |
| 남자 성우상      | MBC     | 정승현         | 《꽃님이네 집》 등                           |
| 여자 성우상      | KBS     | 김수희         | 《어머니》 등                                |
| 남자 탤런트상    | KBS     | 주현           | 《서울뚝배기》                               |
| 여자 탤런트상    | MBC     | 고두심         | 《춤추는 가얏고》                            |
| 남자 코미디언상  | KBS     | 심형래         | 《쇼 비디오 자키》 등                        |
| 여자 코미디언상  | KBS     | 김미화         | 《유머 1번지》 등                            |
| 국악인상         |         | 박동진         | 전통음악 보급·발전에 기여                    |
| 성악가상         |         | 박인수         | 순수음악, 가곡 보급·발전에 기여              |
| 가수상           |         | 노사연         | ‘만남’ 등                                    |
| 촬영상           | MBC     | 이용우         | 《여기는 북극점》                            |
| 영상제작상       | KBS     | 한동화         | 혼합성 앵글 개발                             |
| 미술상           | MBC     | 고유철         | 30여년 동안 프로그램 타이틀 제작             |
| 음악상           | MBC     | 최영섭         | 《나의 음악실》 진행 및 창작가곡 보급에 기여 |
| 제작기술상       | MBC     | 김광곤         | 27년 동안 방송음향 업무 담당                 |
| 송출기술상       | KBS     | 장용섭         | 송출시설 자동화 추진                         |
| 공로상           | MBC     | 정애란         | 《전원일기》                                 |
| 지역방송인제작상 | 대전MBC | 채홍걸         | 각종 경기 및 프로그램 연출                   |
| 지역방송인기술상 | 부산MBC | 김두연         | 각종 방송기술 국산화 추진                    |
| 지역방송인공로상 | 대전MBC | 이중기         | 지역방송 활성화 도모                         |

| 부문                 | 방송사     | 수상작                                                  |
| -------------------- | ---------- | ------------------------------------------------------- |
| 대상 (T다큐)         | KBS        | 《자본주의 100년 한국의 선택》                          |
| 최우수작품상 R청소년 | MBC        | 《91 MBC 청소년 백서》                                  |
| 최우수작품상 T드라마 | MBC        | 《여명의 눈동자》                                       |
| 우수작품상 R보도     | KBS        | 《지구촌 오늘》                                         |
| 우수작품상 T보도     | KBS        | 《6.25 특집 – 내가 겪은 공화국》                        |
| 우수작품상 R교양     | BBS        | 《거룩한 만남》                                         |
| 우수작품상 T교양     | MBC        | 《한민족 러시아 유민사》                                |
| 우수작품상 R다큐     | PBC        | 6.25 42주년 특집 다큐멘터리 《지금 이사람은》           |
| 우수작품상 R어린이   | CBS        | 《CBS 어린이 노래잔치》                                 |
| 우수작품상 T어린이   | MBC        | 《어린이날 특집 소년소녀가장 합동캠프 – 날아라 새들아》 |
| 우수작품상 T청소년   | SBS        | 《푸른일기》                                            |
| 우수작품상 R드라마   | KBS        | 《경제실록 50년》                                       |
| 우수작품상 R쇼코미디 | SBS        | 《고전 코미디극》                                       |
| 우수작품상 T쇼코미디 | SBS        | 《코미디 전망대》                                       |
| 우수작품상 R지역사회 | 대전FEBC   | 《11시의 스튜디오》                                     |
| 우수작품상 T지역사회 | KBS대구    | 《향토기획 – 이땅 사람들》                              |
| 우수작품상 R지역문화 | 제주MBC    | 《향토기행 – 제주 육백리》                              |
| 우수작품상 T지역문화 | 부산MBC    | 창사 33주년 기념특집 《팔만대장경》                     |
| 우수작품상 R해외     | KBS        | 해외특집 《변혁의 현장에서》                            |
| 우수작품상 T외부제작 | 시네텔서울 | 《작가와 화제작》                                       |

| 부문             | 방송사  | 수상자                         | 수상내역                            |
| ---------------- | ------- | ------------------------------ | ----------------------------------- |
| 보도기자상       | KBS     | 차민순                         | 북학 핵관련 보도 등                 |
| 스포츠기자상     | KBS     | 손상진                         | 세계 육상선수대회 등 중계 방송      |
| 사회상           | MBC     | 서유석                         | 《푸른 신호등》 진행                |
| 남자 아나운서상  | KBS     | 박병하                         | WBA 세계 타이틀전 등 스포츠 중계    |
| 여자 아나운서상  | KBS     | 박경희                         | 《일요객석》 등 진행                |
| R프로듀서상      | MBC     | 김옥균                         | 《두고온 산하》                     |
| T프로듀서상      | MBC     | 김종학                         | 《여명의 눈동자》                   |
| R작가상          | MBC     | 박석준                         | 《사랑으로 크는 나무》 등           |
| T작가상          | SBS     | 송지나                         | 《그것이 알고 싶다》 등             |
| 남자 성우상      | MBC     | 최낙천                         | 《이웃》 등                         |
| 여자 성우상      | MBC     | 유명옥                         | 《남자 속의 여자》 등               |
| 남자 탤런트상    | KBS     | 이낙훈                         | 《옛날의 금잔디》                   |
| 여자 탤런트상    | SBS     | 윤여정                         | 《분례기》                          |
| 남자 코미디언상  | MBC     | 이경규                         | 《일요일 일요일밤에》               |
| 여자 코미디언상  | SBS     | 박미선                         | 《코미디 전망대》                   |
| 국악인상         |         | 안비취                         | 인간문화재 57호                     |
| 성악가상         |         | 강미자                         | 방송을 통한 순수음악 보급           |
| 가수상           |         | 김국환                         | ‘타타타’ 등                         |
| 촬영상           | KBS     | 강형식 외                      | 《티벳 히말라야 신비 - 시샤팡마》   |
| 영상제작상       | KBS     | 안기태                         | 스포츠 중계방송 촬영                |
| 미술상           | MBC     | 윤상준                         | 《여명의 눈동자》                   |
| 음악상           |         | 장익환                         | 86, 88 경기대회 개막식 음악 지휘 등 |
| 제작기술상       | KBS     | 백운춘                         | 88 서울올림픽 음향 총괄             |
| 송출기술상       | MBC     | 배상무                         | 송신소 원격 감시 제어장치 개발 등   |
| 공로상           | MBC     | 김기팔                         | 《땅》 외 다수 집필                 |
| 지역방송인제작상 | 광주MBC | 소수옥                         | 《별이 빛나는 밤에》 등             |
| 지역방송인기술상 | 대전MBC | 배정호                         | AM 자립식 안테나 건립 등            |
| 지역방송인공로상 | KBS진주 | 황희두                         | 지역사회 발전에 공헌                |
| 특별상           | MBC     | 김택곤, 구본학, 송기원, 홍순관 | 국과수 허위감정 특종보도            |

| 부문                   | 방송사           | 수상작                                                     |
| ---------------------- | ---------------- | ---------------------------------------------------------- |
| 대상 (T다큐)           | MBC              | 6.25 특집 《76인의 포로들》                                |
| 최우수작품상 R교양     | KBS              | 공사창립 20주년 특집 《ARS 여론 광장》                     |
| 최우수작품상 T특수대상 | SBS              | 《사랑의 징검다리 – 장애 체험 등반》                       |
| 우수작품상 R보도       | KBS              | 《세계를 달린다 – LA한인 1.5세대》                         |
| 우수작품상 T보도       | MBC              | 《MBC 뉴스센터 – 카메라 출동》                             |
| 우수작품상 T교양       | KBS              | 《역사에의 초대 - 임진왜란》                               |
| 우수작품상 R다큐       | PBC              | 《세상에 외치고 싶어 – 장애인 원장이 이룬 사랑의 공동체》  |
| 우수작품상 R어린이     | KBS              | 《KBS 동요잔치 – 동물들의 합창》                           |
| 우수작품상 T어린이     | MBC              | 어린이날 특집 다큐멘터리 《요즘 아이들 얼마나 아십니까》   |
| 우수작품상 R청소년     | SBS              | 《기쁜 우리 젊은 날》                                      |
| 우수작품상 T청소년     | KBS              | 《노영심의 작은 음악회》                                   |
| 우수작품상 R특수대상   | PBC              | 《할아버지 할머니 건강하세요》                             |
| 우수작품상 R드라마     | KBS              | 공사창립 20주년 기념 넌픽션드라마 《백제의 뿌리를 찾아서》 |
| 우수작품상 T드라마     | SBS              | 창사 특집 드라마 《어디로 가나》                           |
| 우수작품상 R연예오락   | SBS              | 《트롯 대행진》                                            |
| 우수작품상 T연예오락   | SBS              | 《주병진쇼》                                               |
| 우수작품상 R지역사회   | 부산MBC          | 《환경 특별기획 - 714명의 해녀 대합실》                    |
| 우수작품상 R지역사회   | KBS목포          | 특집 《섬, 섬 사람들》                                     |
| 우수작품상 T지역사회   | 제주MBC          | 《일요리포트 – 제주바다, 백색공포》                        |
| 우수작품상 T지역사회   | KBS부산          | 지역개발방송 《내일을 연다》                               |
| 우수작품상 R지역문화   | 진주MBC          | 《PD 일요스페셜 – 민들레와 신팽이》                        |
| 우수작품상 R지역문화   | KBS강릉          | 《사라진 소리 살아있는 소리, 오독떼기》                    |
| 우수작품상 T지역문화   | 충주MBC          | 《소백산의 야생식물》                                      |
| 우수작품상 T지역문화   | KBS창원          | 《운명의 산 낭가파르밧》                                   |
| 우수작품상 R해외       | FEBC             | 《중국교포 고향 방문, 그 뒷 이야기》                       |
| 우수작품상 T외부제작   | 인디컴, 동양영상 | 《베트남 전쟁 그 후 17년》                                 |
| 특별상 R다큐           | BBS              | 신년특집 역사 다큐멘터리 《일연스님과 대장경의 비밀》      |
| 특별상 R청소년         | CBS              | 《인생상담 함께 생각해 봅시다》                            |

| 부문             | 방송사  | 수상자 | 수상내역                                 |
| ---------------- | ------- | ------ | ---------------------------------------- |
| 보도기자상       | SBS     | 김천홍 | 군 장성진급 뇌물 비리 보도               |
| 스포츠기자상     | SBS     | 권태인 | 92 올림픽 한국선수단의 활약 보도         |
| 사회상           | SBS     | 맹형규 | 《SBS 8시 뉴스》의 질 향상과 신뢰성 보도 |
| 남자 아나운서상  | CBS     | 김우찬 | CBS 뉴스 재개에 공이 큼                  |
| 여자 아나운서상  | KBS     | 이규원 | 《KBS 뉴스 쇼》 공동 앵커                |
| R프로듀서상      | CBS     | 신원영 | 국민의 소리와 욕구를 과감히 방송         |
| T프로듀서상      | KBS     | 최상식 | 《삼국기》                               |
| R작가상          | KBS     | 이상락 | KBS 무대, 라디오 미니시리즈 집필         |
| T작가상          | MBC     | 박진숙 | 《아들과 딸》 집필                       |
| 남자 성우상      | MBC     | 황일청 | 다큐멘터리 《격동 30년》                 |
| 여자 성우상      | MBC     | 김은영 | 《이웃》                                 |
| 남자 탤런트상    | SBS     | 최재성 | 《두려움 없는 사랑》                     |
| 여자 탤런트상    | SBS     | 원미경 | 《어디로 가나》                          |
| 남자 코미디언상  | SBS     | 이봉원 | 《코미디 전망대》                        |
| 여자 코미디언상  | KBS     | 문영미 | 《명량극장》                             |
| 국악인상         |         | 성창순 | 한국전통음악 CD 제작                     |
| 성악가상         | KBS     | 박세원 | 《KBS 음악회》, 《토요객석》 등          |
| 가수상           |         | 신승훈 | ‘보이지 않는 사랑’ 등                    |
| 촬영상           | KBS     | 백순모 | 《연예가중계》 헬기 촬영 중 순직         |
| 영상제작상       | KBS     | 백남주 | 특수 장비 사용에 지속적인 연구           |
| 미술상           | KBS     | 박영대 | 《삼국기》 고창 오픈세트 디자인          |
| 음악상           | KBS     | 박범훈 | 《삼국기》의 음악 작곡                   |
| R기술상          | KBS     | 윤두림 | KBS 송,중계소 시설의 자동화 사업         |
| T기술상          | KBS     | 박상수 | 마이크로웨이브 원편파 송수신 안테나 개발 |
| 공로상           | KBS     | 박재권 | 국악의 대중화와 보급                     |
| 지역방송인제작상 | 전주MBC | 이승대 | 《판소리 맥따라》 등 다수 제작           |
| 지역방송인기술상 | CBS대구 | 김영희 | 송신소 무인 자동화 사업                  |
| 지역방송인공로상 | 대전MBC | 김명호 | 금강 보호 캠페인, 라디엔티어링 개최      |

| 부문                 | 방송사           | 수상작                                     |
| -------------------- | ---------------- | ------------------------------------------ |
| 대상 (T연예오락)     | KBS              | 《열린음악회》                             |
| 최우수작품상 R청소년 | SBS              | 《사랑의 유람선》                          |
| 최우수작품상 T다큐   | MBC              | 《갯벌은 살아있다》                        |
| 우수작품상 R보도     | KBS              | 《고속버스, 달리는 시한폭탄》              |
| 우수작품상 T보도     | MBC              | 《시사매거진 2580》                        |
| 우수작품상 R교양     | KBS              | 《농촌 돕기 특별기획 – 농산물 교환권》     |
| 우수작품상 T교양     | SBS              | 《그것이 알고 싶다 - 서울 ***9716 그랜저》 |
| 우수작품상 R다큐     | PBC              | 6.25 특집 《잊혀진 소리를 찾아서》         |
| 우수작품상 R어린이   | KBS              | 《동요잔치 – 어린이날》                    |
| 우수작품상 T어린이   | KBS              | 《만화인물 한국사 – 백범 김구》            |
| 우수작품상 T청소년   | MBC              | 《사춘기》                                 |
| 우수작품상 R특수대상 | MBC              | 《어둠을 비추는 소리》                     |
| 우수작품상 T특수대상 | MBC              | 《내가 할 수 있는 모든 것》                |
| 우수작품상 R드라마   | CBS              | 《이것이 인생이다》                        |
| 우수작품상 T드라마   | SBS              | 《머나먼 쏭바강》                          |
| 우수작품상 R연예오락 | KBS, MBC         | 추석 교통 특집 《고향가는 길》             |
| 우수작품상 R지역사회 | 광주MBC, 부산MBC | 《남도 꽃씨 큰잔치》                       |
| 우수작품상 R지역사회 | CBS청주          | 《보도연맹을 기억하십니까》                |
| 우수작품상 T지역사회 | KBS대구          | 《낙동강 1300리》                          |
| 우수작품상 T지역사회 | 춘천MBC          | 《철원 민통선 철새의 비상》                |
| 우수작품상 R지역문화 | 목포MBC          | 《천사촌의 노래 품바》                     |
| 우수작품상 R지역문화 | 춘천MBC          | 《강원도의 방언》                          |
| 우수작품상 T지역문화 | 대구MBC          | 《신라》                                   |
| 우수작품상 T지역문화 | 포항MBC          | 특집 《늙기도 서러운데》                   |
| 우수작품상 R해외     | FEBC             | 《북조선 얼마나 료해하십니까》             |
| 우수작품상 T외부제작 | KBS              | 《카리브해의 고도 쿠바》                   |

| 부문             | 방송사   | 수상자         | 수상내역                              |
| ---------------- | -------- | -------------- | ------------------------------------- |
| 보도기자상       | MBC      | 정기평, 이병구 | 《MBC 뉴스데스크》 ‘마약왕 쿤사’      |
| 스포츠기자상     | KBS      | 홍유표         | 94 월드컵 특집 ‘1등을 잡아라’         |
| 사회상           | KBS      | 이윤성         | 《KBS 뉴스 9》                        |
| 남자 아나운서상  | SBS      | 손석기         | 뉴스 진행                             |
| 여자 아나운서상  | CBS      | 변춘애         | 특집 생방송 《남북인간띠잇기 대회》   |
| R프로듀서상      | KBS      | 신광철         | 《방송가요대상》 외                   |
| T프로듀서상      | MBC      | 박철           | 《엄마의 바다》 외                    |
| R작가상          | KBS      | 이덕재         | KBS 무대 집필                         |
| T작가상          | KBS      | 양근승         | 《대추나무 사랑걸렸네》               |
| 남자 성우상      | BBS      | 구민           | 《고승열전》                          |
| 여자 성우상      | BBS      | 박영남         | 《고승열전》                          |
| 남자 탤런트상    | KBS      | 김진태         | 《먼동》                              |
| 여자 탤런트상    | SBS      | 최명길         | 《결혼》                              |
| 남자 코미디언상  | KBS      | 이상해         | 《명량극장》                          |
| 여자 코미디언상  | MBC      | 이경실         | 《웃으면 복이와요》                   |
| 국악인상         |          | 서용석         | 국악 기본 음악 제작                   |
| 성악가상         |          | 박인수         | 클래식의 대중화에 기여                |
| 가수상           | KBS, MBC | 신효범         | 《열린음악회》, 《음악이 있는 곳에》  |
| 촬영상           | SBS      | 서득원         | 《머나먼 쏭바강》                     |
| 영상제작상       | KBS      | 류인창         | 서해 훼리호 침몰 사고 외              |
| 미술상           | SBS      | 이재일         | 《머나먼 쏭바강》                     |
| 음악상           | MBC      | 연석원         | 《폭풍의 계절》 외                    |
| R기술상          | SBS      | 최겸수         | AM 스테레오 방송 실시 외              |
| T기술상          | KBS      | 김영호         | Music Effect 방식 채택 외             |
| 공로상           | 부산MBC  | 전응덕         | 부산MBC 창사 및 방송 보도 시스템 구축 |
| 지역방송인제작상 | KBS창원  | 박찬곤         | 《맥을 잇는 통영 장인들》 외          |
| 지역방송인기술상 | 대전MBC  | 김시종         | 대전 엑스포 방송기술 지원 외          |
| 지역방송인공로상 | 부산MBC  | 김영           | 부산MBC 뉴스 및 논평 진행             |
| 특별상           |          | 박명성         | 구성의 새로운 경지를 개척함           |
| 특별상           |          | 석광열         | 장기 기증으로 인도주의 실천           |

| 부문                 | 방송사     | 수상작                                      |
| -------------------- | ---------- | ------------------------------------------- |
| 대상 (R교양)         | MBC        | 《한국민요대전》                            |
| 최우수작품상 R다큐   | SBS        | 《버섯, 그 천의 얼굴》                      |
| 최우수작품상 R해외   | KBS        | 《보고싶은 얼굴 그리운 목소리》             |
| 우수작품상 R보도     | CBS        | 《뉴스기획 – 화물트럭 비표 그 비리의 현장》 |
| 우수작품상 T보도     | SBS        | 《문화대탐험 아시아 4만km》                 |
| 우수작품상 T교양     | MBC        | 《대전환 21》                               |
| 우수작품상 R다큐     | PBC        | 《음악은 장벽을 넘어》                      |
| 우수작품상 R어린이   | KBS        | 《꿩꿩 장서방 무얼 먹고 사나》              |
| 우수작품상 T어린이   | KBS        | 《TV유치원 하나둘셋 - 전래동요》            |
| 우수작품상 R청소년   | SBS        | 《SBS PC 통신》                             |
| 우수작품상 T청소년   | KBS        | 《TV 교육 위원회》                          |
| 우수작품상 R특수대상 | FEBC       | 《참 좋은 내 친구 – 북한의 장애인》         |
| 우수작품상 T특수대상 | MBC        | 《눈 먼 새의 노래》                         |
| 우수작품상 R드라마   | MBC        | 《이웃 – 1923년생 태풍의 딸》               |
| 우수작품상 T드라마   | SBS        | 《모래시계》                                |
| 우수작품상 R연예오락 | KBS        | 《FM 가족 음악회》                          |
| 우수작품상 T연예오락 | KBS        | 《가요무대 – 암흑의 세월이여》              |
| 우수작품상 R지역보도 | KBS제주    | 《KBS 뉴스 속보 – KAL기 착륙 폭발 사고》    |
| 우수작품상 T지역보도 | 제주MBC    | 《생명체의 요람 제주바다 조간대》           |
| 우수작품상 R지역사회 | 강릉MBC    | 《청호동 일기》                             |
| 우수작품상 R지역사회 | KBS대구    | 《94 창작 국악 동요대회》                   |
| 우수작품상 T지역사회 | 광주MBC    | 《빨간불 파란불》                           |
| 우수작품상 T지역사회 | 전주MBC    | 《쌀》                                      |
| 우수작품상 R지역문화 | 대전MBC    | 《할아버지와 손풍금》                       |
| 우수작품상 R지역문화 | 전주MBC    | 《향토의 숨결 – 우리 소리의 장단, 그 탯줄》 |
| 우수작품상 T지역문화 | KBS창원    | 《생태보고 – 괭이 갈매기》                  |
| 우수작품상 T지역문화 | KBS전주    | 《혼의 소리, 그 고향을 찾아서》             |
| 우수작품상 T외부제작 | 한맥유니언 | 《체험 세계의 오지 – 탐탐 그 영혼의 소래》  |
| 특별상 R교양         | BBS        | 《바로 보는 불교 역사》                     |

| 부문             | 방송사   | 수상자 | 수상내역                                      |
| ---------------- | -------- | ------ | --------------------------------------------- |
| 보도기자상       | KBS      | 민경욱 | 《KBS 뉴스 9》                                |
| 스포츠기자상     | MBC      | 서정훈 | ‘월드컵 2002’                                 |
| 사회상           | KBS      | 길종섭 | 《KBS 뉴스라인》                              |
| 남자 아나운서상  | MBC      | 손석희 | 《MBC 뉴스투데이》                            |
| 여자 아나운서상  | KBS      | 정은아 | 《아침마당》                                  |
| R프로듀서상      | CBS      | 한국연 | 《시사쟈키 오늘과 내일》                      |
| T프로듀서상      | SBS      | 윤동혁 | 《버섯, 그 천의 얼굴》                        |
| R작가상          | MBC      | 김문영 | 다큐멘터리 《격동 30년 – 이철의 장영자 사건》 |
| T작가상          | SBS      | 송지나 | 《모래시계》                                  |
| 남자 성우상      | CBS      | 이완호 | 다큐멘터리 드라마 《한국교회 인물사》         |
| 여자 성우상      | MBC      | 정희선 | 다큐멘터리 《격동 30년 – 이철의 장영자 사건》 |
| 남자 탤런트상    | SBS      | 최민수 | 《모래시계》                                  |
| 여자 탤런트상    | KBS      | 김윤경 | 《당신이 그리워질때》                         |
| 남자 코미디언상  | KBS      | 오재미 | 《폭소 대작전》                               |
| 여자 코미디언상  | MBC      | 이경애 | 《오늘은 좋은 날》                            |
| 국악인상         |          | 안숙선 | 전주 대사습놀이 전국대회                      |
| 성악가상         |          | 임웅균 | KBS 《열린음악회》 외                         |
| 남자가수상       | KBS, MBC | 김건모 | 《KBS 빅쇼》, 《토요일! 토요일은 즐거워》     |
| 여자가수상       | KBS      | 인순이 | 《KBS 빅쇼》                                  |
| 촬영상           | MBC      | 김영철 | 《카레이스키》                                |
| 영상제작상       | SBS      | 김두연 | 《버려진 천사들》                             |
| 미술상           | SBS      | 박영기 | 《길옥윤 이별 콘서트》, 《아스팔트 사나이》   |
| 음악상           | MBC      | 안지홍 | 《M》                                         |
| R기술상          | MBC      | 윤상도 | 《한국민요대전》                              |
| T기술상          | KBS      | 민흥식 | HDTV 동화상 움직임 측정기 개발                |
| 공로상           | SBS      | 김경태 | 《코미디 전망대》                             |
| 지역방송인제작상 | 대전MBC  | 김수안 | 《일본 속의 백제 문화》                       |
| 지역방송인기술상 | KBS청주  | 정근춘 | 뉴스 밴 제작 등                               |
| 지역방송인공로상 | KBS태백  | 최승민 | 지역 방송 활성화에 기여                       |

| 부문                 | 방송사        | 수상작                                      |
| -------------------- | ------------- | ------------------------------------------- |
| 대상 (T드라마)       | KBS           | 《바람은 불어도》                           |
| 최우수작품상 T다큐   | MBC           | 《어미새의 사랑》                           |
| 최우수작품상 R보도   | CBS           | 《12억 중국이 일어선다》                    |
| 우수작품상 T보도     | KBS           | 《세계는 지금》                             |
| 우수작품상 R교양     | KBS           | 《버려진 사람들》                           |
| 우수작품상 T교양     | KBS           | 특별 생방송 《성덕 바우만 우리가 살립시다》 |
| 우수작품상 R다큐     | MBC           | 《21c에는 한국이 일본을 앞선다》            |
| 우수작품상 R어린이   | MBC           | 《MBC 창작동요제》                          |
| 우수작품상 T어린이   | KBS           | 《혼자서도 잘해요》                         |
| 우수작품상 R청소년   | KBS           | 《오성식의 굿모닝 팝스》                    |
| 우수작품상 T청소년   | MBC           | 《1318 힘을 내!》                           |
| 우수작품상 R특수대상 | PBC           | 특집 《꽃동네 배영희의 작은 행복》          |
| 우수작품상 T특수대상 | SBS           | 《소록도의 봄》                             |
| 우수작품상 R드라마   | KBS           | 《홍범도》                                  |
| 우수작품상 R연예오락 | MBC           | 《동요 50년, 우리가곡 50년, 팝송 50년》     |
| 우수작품상 T연예오락 | SBS           | 《LA아리랑》                                |
| 우수작품상 R지역보도 | CBS광주       | 《바다모래 불법 유통사건》                  |
| 우수작품상 T지역보도 | 춘천MBC       | 《춘천 MBC 뉴스데스크 - 이동보도국》        |
| 우수작품상 R지역사회 | 전주MBC       | 《테마기획 – 1996 인삼아리랑》              |
| 우수작품상 R지역사회 | KBS전주       | 《생명의 물, 맛과 멋을 살린다》             |
| 우수작품상 T지역사회 | PSB           | 《PSB 해양특집 다큐멘터리》                 |
| 우수작품상 T지역사회 | 부산MBC       | 《마약, 그 시작과 끝》                      |
| 우수작품상 R지역문화 | KBS대구       | 《대구동요 70년》                           |
| 우수작품상 R지역문화 | 부산MBC       | 《아쿠아 콘체르토》                         |
| 우수작품상 T지역문화 | 청주MBC       | 《직지》                                    |
| 우수작품상 T지역문화 | 제주MBC       | 《잃어버린 탐라 천년》                      |
| 우수작품상 해외      | FEBC          | 《탈북동포, 그들은 우리의 이웃입니다》      |
| 우수작품상 T외부제작 | KBS           | 《세계 영화기행》                           |
| 특별상 R교양         | BBS           | 《불교 음악 순례》                          |
| 특별상               | 지역MBC 7개사 | 《낙동강》                                  |

| 부문             | 방송사  | 수상자 | 수상내역                                   |
| ---------------- | ------- | ------ | ------------------------------------------ |
| 보도기자상       | SBS     | 임광기 | 《SBS 8시 뉴스》                           |
| 스포츠기자상     | KBS     | 박현정 | ‘이탈리아 명문팀 초청 축구’                |
| 사회상           | MBC     | 엄기영 | 《MBC 뉴스데스크》                         |
| 남자 아나운서상  | KBS     | 김병찬 | 《생방송 아침을 달린다》                   |
| 여자 아나운서상  | FEBC    | 공부영 | 《복음성가 경영대회》 사회                 |
| R프로듀서상      | KBS     | 신행식 | 《내일은 푸른 하늘》                       |
| T프로듀서상      | KBS     | 김홍종 | 《신TV문학관 – 길 위의 날들》              |
| R작가상          | MBC     | 박경덕 | 《싱글벙글쇼》                             |
| T작가상          | KBS     | 문영남 | 《바람은 불어도》                          |
| 남자 성우상      | MBC     | 김기현 | 다큐멘터리 《격동 30년 – 명성그룹의 흥망》 |
| 여자 성우상      | KBS     | 권희덕 | 여성 드라마 《별을 쥐고 있는 여자》        |
| 남자 탤런트상    | SBS     | 장민호 | 《그대 목소리》                            |
| 여자 탤런트상    | KBS     | 나문희 | 《바람은 불어도》                          |
| 남자 코미디언상  | SBS     | 최양락 | 《웃으며 삽시다》                          |
| 여자 코미디언상  | KBS     | 이영자 | 《슈퍼선데이》                             |
| 국악인상         | KBS     | 이춘희 | 《국악 한마당》                            |
| 성악가상         | KBS     | 곽신형 | 《열린음악회》                             |
| 남자가수상       | KBS     | 조영남 | 《열린음악회》                             |
| 여자가수상       |         | 양희은 |                                            |
| 촬영상           | KBS     | 이거종 | 《세계의 명산 – 신들의 성지 히말라야》     |
| 영상제작상       | KBS     | 한건용 | 《가요톱10》 외                            |
| 미술상           | MBC     | 김양배 | 《뽀뽀뽀》 외                              |
| 음악상           | KBS     | 정성조 | 《열린음악회》                             |
| R기술상          | MBC     | 김형국 | ISDN을 이용한 대륙 생방송 성공             |
| T기술상          | KBS     | 박상규 | 성공적 위성방송 개시                       |
| 송출상           | SBS     | 변장부 | 송신 시설 표준화                           |
| 효과상           | MBC     | 차부안 | 《고향의 소리가 들리지 않습니까》          |
| 공로상           | BBS     | 박용기 | 《고승열전》                               |
| 지역방송인제작상 | 광주MBC | 최명균 | 《남도의 당굿, 씻김굿》                    |
| 지역방송인기술상 | KBS창원 | 김종대 | TV 난시청 해소 기여                        |
| 지역방송인공로상 | 대전MBC | 김종완 | 방송을 통한 도,농간의 유대 강화 등         |

| 부문                   | 방송사         | 수상작                                                               |
| ---------------------- | -------------- | -------------------------------------------------------------------- |
| 대상 (T보도)           | KBS            | 《일요스페셜 – 지금 북한 무슨 일이 일어나고 있나》                   |
| 최우수작품상 T드라마   | SBS            | 《임꺽정》                                                           |
| 최우수작품상 R지역문화 | 전주MBC        | 《향토의 숨결 – 소리판의 멋과 맛, 그 창법의 신비》                   |
| 우수작품상 R보도       | KBS            | 《아시아 태평양 시대를 준비한다 – 한중일 국민의식 조사 및 문화비교》 |
| 우수작품상 T보도       | SBS            | 《음주문화, 이대로는 안된다》                                        |
| 우수작품상 R교양       | PBC            | 《새는 새를 죽이지 않는다》                                          |
| 우수작품상 T교양       | MBC            | 《PD수첩 - 사기피해로 쓰러지는 조선족 사회》                         |
| 우수작품상 R다큐       | KBS            | 《한국의 사투리 5부작》                                              |
| 우수작품상 T다큐       | SBS            | 《왕도의 비밀》                                                      |
| 우수작품상 R어린이     | CBS            | 《양희은의 동요기행》                                                |
| 우수작품상 T어린이     | SBS            | 《세상 체험, 아빠와 함께》                                           |
| 우수작품상 R청소년     | BBS            | 《살며 생각하며》                                                    |
| 우수작품상 T청소년     | KBS            | 《신세대 보고 어른들은 몰라요》                                      |
| 우수작품상 R특수대상   | EBS            | 《사랑의 한가족 – 장애인 재활의학과 함께한 삶》                      |
| 우수작품상 T특수대상   | MBC            | 《높고 깊은 사랑》                                                   |
| 우수작품상 R드라마     | MBC            | 《다큐멘터리 격동 30년》                                             |
| 우수작품상 T드라마     | MBC            | 《세상에서 가장 아름다운 이별》                                      |
| 우수작품상 R연예오락   | SBS            | 《아리랑에서 서편제까지》                                            |
| 우수작품상 T연예오락   | KBS            | 《TV는 사랑을 싣고》                                                 |
| 우수작품상 R지역보도   | CBS전북        | 《농촌 구조개선 사업 무엇이 문제인가》                               |
| 우수작품상 T지역보도   | 부산MBC        | 《원양개쳑 40년 – 오대양에 타오르는 불꽃》                           |
| 우수작품상 R지역사회   | 광주MBC        | 《고향의 내일을 생각하는 광주 MBC 칼럼》                             |
| 우수작품상 R지역사회   | 부산지역 4개사 | 《새봄, 우리 다시 뜁시다》                                           |
| 우수작품상 T지역사회   | 광주MBC        | 《밀항탈출》                                                         |
| 우수작품상 T지역사회   | KBS원주        | 《우체통 속의 새》                                                   |
| 우수작품상 R지역문화   | 강릉MBC        | 《동해안을 달린다 – 오디오 100년사》                                 |
| 우수작품상 R지역문화   | KBS제주        | 《느영 나영 둥그대 당실》                                            |
| 우수작품상 T지역문화   | 제주MBC        | 《한라산의 야생화》                                                  |
| 우수작품상 T지역문화   | KBS대구        | 《여우야 여우야 뭐하니》                                             |
| 우수작품상 해외        | FEBC           | 《두만강따라 백삼십리 – 아 나의 동포여》                             |
| 우수작품상 T외부제작   | 서울국제위성   | 《일요스페셜 – 731부대는 살아있다》                                  |
| 특별상                 | PSB            | 《적조, 죽음의 물결》                                                |
| 특별상                 | 목포MBC        | 《비브리오 패혈증》                                                  |

| 부문             | 방송사      | 수상자      | 수상내역                                               |
| ---------------- | ----------- | ----------- | ------------------------------------------------------ |
| 보도기자상       | MBC         | 윤영무      | 《MBC 뉴스데스크 - 1원의 경제학》                      |
| 스포츠기자상     | SBS         | 윤천석      | 애틀란타 올림픽 현지앵커                               |
| 앵커상           | KBS         | 류근찬      | 《KBS 9시 뉴스》                                       |
| 남자 아나운서상  | KBS         | 왕종근      | 《무엇이든 물어보세요》 등                             |
| 여자 아나운서상  | SBS         | 최영주      | 《출발! 모닝와이드》                                   |
| R프로듀서상      | CBS         | 윤병대      | 《시사자키 오늘과 내일 – 남북통일 어떻게 이룰 것인가》 |
| T프로듀서상      | KBS         | 김재형      | 《용의 눈물》                                          |
| R작가상          | KBS         | 고영훈      | 《그때 그 사건》 등                                    |
| T작가상          | SBS         | 이희우      | 《형제의 강》                                          |
| 남자 성우상      | MBC         | 김명수      | 《다큐멘터리 격동 30년 – 그해 5월의 광주》             |
| 여자 성우상      | KBS         | 정경애      | 《등대 아래서 휘파람》                                 |
| 남자 탤런트상    | SBS         | 박근형      | 《형제의 강》                                          |
| 여자 탤런트상    | KBS         | 강부자      | 《목욕탕집 남자들》                                    |
| 남자 코미디언상  | KBS         | 서세원      | 《코미디 세상만사》                                    |
| 여자 코미디언상  | 수상자 없음 | 수상자 없음 | 수상자 없음                                            |
| 국악인상         |             | 김영임      | 부산 동아시아 경기 대회 폐회식 공연                    |
| 성악가상         | KBS         | 김동규      | 《열린음악회》 등                                      |
| 남자가수상       |             | 설운도      |                                                        |
| 여자가수상       |             | 현숙        |                                                        |
| 촬영상           | EBS         | 이의호      | 《물총새 부부의 여름나기》 등                          |
| 영상제작상       | KBS         | 이수정      | 《토지》 등                                            |
| 미술상           | SBS         | 임숭원      | 《임꺽정》 등                                          |
| 음악상           | KBS         | 김강섭      | 《가요무대》                                           |
| R기술상          | KBS         | 안진홍      | 라디오 방송의 시설 현대화 등                           |
| T기술상          | MBC         | 전우성      | 방송용 정지화처리 시스템, 뉴스 종합                    |
| 송출상           | KBS         | 박현종      | 제3차 방송망 확장 사업의 효율적 추진                   |
| 조명상           | MBC         | 금기우      | 방전형 조명기, 할로겐 램프 등                          |
| 공로상           | SBS         | 김복균      | 타이틀 그래픽을 독특한 필체와 영상 감각으로 제작       |
| 지역방송인제작상 | 대전MBC     | 김희권      | 26년간 PD 겸 DJ, FM 개국 팀장 등                       |
| 지역방송인기술상 | 대구MBC     | 김상웅      | 디지털 방송 장비 운용의 효율성 향상 등                 |
| 지역방송인공로상 | 광주MBC     | 김용해      | 《마이클 출동》, 《주간 문화》 등                      |

| 부문                   | 방송사   | 수상작                                               |
| ---------------------- | -------- | ---------------------------------------------------- |
| 대상 (T드라마)         | KBS      | 《용의 눈물》                                        |
| 최우수작품상 T보도     | SBS      | 특별기획 《이용운 일가의 북한 탈출》                 |
| 최우수작품상 R지역문화 | 전주MBC  | 《국악의 향기 – 판소리에 스며있는 우리의 랩》        |
| 우수작품상 R보도       | CBS      | 《뉴스 레이다 - 故박종철군 고문치사 경관 비리 의혹》 |
| 우수작품상 T보도       | MBC      | 《시사매거진 2580》                                  |
| 우수작품상 R교양       | BBS      | 《거룩한 만남》                                      |
| 우수작품상 T교양       | KBS      | 《체험 삶의 현장》                                   |
| 우수작품상 R다큐       | KBS      | 《하늘과 땅, 남과 여 – 한국인의 음양사상》           |
| 우수작품상 T다큐       | PSB      | 《황소 개구리》                                      |
| 우수작품상 R어린이     | EBS      | 《책나라 여행 – 이야기 없이 피는 꽃 어디 있으랴》    |
| 우수작품상 T어린이     | MBC      | 《뽀뽀뽀 - 꿈의 학교》                               |
| 우수작품상 R청소년     | EBS      | 《청소년 상담실》                                    |
| 우수작품상 T청소년     | SBS      | 《기아체험 24시간》                                  |
| 우수작품상 R특수대상   | KBS      | 《하늘동산의 사랑 협주곡》                           |
| 우수작품상 T특수대상   | MBC      | 《MBC 다큐스페셜 – 구원이의 새해 소원》              |
| 우수작품상 R드라마     | MBC      | 《이웃- 내 몸 안에 자라는 타인의 사랑》              |
| 우수작품상 T드라마     | MBC      | 《그대 그리고 나》                                   |
| 우수작품상 R연예오락   | KBS      | 《청각 장애인을 위한 FM 작은 음악회》                |
| 우수작품상 T연예오락   | SBS      | 《서세원의 좋은 세상 만들기》                        |
| 우수작품상 R지역보도   | KBS대전  | 《오늘의 취재 현장 – 도정공장 전기 낭비 경쟁》       |
| 우수작품상 T지역보도   | TJB      | 《TJB 종합뉴스 – 방사능 지하수》                     |
| 우수작품상 R지역사회   | 마산MBC  | 《아구할매》                                         |
| 우수작품상 R지역사회   | 춘천MBC  | 《딱따구리》                                         |
| 우수작품상 T지역사회   | 광주MBC  | 《영광굴비》                                         |
| 우수작품상 T지역사회   | KBS전주  | 《1997 한국 농촌 어린왕자》                          |
| 우수작품상 R지역문화   | 목포MBC  | 《시집살이》                                         |
| 우수작품상 R지역문화   | KBS목포  | 《사람은 갔어도 소리는 남고》                        |
| 우수작품상 T지역문화   | 광주MBC  | 《얼씨구 학당》                                      |
| 우수작품상 T지역문화   | 마산MBC  | 《해양생물의 보고, 바위해안》                        |
| 우수작품상 해외방송    | KBS      | 《사회교육방송 50년 동포의 날 연속 기획》            |
| 우수작품상 T외부제작   | 다큐서울 | 《압록강에서 만난 사람들》                           |
| 특별상                 | PSB      | 《좋은 날 좋은 노래》                                |

| 부문             | 방송사  | 수상자 | 수상내역                                    |
| ---------------- | ------- | ------ | ------------------------------------------- |
| 보도기자상       | MBC     | 최문순 | 《교도행정 개선 착수》 등                   |
| 스포츠기자상     | KBS     | 송전헌 | 《2002 월드컵 주경기장 신축》 등            |
| 사회상           | KBS     | 이상벽 | 《아침마당》 등                             |
| 남자 아나운서상  | KBS     | 정도영 | 야구 중계방송 등                            |
| 여자 아나운서상  | KBS     | 이금희 | 《6시 내고향》                              |
| R프로듀서상      | MBC     | 유혜자 | 《사랑이 있는 곳에》 등                     |
| T프로듀서상      | SBS     | 장기홍 | 《미스터Q》 등                              |
| R작가상          | SBS     | 신상일 | 《서울 전망대》 등                          |
| T작가상          | MBC     | 김정수 | 《그대 그리고 나》 등                       |
| 남자 성우상      | MBC     | 김용식 | 《다큐멘터리 격동 30년》                    |
| 여자 성우상      | CBS     | 박윤아 | 《이것이 인생이다》                         |
| 남자 탤런트상    | KBS     | 유동근 | 《용의 눈물》                               |
| 여자 탤런트상    | MBC     | 최진실 | 《그대 그리고 나》                          |
| 남자 코미디언상  | MBC     | 김국진 | 《테마게임》                                |
| 여자 코미디언상  | SBS     | 정선희 | 《해피타임》 등                             |
| 국악인상         | 광주MBC | 윤진철 | 《얼씨구 학당》 등                          |
| 성악가상         | KBS     | 김원정 | 《열린음악회》 등                           |
| 남자가수상       |         | 조용필 |                                             |
| 여자가수상       |         | 김수희 |                                             |
| 촬영상           | 부산MBC | 조용락 | 《바다의 S.O.S 버려진 배》                  |
| 영상제작상       | KBS     | 이태수 | 항공 전문 촬영                              |
| 미술상           | KBS     | 이정구 | 《용의 눈물》 등                            |
| 음악상           | MBC     | 엄기영 | 방송합창단과 새로운 지휘 기법               |
| R기술상          | SBS     | 황창길 | SBS AM 스테레오 방송 등                     |
| T기술상          | MBC     | 박종규 | 자체 SNG망 구축 등                          |
| 송출상           | KBS     | 전주호 | 올림픽 방송본부, 화성송신소 등              |
| 효과상           | SBS     | 김주식 | 《모래시계》, 《머나먼 쏭바강》 등          |
| 공로상           | SBS     | 정석중 | 《아씨》, 《형제의 강》 등 미술 담당        |
| 지역방송인제작상 | 부산MBC | 오재면 | 지역방송 편성상 최초 띠 편성 성공 등        |
| 지역방송인기술상 | PSB     | 정영길 | 지역방송 최초 자체편성 24시간 제작, 송출 등 |
| 지역방송인공로상 | 전주MBC | 김영석 | 《전주대사습놀이 전국대회》 등              |

| 부문                     | 방송사  | 수상작                                                       |
| ------------------------ | ------- | ------------------------------------------------------------ |
| 대상                     | MBC     | 《칭찬합시다 - 오학래 경장 편》                              |
| 우수작품상 R보도         | CBS     | 《CBS 뉴스 – 브루셀라 백신 파동》                            |
| 우수작품상 T보도         | MBC     | 《시사매거진 2580 - 사상누각 신공항 고발후》                 |
| 우수작품상 R교양         | PBC     | 《평화음악실 – 유럽의 민속 음악》                            |
| 우수작품상 T교양         | EBS     | 《시베리아, 잃어버린 한국의 야생동물을 찾아서》              |
| 우수작품상 R어린이청소년 | BBS     | 《룸비니 동산》                                              |
| 우수작품상 T어린이청소년 | KBS     | 《학교》                                                     |
| 우수작품상 T드라마       | SBS     | 《청춘의 덫》                                                |
| 우수작품상 R연예오락     | KBS     | 《특집 FM 가족음악회 – KBS FM CD 100종 출반 기념회》         |
| 우수작품상 T연예오락     | SBS     | 《호기심 천국 – 연말특집》                                   |
| 우수작품상 R지역보도     | CBS광주 | 《CBS 뉴스 – 전관예우 기획 보도》                            |
| 우수작품상 T지역보도     | PSB     | 《부실공사, 죽음의 도로》                                    |
| 우수작품상 R지역교양     | 대전MBC | 《송순갑, 꽃나부에서 상쇠까지》                              |
| 우수작품상 R지역교양     | 부산MBC | 《부산, 부산을 사랑합니다 – 이제는 나직하게》                |
| 우수작품상 R지역교양     | 목포MBC | 《부용산 5리 길에》                                          |
| 우수작품상 R지역교양     | KBS전주 | 《99 보리 아리랑》                                           |
| 우수작품상 T지역교양     | 제주MBC | 《바다의 무법자, 불가사리》                                  |
| 우수작품상 T지역교양     | TBC     | 《기둥에서 문살까지》                                        |
| 우수작품상 T지역교양     | KBS광주 | 《황사》                                                     |
| 우수작품상 T지역교양     | KBS창원 | 《우포늪을 지킵시다 – 21세기 자연사 박물관》                 |
| 우수작품상 외부제작      | J프로   | 《영상기록 병원 24시 – 어떤 형제》                           |
| 우수작품상 특별          | KBS     | 《사랑의 리퀘스트 – 따르릉 천원입니다》                      |
| 우수작품상 애니메이션    | KBS     | 《검정고무신》                                               |
| 특별상                   | SBS     | 《그것이 알고 싶다 - 국군 포로 장무환 50일간의 북한 탈출기》 |
| 특별상                   | 대전MBC | 《잃어버린 백제를 찾아서》                                   |

| 부문             | 방송사  | 수상자 | 수상내역                                              |
| ---------------- | ------- | ------ | ----------------------------------------------------- |
| 보도기자상       | KBS     | 엄경철 | 《KBS 9시 뉴스》, 《현장 추적 1234》 등               |
| 스포츠기자상     | SBS     | 김화진 | 《특집 박세리 골프》 등                               |
| 진행자상         | MBC     | 이인용 | 《MBC 뉴스데스크》                                    |
| 아나운서상       | PBC     | 맹경순 | 《행복이 가득한 곳에》                                |
| R프로듀서상      | CBS     | 박승오 | 《새롭게 하소서》                                     |
| T프로듀서상      | KBS     | 이문태 | 《열린음악회》, 《사랑의 리퀘스트》 등                |
| 작가상           | SBS     | 이금림 | 《은실이》                                            |
| 성우상           | 대구MBC | 홍문종 | 《달구벌 만평》                                       |
| 탤런트상         | KBS     | 최수종 | 《야망의 전설》                                       |
| 코미디언상       | SBS     | 남희석 | 《남희석 이휘재의 멋진만남》, 《좋은 친구들》         |
| 국악인상         | KBS     | 신영희 | 《국악한마당》                                        |
| 가수상           |         | 송대관 |                                                       |
| 촬영상           | MBC     | 박창수 | 《엄홍길과 안나푸르나》                               |
| 영상제작상       | KBS     | 강원식 | 《한국 대 브라질 국가대표팀 축구 대회》               |
| 미술상           | MBC     | 송재희 | 《왕초》 등                                           |
| 음악상           | MBC     | 지원석 | 《ᄉᆞ미 기픈물》, 《한마음 음악회》, 《국민대합창》 등 |
| R기술상          | KBS     | 원종은 | 수원방송센터 건립 등                                  |
| T기술상          | KBS     | 오계환 | 버츄얼 스튜디오 등                                    |
| 효과상           | SBS     | 임경수 | 《홍길동》                                            |
| 조명상           | KBS     | 이석찬 | 《용의 눈물》, 《왕과 비》                            |
| 공로상           | SBS     | 윤혁기 | SBS FM 개국 등                                        |
| 지역방송인제작상 | 마산MBC | 박권주 | 취재기자로 입사하여 27년간 지역 언론인 재직           |
| 지역방송인기술상 | TJB     | 최재만 | 송신소 시설의 무인화, TV 중계소 공사 등               |

## 2000년대
| 부문                     | 방송사         | 수상작                                                 |
| ------------------------ | -------------- | ------------------------------------------------------ |
| 대상                     | SBS            | 신년특집 3부작 다큐멘터리 《생명의 기적》              |
| 우수작품상 R보도         | KBS            | 《뉴라운드 협상 특별기획 – 20세기는 식량 안보의 시대》 |
| 우수작품상 T보도         | KBS, SBS       | 《통일로 가는 길, 남북정상회담 뉴스특보》              |
| 우수작품상 R교양         | EBS            | 《모닝스페셜 – English Drama》                         |
| 우수작품상 T교양         | KBS            | 《역사스페셜 - 풍납토성 지하 4미터의 비밀》            |
| 우수작품상 R다큐         | TBC            | 《백년을 살아온 사람들 – 백년의 풍상, 천년의 꿈》      |
| 우수작품상 T다큐         | KBS            | 《일요스페셜 - 교실 이야기》                           |
| 우수작품상 R어린이청소년 | PSB(현 KNN)    | 《세상의 밝은 빛은 마음으로 볼 수 있습니다》           |
| 우수작품상 T어린이청소년 | SBS            | 《2000 기아체험 24시간》                               |
| 우수작품상 T드라마       | MBC            | 《허준》                                               |
| 우수작품상 R연예오락     | BBS            | 《예민의 세계음악 여행》                               |
| 우수작품상 T연예오락     | SBS            | 《순간포착 세상에 이런일이》                           |
| 우수작품상 R지역보도     | 부산MBC        | 《위기의 원양어업 회생방안은》                         |
| 우수작품상 T지역보도     | 전주MBC        | 《지구촌 자전거 시대》                                 |
| 우수작품상 R지역교양     | 광주MBC        | 《시하나 노래하나》                                    |
| 우수작품상 R지역교양     | 광주MBC        | 《동작 그만 황소 개구리》                              |
| 우수작품상 R지역교양     | 전주MBC        | 《그냥 버리기 아까운 전라도 사투리》                   |
| 우수작품상 R지역교양     | CBS            | 《여자로서의 100년, 여성으로서의 100년》               |
| 우수작품상 T지역교양     | 광주MBC        | 《새천년의 빛, 한국의 전통색》                         |
| 우수작품상 T지역교양     | 제주MBC        | 《탐라, 몽골 백년비사 – 바다를 건넌 제국》             |
| 우수작품상 T지역교양     | KBS전주        | 《그 오두막엔 여든 네 살 청년이 산다》                 |
| 우수작품상 T지역교양     | KBS부산        | 《환경스페셜 – 생명탐험, 모래》                        |
| 우수작품상 외부제작      | 이관희프로덕션 | 《육남매》                                             |
| 우수작품상 특별          | KBS            | 《현해탄의 무지개 1만회 기념 특집》                    |
| 우수작품상 애니메이션    | MBC            | 《귀여운 쪼꼬미》                                      |
| 특별상                   | MBC            | 《MBC 스페셜 - 어머니 그 위대한 마음으로》             |
| 특별상                   | 대전MBC        | 《신두리 사구》                                        |

| 부문             | 방송사        | 수상자 | 수상내역                                        |
| ---------------- | ------------- | ------ | ----------------------------------------------- |
| 보도기자상       | SBS           | 이성철 | 《한국 비무장 지대 고엽제 살포》 등             |
| 스포츠보도제작상 | KBS           | 곽삼수 | 《한국 스포츠 100년》 등                        |
| 진행자상         | KBS           | 박찬숙 | 《라디오 정보센터, 박찬숙입니다》               |
| 아나운서상       | KBS           | 황현정 | 《KBS 9시 뉴스》 등                             |
| R프로듀서상      | KBS           | 한신평 | 국악의 대중화 기여 등                           |
| T프로듀서상      | MBC           | 이병훈 | 《허준》                                        |
| 작가상           | MBC           | 최완규 | 《허준》                                        |
| 성우상           | MBC           | 박일   | 《다큐드라마 격동 50년》 등                     |
| 탤런트상         | SBS           | 김영애 | 《파도》 등                                     |
| 코미디언상       | KBS, SBS      | 이휘재 | 《한국이 보인다》, 《남희석 이휘재의 멋진만남》 |
| 국악인상         | KBS           | 조상현 | 《국악한마당》 등                               |
| 가수상           | KBS, MBC, SBS | 태진아 | 《가요무대》, 《즐거운 오후 2시》               |
| 촬영상           | 마산MBC       | 선영철 | 《생명의 산, 지리산의 꽃》                      |
| 영상제작상       | KBS           | 김의종 | 《KBS 밀레니엄 대기획 코리아 2000》             |
| 미술상           | MBC           | 성철중 | 《허준》                                        |
| 음악상           | KBS           | 임택수 | 《왕과 비》                                     |
| R기술상          | KBS           | 윤광선 | 선진방송 송출 시스템 구축 등                    |
| T기술상          | 광주MBC       | 김영남 | 표준시계와 타임서버 개발 등                     |
| 효과상           | SBS           | 한영권 | 《생명의 기적》 등                              |
| 조명상           | SBS           | 성득경 | 《불꽃》 등                                     |
| 지역방송인상     | 부산MBC       | 김양화 | 라디오PD 경력 35년, 1만여 편 제작 등            |
| 지역방송인상     | TJB           | 강종문 | Digital Component 방식 개국, 가시청권 확대 등   |

| 부문          | 방송사   | 수상작                                                                 |
| ------------- | -------- | ---------------------------------------------------------------------- |
| 보도R         | KBS      | 《라디오 정보센터 박찬숙입니다 – 지금은 지방시대, 그 현안을 진단한다》 |
| 보도T         | 부산MBC  | 《범어사, 유물 증발에서 국고 횡령까지》                                |
| 교양R         | EBS      | 《부모의 시간 – 바람직한 교사 학부모 관계》                            |
| 교양T         | KBS      | 《백두에서 한라까지》                                                  |
| 다큐R         | 울산MBC  | 《히말라야에서 나팔꽃이 피는 까닭은?》                                 |
| 다큐T         | MBC      | 《이제는 말할 수 있다》                                                |
| 어린이청소년R | KBS      | 《학교 콘서트 - 힙합 대격돌 와우》                                     |
| 어린이청소년T | EBS      | 《방귀대장 뿡뿡이》                                                    |
| 드라마T       | KBS      | 《가을동화》                                                           |
| 연예오락R     | MBC      | 《만화열전》                                                           |
| 연예오락T     | SBS      | 《뷰티풀 라이프》 ‘대한해협 횡단 – 20년 전의 약속’                     |
| 지역보도R     | CBS광주  | 《광양항 준설 3천 4백억원 예산 낭비》                                  |
| 지역보도T     | KBS창원  | 《지리산이 죽어간다》                                                  |
| 지역교양R     | 대구방송 | 《편지, 말도 못다 한 사랑이 있거든》                                   |
| 지역교양R     | KBS전주  | 《혼불의 작가 최명희》                                                 |
| 지역교양R     | 전주MBC  | 《우리소리 초대석 – 허튼가락 그 선율의 신비》                          |
| 지역교양R     | 진주MBC  | 《아직 끝나지 않은 길 – 짜빈동을 찾아서》                              |
| 지역교양T     | 광주MBC  | 《마한》                                                               |
| 지역교양T     | 삼척MBC  | 《한국의 자연 - 오징어》                                               |
| 지역교양T     | 부산방송 | 《생명의 땅, 삼각주》                                                  |
| 지역교양T     | 청주MBC  | 《금속활자 그 위대한 발명》                                            |
| 외부제작      | KBS      | 《인간극장 - 친구와 하모니카》                                         |
| 특별          | PBC      | 《할아버지 할머니 건강하세요》                                         |
| 애니메이션    | SBS      | 《하얀마음 백구》                                                      |
| 심사위원장    | MBC      | 《아줌마》                                                             |
| 심사위원장    | KBS      | 《몽골리안 루트》                                                      |

| 부문           | 방송사        | 수상자 | 수상내역                                        |
| -------------- | ------------- | ------ | ----------------------------------------------- |
| 공로           | KBS           | 강대영 | 《한국전쟁 10부작》 등                          |
| 보도기자       | MBC           | 김현경 | 《평양 리포트》 등                              |
| 스포츠보도제작 | SBS           | 김한종 | 《울산 월드컵경기장 개장 기념 국제축구대회》 등 |
| 진행자         | SBS           | 한수진 | 《SBS 8시 뉴스》                                |
| 아나운서       | MBC           | 변창립 | 《다큐멘터리 성공시대》 등                      |
| 프로듀서R      | SBS           | 박건삼 | 《SBS 전망대》 등                               |
| 프로듀서T      | KBS           | 김한곤 | 《백두에서 한라까지》 등                        |
| 작가           | KBS           | 이환경 | 《태조 왕건》                                   |
| 성우           | KBS           | 송두석 | 《이제는 그리운 사람들》                        |
| 탤런트         | KBS           | 김영철 | 《태조 왕건》                                   |
| 코미디언       | MBC           | 최양락 | 《오늘밤 좋은밤》                               |
| 국악인         | KBS           | 이재숙 | 《국악한마당》                                  |
| 가수           | KBS, MBC, SBS | god    | 《목표달성! 토요일》 등 각종 가요 프로그램      |
| 촬영           | KBS           | 김석환 | 《몽골리안 루트》, 《가시고기》 등              |
| 영상제작       | MBC           | 이한철 | 《F-3 코리아 세계챔피언 결정전》 등             |
| 미술           | KBS           | 서인석 | 《남북교향악단 합동공연》, 《겨레의 만남》 등   |
| 음악           | SBS           | 고병준 | 《여인천하》                                    |
| 기술R          | CBS           | 김광웅 | 전국 13개 지역을 통한 전국 네트워크화 등        |
| 기술T          | KBS           | 천기태 | 디지털화 기반 구축 등                           |
| 효과           | KBS           | 최용균 | 《몽골리안 루트》                               |
| 조명           | MBC           | 정각종 | 《생방송 음악캠프》 등                          |
| 지역방송인     | 광주MBC       | 이문석 | 컬러TV 방송 정착, 5.18 이후 프로그램 복구 등    |
| 지역방송인     | KBS부산       | 임영수 | 지역TV 난시청 해소, 울산 표준FM 개국 등         |
| 심사위원 특별  | MBC           | 박재복 | 중국, 동남아권에 프로그램 수출 공헌 등          |
| 특별공로       | MBC           | 이득렬 |                                                 |

| 부문          | 방송사     | 수상작                                          |
| ------------- | ---------- | ----------------------------------------------- |
| 보도R         | MBC        | 《손석희의 시선집중》                           |
| 보도T         | SBS        | 《SBS 9시 뉴스 – 이용호 게이트》                |
| 교양R         | KBS        | 《안녕하세요 황인용 김미화입니다》              |
| 교양T         | KBS        | 《TV 책을 말하다 – 동물과 대화하는 아이, 티피》 |
| 다큐R         | MBC        | 《음향구성 한국 2001》                          |
| 다큐T         | SBS        | 《잘먹고 잘사는 법》                            |
| 어린이청소년R | CBS        | 《N 클리닉》                                    |
| 어린이청소년T | KBS        | 《도전! 골든벨》                                |
| 드라마        | MBC        | 《상도》                                        |
| 연예오락R     | KBS        | 《오늘, 한국의 음악》                           |
| 연예오락T     | SBS        | 《도전 1000곡》                                 |
| 지역보도R     | CBS광주    | 《뉴스리포트 – 일그러진 성풍속도》              |
| 지역보도T     | 부산방송   | 《중국민항기 추락》                             |
| 지역교양R     | 광주MBC    | 《살롱음악회 – 나의 사랑, 나의 가족》           |
| 지역교양R     | 대구MBC    | 《우리소리 태교》                               |
| 지역교양R     | 목포MBC    | 《코리안드림의 그림자 – 지금 조선족 아이들은》  |
| 지역교양R     | KBS대구    | 《세습무의 세계》                               |
| 지역교양T     | 광주MBC    | 《아, 소록도》                                  |
| 지역교양T     | 마산MBC    | 《천왕봉 나린 물은》                            |
| 지역교양T     | 춘천MBC    | 《DMZ》                                         |
| 지역교양T     | 부산MBC    | 《해풍》                                        |
| 외부제작T     | (주)허브넷 | 《VJ특공대》                                    |
| 애니메이션    | KBS        | 《TV동화 행복한 세상》                          |
| 특별          | PBC        | 《아름다운 사랑, 아름다운 나눔》                |

| 부문           | 방송사  | 수상자 | 수상내역                                         |
| -------------- | ------- | ------ | ------------------------------------------------ |
| 공로           | KBS     | 심익섭 | 86 아시안 및 88 올림픽 중계, 방송 기술 선진화 등 |
| 보도기자       | SBS     | 유희준 | 《뉴스추적》                                     |
| 스포츠보도제작 | MBC     | 허연희 | 《2002 한일 월드컵》 등                          |
| 진행자         | KBS     | 허참   | 《가족오락관》                                   |
| 아나운서       | KBS     | 황수경 | 《열린음악회》                                   |
| 프로듀서R      | KBS     | 김정태 | 《김희애의 인기가요》                            |
| 프로듀서T      | EBS     | 남선숙 | 《방귀대장 뿡뿡이》                              |
| 작가           | SBS     | 유동윤 | 《여인천하》 등                                  |
| 성우           | SBS     | 유강진 | 《여인천하》 등                                  |
| 탤런트         | SBS     | 전인화 | 《여인천하》                                     |
| 코미디언       | KBS     | 강성범 | 《개그콘서트》                                   |
| 국악인         | KBS     | 김덕수 | 《위성스페셜 – 국악 이야기》 등                  |
| 가수           | KBS     | 윤도현 | 《두시의 데이트》 등                             |
| 촬영           | KBS     | 우성주 | 《태조 왕건》                                    |
| 영상제작       | KBS     | 신현국 | 《월드컵 조추첨》, HDTV 제작                     |
| 미술           | KBS     | 최민식 | 《태조 왕건》                                    |
| 음악           | SBS     | 최성욱 | 《피아노》                                       |
| 기술R          | SBS     | 우선균 | 야외 프로그램 디지털 제작                        |
| 기술T          | KBS     | 김광일 | 디지털방송 조기 정착 등                          |
| 효과           | MBC     | 정은숙 | MBC ID, Prologue 등                              |
| 조명           | KBS     | 최일순 | 《왕과 비》, 《새엄마》                          |
| 지역방송인     | 대구MBC | 김문오 | 지역 방송사 최초 앵커 시대, 대형 프로그램 등     |
| 지역방송인     | 부산MBC | 안병율 | 지역 프로그램 700여 편 제작                      |
| 심사위원 특별  | SBS     | 이주일 | 코미디언 활동, 금연 홍보대사                     |

| 부문          | 방송사                       | 수상작                                                           |
| ------------- | ---------------------------- | ---------------------------------------------------------------- |
| 보도R         | CBS                          | 《아직도 끝나지 않은 망향가 - 일본에 버려진 한국인 BC급 전범들》 |
| 보도T         | SBS                          | 《뉴스추적 – 흔들리는 한반도, 그리고 주한미군》                  |
| 교양R         | PBC                          | 《평화음악실 – 클래식 음악의 원류, 민속음악》                    |
| 교양T         | MBC                          | 《미국》                                                         |
| 다큐R         | KBS                          | 《이제는 그리운 사람들 – 전차를 타고 마포 종점에 가다》          |
| 다큐T         | EBS                          | 《아기 성장 보고서》                                             |
| 어린이청소년R | PBC                          | 《초록나라 꿈동산》                                              |
| 어린이청소년T | KBS                          | 《애니멘터리 한국 설화》                                         |
| 드라마        | SBS                          | 《올인》                                                         |
| 연예오락R     | BBS                          | 《다시 듣고 싶은 노래》                                          |
| 연예오락T     | MBC                          | 《느낌표》                                                       |
| 지역보도R     | 대구MBC                      | 《달구벌 만평》                                                  |
| 지역보도T     | 부산방송, 대구방송, 광주방송 | 《지역이 살아야 나라가 산다》                                    |
| 지역교양R     | 광주MBC                      | 《사물놀이, 그 어울림의 비밀》                                   |
| 지역교양R     | 전주MBC                      | 《악기는 사라지며 제 소리를 낸다 – 잊혀진 악기 공후를 찾아서》   |
| 지역교양R     | 대전극동방송                 | 《아프리카의 눈 르완다》                                         |
| 지역교양R     | 부산방송                     | 《낙동강》                                                       |
| 지역교양T     | 포항MBC                      | 《남산》                                                         |
| 지역교양T     | 전주MBC                      | 《산조》                                                         |
| 지역교양T     | 마산MBC                      | 《나는 세상을 노래했다, 작곡가 박시춘》                          |
| 지역교양T     | KBS청주                      | 《아흔넷 불효자의 사부곡》                                       |
| 지역교양T     | 대전방송                     | 《최초 보고 왕우렁이》                                           |
| 외부제작T     | KBS                          | 《수요기획 - 정신질환자 8% 시대, 행복 공동체로 가는 길》         |
| 애니메이션    | KBS                          | 《채채퐁 김치퐁》                                                |
| 특별          | SBS                          | 《세상에서 가장 아름다운 여행》                                  |
| 심사위원장상  | MBC                          | 《네 멋대로 해라》                                               |

| 부문              | 방송사      | 수상자      | 수상내역                                                           |
| ----------------- | ----------- | ----------- | ------------------------------------------------------------------ |
| 공로              | KBS         | 홍성규      | 방송을 통한 남북간 화해협력에 기여                                 |
| 보도기자          | MBC         | 이진숙      | 미-이라크 전쟁 취재                                                |
| 스포츠보도제작    | SBS         | 정희돈      | ‘선동열 주니치 간다’ ‘체육복표 중단’ 등 수차례의 특종 보도         |
| 진행자            | EBS         | 왕상한      | 《여론광장》 진행                                                  |
| 아나운서          | KBS         | 황정민      | 《뉴스투데이》, 《FM대행진》 등 진행                               |
| 프로듀서R         | KBS         | 김영철      | 라디오 뉴스와 시사정보 프로그램 제작 등                            |
| 프로듀서T         | MBC         | 김영희      | 《느낌표》를 통해 연예오락 방송의 사회적 기여도를 제고             |
| 작가              | SBS         | 최완규      | 《올인》 집필                                                      |
| 성우              | MBC         | 탁재인      | 《격동 50년》 등                                                   |
| 탤런트            | SBS         | 이병헌      | 《올인》                                                           |
| 코미디언          | KBS         | 박준형      | 《개그콘서트》                                                     |
| 국악인            |             | 박동진      | 특유의 재담을 내세운 즉흥적 판소리로 국악의 대중화 기여            |
| 가수              |             | 보아        | 일본시장 진출로 해외시장에 한국가요 전파                           |
| 촬영              | KBS         | 김관수      | 《산에는 눈이 오네》 등                                            |
| 영상제작          | KBS         | 김용태      | 《제16대 대통령 취임식》, 《한일 축구 국가대표 정기전》 등         |
| 미술              | KBS         | 서정엽      | 《무인시대》 미술감독                                              |
| 음악              | SBS         | 김형석      | 《올인》                                                           |
| 기술R             | MBC         | 유기선      | 디지털 및 디스크 기반의 테이프리스 시스템인 MIROS 전환 기여        |
| 기술T             | KBS         | 심분녀      | 방송기술 환경 변화에 능동적으로 대처해 고품질 프로그램 제작에 기여 |
| 효과              | KBS         | 강태구      | 가상 스튜디오 기법을 TV 정규 프로그램에 본격 도입                  |
| 조명              | MBC         | 임시우      | 《인어 아가씨》 등                                                 |
| 지역방송인        | 마산MBC     | 김연식      | 2003 통영 트라이애슬론 월드컵 중계                                 |
| 지역방송인        | 극동방송    | 민산웅      | FEBC 전 지사에 방송 자동화 시스템 성공 도입 등                     |
| 심사위원 특별     | 수상자 없음 | 수상자 없음 | 수상자 없음                                                        |
| 심사위원 특별공로 | KBS         | 송해        | 88년부터 현재까지 《전국노래자랑》 진행                            |

| 부문     | 부문                     | 방송사              | 수상작                                                  |
| -------- | ------------------------ | ------------------- | ------------------------------------------------------- |
| 방송예술 | 최우수작품상             | MBC                 | 특별기획 드라마 《대장금》                              |
| 방송예술 | 우수작품상 드라마        | MBC                 | HD 미니시리즈 《조선여형사 다모》                       |
| 방송예술 | 우수작품상 연예오락R     | CBS                 | 《이정식의 All That Jazz》                              |
| 방송예술 | 우수작품상 연예오락T     | MBC                 | 《일요일 일요일 밤에》                                  |
| 방송예술 | 우수작품상 애니메이션    | KBS, 통컴애니메이션 | 《애플캔디걸》                                          |
| 저널리즘 | 최우수작품상             | 제주MBC             | 4.3 특별다큐멘터리 《섬을 떠난 사람들》                 |
| 저널리즘 | 우수작품상 보도R         | KBS                 | 《KBS 열린토론》                                        |
| 저널리즘 | 우수작품상 보도T         | MBC                 | 《복지의 그늘, 미숙아》                                 |
| 저널리즘 | 우수작품상 다큐R         | CBS                 | 정전 50년 특별기획 《평화, 그 머나먼 길》               |
| 저널리즘 | 우수작품상 다큐T         | SBS                 | 신년대기획 《환경의 역습》                              |
| 저널리즘 | 우수작품상 지역보도R     | CBS광주             | 《중병에 걸린 지방 공기업, 대수술이 필요하다》          |
| 저널리즘 | 우수작품상 지역보도T     | 울산MBC             | 보도특집 《적조, 황토가 대안인가?》                     |
| 저널리즘 | 우수작품상 지역다큐R     | 전주MBC             | 특집 《판소리 어디로 갈꺼나》                           |
| 저널리즘 | 우수작품상 지역다큐R     | KBS전주             | 모놀로그 다큐 《세월사랑》                              |
| 저널리즘 | 우수작품상 지역다큐T     | 마산MBC             | 바다의 날 특집 다큐멘터리 《해안》                      |
| 저널리즘 | 우수작품상 지역다큐T     | 전주MBC             | 창사 39주년 특별기획 다큐멘터리 《세계문화유산 판소리》 |
| 정보공익 | 최우수작품상             | KBS                 | 의학다큐멘터리 《생로병사의 비밀》                      |
| 정보공익 | 우수작품상 어린이청소년R | CBS                 | N클리닉 《상처받은 가족, 치유와 희망 만들기》           |
| 정보공익 | 우수작품상 어린이청소년T | EBS                 | 《EBS 사이언스 大戰》                                   |
| 정보공익 | 우수작품상 생활정보R     | MBC                 | 《여성시대 – 아름다운 청년, 승준에게》                  |
| 정보공익 | 우수작품상 지역생활정보R | 대구MBC             | 《달구벌 야화 그때를 아십니까?》                        |
| 정보공익 | 우수작품상 지역생활정보R | 부산MBC             | 《자갈치 아지매》                                       |
| 정보공익 | 우수작품상 지역생활정보T | 지역MBC 4개사       | 《퀴즈쇼 7200》                                         |
| 정보공익 | 우수작품상 지역생활정보T | KBS부산             | 《SOS 토요일의 아이들》                                 |
| 정보공익 | 우수작품상 학술예술R     | MBC                 | 《북녘땅 우리소리》                                     |
| 정보공익 | 우수작품상 학술예술T     | KBS                 | 《TV문화지대 – 낭독의 발견》                            |
| 정보공익 | 우수작품상 특수대상      | KBS                 | 《사랑의 가족》                                         |

| 부문           | 방송사  | 수상자 | 수상내역                                                   |
| -------------- | ------- | ------ | ---------------------------------------------------------- |
| 공로           | MBC     | 김익호 | 《임란 400년 다시 보는 일본》 등                           |
| 보도기자       | CBS     | 김진오 | ‘삼성 불법채권 노무현 후보 캠프 전달’ 특종보도             |
| 스포츠보도제작 | KBS     | 김성길 | 대구 유니버시아드 국제신호 제작 등                         |
| 진행자         | MBC     | 배철수 | 《배철수의 음악캠프》                                      |
| 아나운서       | KBS     | 전인석 | 《KBS 뉴스네트워크》, 《가요무대》 등                      |
| 앵커           | CBS     | 민경중 | 《CBS 뉴스레이다》                                         |
| 스포츠해설가   | KBS     | 하일성 | KBS 프로야구 및 고교야구 해설, 《생방송 세상의 아침》 등   |
| 프로듀서R      | MBC     | 김기덕 | 《골든디스크》                                             |
| 프로듀서T      | SBS     | 김종찬 | 《생방송 행복찾기》 등                                     |
| 작가           | KBS     | 노희경 | 《꽃보다 아름다워》                                        |
| 성우           | KBS     | 설영범 | 라디오 독서실 《그녀가 본 세상》                           |
| 탤런트         | KBS     | 고두심 | 《꽃보다 아름다워》                                        |
| 코미디언       | KBS     | 정종철 | 《개그콘서트》                                             |
| 국악인         |         | 김영임 | 국악 대중화 및 보존 전승에 기여                            |
| 가수           | KBS     | 송대관 | 《가요무대》, 《열린음악회》 등                            |
| 촬영           | MBC     | 김경철 | 《조선여형사 다모》                                        |
| 영상제작       | KBS     | 윤갑노 | 《나는 이혼하지 않는다》, 《체험 삶의 현장》 등            |
| 미술           | MBC     | 조병용 | 《대장금》                                                 |
| 음악           | SBS     | 조윤정 | 《발리에서 생긴 일》                                       |
| 방송기술       | MBC     | 김동환 | HD제작 시스템 조기 정착 등                                 |
| 편집           | MBC     | 김유미 | 《조선여형사 다모》                                        |
| 영상그래픽     | KBS     | 전상열 | 제17대 국회의원 선거 개표방송                              |
| 효과           | KBS     | 강성범 | 《KBS 무대 - 비가비》                                      |
| 조명           | SBS     | 변종민 | 《야인시대》, 《장길산》 등                                |
| 지역방송인     | 부산MBC | 권재근 | 부산MBC 25년간 현장취재, 스포츠를 통한 민족 동질성 회복 등 |

| 부문     | 부문                     | 방송사        | 수상작                                                       |
| -------- | ------------------------ | ------------- | ------------------------------------------------------------ |
| 방송예술 | 최우수작품상             | KBS           | 《미안하다, 사랑한다》                                       |
| 방송예술 | 우수작품상 드라마        | SBS           | 《파리의 연인》                                              |
| 방송예술 | 우수작품상 연예오락R     | KBS           | 《세상의 모든 음악, 김미숙입니다》                           |
| 방송예술 | 우수작품상 연예오락T     | SBS           | 《야심만만 만명에게 물었습니다》                             |
| 방송예술 | 우수작품상 애니메이션    | KBS           | 어린이날 특집 《명탐정 빠세》                                |
| 방송예술 | 우수작품상 학술예술R     | KBS           | 《흥겨운 한마당 공개방송 - 21세기 귀명창대회》               |
| 방송예술 | 우수작품상 학술예술T     | KBS           | 특별기획 《위대한 여정 한국어》                              |
| 저널리즘 | 최우수작품상             | KBS           | 《KBS 스페셜 - 도자기》                                      |
| 저널리즘 | 우수작품상 보도R         | CBS           | 《CBS 뉴스레이다》                                           |
| 저널리즘 | 우수작품상 보도T         | MBC           | ‘철도청의 러시아 유전 개발 의혹’ 보도                        |
| 저널리즘 | 우수작품상 다큐R         | CBS           | 특별기획 《원자력, 지속가능한 대안인가?》                    |
| 저널리즘 | 우수작품상 다큐T         | MBC           | 《네 손가락의 피아니스트 희아》                              |
| 저널리즘 | 우수작품상 지역보도R     | CBS전북       | 기획리포트 ‘사고 팔리는 의학박사’                            |
| 저널리즘 | 우수작품상 지역보도T     | 대전MBC       | ‘신생원 비리, 반세기 만에 확인’                              |
| 저널리즘 | 우수작품상 지역다큐R     | 광주MBC       | 창사 40주년 특집기획 10부작 《남도소리기행》                 |
| 저널리즘 | 우수작품상 지역다큐R     | 대구MBC       | 《위안부, 노래에 새긴 한의 기억》                            |
| 저널리즘 | 우수작품상 지역다큐T     | 목포MBC       | 다큐멘터리 3부작 《섬》                                      |
| 저널리즘 | 우수작품상 지역다큐T     | 전주MBC       | 창사 40주년 특집 HD 2부작 《하늘의 열림, 땅의 울림, 북》     |
| 저널리즘 | 우수작품상 지역다큐T     | 부산방송      | 《신 어부사시사》                                            |
| 정보공익 | 최우수작품상             | 지역MBC 4개사 | 《고등어》                                                   |
| 정보공익 | 우수작품상 어린이청소년R | SBS           | 《정지영의 스위트 뮤직 박스》                                |
| 정보공익 | 우수작품상 어린이청소년T | MBC           | 《사과나무》                                                 |
| 정보공익 | 우수작품상 생활정보R     | 평화방송      | 생명기획 연중 캠페인 특집 2부작 《생명에 관한 두 가지 제안》 |
| 정보공익 | 우수작품상 생활정보T     | EBS           | 《생방송 60분 부모》                                         |
| 정보공익 | 우수작품상 지역생활정보R | 여수MBC       | 실버기획 《나마니 어르신》                                   |
| 정보공익 | 우수작품상 지역생활정보R | 대구방송      | 《라디오 세상》                                              |
| 정보공익 | 우수작품상 지역생활정보T | 마산MBC       | 《얍! 활력천국》                                             |
| 정보공익 | 우수작품상 지역생활정보T | 전주MBC       | 생방송 《인사이드 전북》                                     |
| 정보공익 | 우수작품상 특수대상      | EBS           | 《도전! 죽마고우》                                           |

| 부문           | 방송사        | 수상자        | 수상내역                                                            |
| -------------- | ------------- | ------------- | ------------------------------------------------------------------- |
| 공로           | SBS           | 이종수        | 《노다지》, 《야망의 세월》, 《홍소장의 가을》 등                   |
| 보도기자       | SBS           | 박수택        | 환경분야 심층분석 기자, 《물은 생명이다》 진행 등                   |
| 스포츠제작보도 | KBS           | 박영문        | 《KBS 스포츠 9》, 아테네 올림픽 보도                                |
| 보도영상       | MBC           | 김태형        | 《MBC 뉴스데스크》 영상뉴스                                         |
| 진행자         | MBC           | 강석          | 《강석, 김혜영의 싱글벙글쇼》                                       |
| 아나운서       | KBS           | 오유경        | 《생로병사의 비밀》, 《생방송 시사투나잇》 등                       |
| 앵커           | KBS           | 홍기섭        | 《KBS 뉴스 9》                                                      |
| 프로듀서R      | CBS           | 오준석        | 《시사자키 오늘과 내일》 등                                         |
| 프로듀서T      | SBS           | 이종한        | 《토지》                                                            |
| 작가           | KBS           | 김수현        | 《부모님전상서》                                                    |
| 성우           | SBS           | 안지환        | 《TV 동물농장》, 《결정 맛대맛》 등                                 |
| 탤런트         | SBS           | 김정은        | 《파리의 연인》                                                     |
| 코미디언       | MBC           | 박희진        | 《안녕, 프란체스카》 등                                             |
| 국악인         |               | 영송당 조순자 | 중요인간문화재 가곡 예능 보유자                                     |
| 가수           | 평화방송, CBS | 인순이        | 《한낮의 가요선물》, 《신부님 신부님 우리 신부님》 등               |
| 촬영           | KBS           | 김승연        | 《KBS 스페셜 - 도자기》                                             |
| 영상제작       | KBS           | 이영구        | 《클래식 오디세이》, 《열린음악회》 등                              |
| 미술           | KBS           | 이항          | 《해신》                                                            |
| 음악           | SBS           | 박세준        | 《파리의 연인》                                                     |
| 방송기술       | SBS           | 정일종        | SBS 방송시설 디지털화, 디지털 지상파TV 방송국 개국 등               |
| 편집           | SBS           | 오세레나      | 《내사랑 토람이》                                                   |
| 영상그래픽     | SBS           | 나병심        | 《SBS 인기가요》, 《일요일이 좋다》 등                              |
| 효과           | KBS           | 문금주        | 남북교향악단 합동연주회, 《열린음악회》 등                          |
| 조명           | MBC           | 조복현        | 《MBC 뉴스데스크》, 《100분 토론》, 《전파견문록》, 《전원일기》 등 |
| 지역방송인     | 청주MBC       | 남윤성        | 《직지》, 《금속활자 그 위대한 발명》 등                            |
| 기타           | KBS           | 이재복        | 콘텐츠 마케팅                                                       |

| 부문     | 부문                     | 방송사   | 수상작                                                    |
| -------- | ------------------------ | -------- | --------------------------------------------------------- |
| 방송예술 | 최우수작품상             | KBS      | 대하드라마 《불멸의 이순신》                              |
| 방송예술 | 우수작품상 드라마        | SBS      | 《연애시대》                                              |
| 방송예술 | 우수작품상 연예오락R     | MBC      | 《최양락의 재미있는 라디오》                              |
| 방송예술 | 우수작품상 연예오락T     | KBS      | 《상상플러스》                                            |
| 방송예술 | 우수작품상 애니메이션    | MBC      | 《장금이의 꿈》                                           |
| 방송예술 | 우수작품상 학술예술R     | KBS      | 《모차르트 탄생 250년 기념 1FM 大특집 – 비바! 모차르트!》 |
| 방송예술 | 우수작품상 학술예술T     | KBS      | 《문화지대 - 사랑하고 즐겨라》                            |
| 저널리즘 | 최우수작품상             | KBS      | 《KBS 스페셜 - 외환은행 매각의 비밀》                     |
| 저널리즘 | 우수작품상 보도R         | CBS      | 《시사자키 오늘과 내일》                                  |
| 저널리즘 | 우수작품상 보도T         | MBC      | 《PD수첩 - 황우석 신화의 난자의혹》 등                    |
| 저널리즘 | 우수작품상 다큐R         | 광주MBC  | 《천재음악가 정율성》                                     |
| 저널리즘 | 우수작품상 다큐T         | SBS      | SBS 스페셜 《나는 가요 – 도쿄, 제2학교의 여름》           |
| 저널리즘 | 우수작품상 지역보도R     | CBS전남  | ‘검찰 직원상조회 권력횡포’                                |
| 저널리즘 | 우수작품상 지역보도T     | KBS대전  | ‘야근 조작, 시간외 수당 빼내기 경쟁’                      |
| 저널리즘 | 우수작품상 지역다큐R     | 전주MBC  | 《기생, 들꽃의 이름》                                     |
| 저널리즘 | 우수작품상 지역다큐R     | 대구방송 | 《라디오 뮤지컬, 자유학교》                               |
| 저널리즘 | 우수작품상 지역다큐T     | 여수MBC  | 《떠날 수 없는 섬》                                       |
| 저널리즘 | 우수작품상 지역다큐T     | KNN      | 《한반도 환경 대재앙, 샨샤댐》                            |
| 정보공익 | 최우수작품상             | 마산MBC  | 《얍! 활력천국》                                          |
| 정보공익 | 우수작품상 어린이청소년R | KBS      | 《대한민국 1교시 - 친구야 사랑해》                        |
| 정보공익 | 우수작품상 어린이청소년T | EBS      | 《생방송 톡!톡! 보니하니》                                |
| 정보공익 | 우수작품상 생활정보R     | CBS      | 《곽동수의 싱싱경제》                                     |
| 정보공익 | 우수작품상 생활정보T     | SBS      | 《솔로몬의 선택》                                         |
| 정보공익 | 우수작품상 지역생활정보R | 여수MBC  | 《만원사랑 – 그 희망의 보고서》                           |
| 정보공익 | 우수작품상 지역생활정보R | KNN      | 《KNN 레이더》                                            |
| 정보공익 | 우수작품상 지역생활정보T | 광주MBC  | 《내 마음의 느낌표》                                      |
| 정보공익 | 우수작품상 지역생활정보T | KBS대구  | 《퀴즈쇼 교실이데아》                                     |
| 정보공익 | 우수작품상 특수대상      | SBS      | 《우리가 바꾸는 세상》                                    |

| 부문           | 방송사  | 수상자 | 수상내역                                            |
| -------------- | ------- | ------ | --------------------------------------------------- |
| 공로           | KBS     | 한신평 | 라디오PD 32년 등                                    |
| 보도기자       | KBS     | 김명섭 | ‘최초보고, 해양투기 17년 바다는 경고한다’           |
| 스포츠제작보도 | KBS     | 김대영 | 올림픽, 월드컵 등 주요 국제대회 코디 업무           |
| 보도영상       | MBC     | 권태일 | 《하루》 등                                         |
| 진행자         | SBS     | 임성훈 | 《생방송 세븐데이즈》 등                            |
| 아나운서       | CBS     | 신지혜 | 《신지혜의 영화음악》 등                            |
| 앵커           | KBS     | 황상무 | 《KBS 뉴스광장》                                    |
| 프로듀서R      | MBC     | 최상일 | 《한국민요대전》 등                                 |
| 프로듀서T      | MBC     | 한학수 | 《PD수첩 - 황우석 신화의 난자의혹》 등              |
| 작가           | MBC     | 노경희 | 《휴먼다큐 사랑》                                   |
| 성우           | KBS     | 김도현 | 《최초 여성 의병장, 윤희순》 등                     |
| 탤런트         | KBS     | 김명민 | 《불멸의 이순신》                                   |
| 코미디언       | KBS     | 강유미 | 《개그콘서트》 등                                   |
| 국악인         | KBS     | 최근순 | 《국악한마당》 등                                   |
| 가수           | CBS     | 강산에 | CBS 포크페스티벌 《축제》 등                        |
| 촬영           | 마산MBC | 손무성 | 《문명을 새기다 - 대장경》                          |
| 영상제작       | SBS     | 김용정 | 《진실게임》 등                                     |
| 미술           | KBS     | 정홍극 | 《불멸의 이순신》                                   |
| 음악           | SBS     | 노영심 | 《연애시대》                                        |
| 방송기술       | KBS     | 서인호 | 지상파 디지털TV 수신환경 개선사업 주도 등           |
| 편집           | KBS     | 배우진 | 《비타민》 등                                       |
| 영상그래픽     | KBS     | 권신   | 국가적 대형 이벤트 방송의 영상 그래픽 기획, 제작 등 |
| 효과           | KBS     | 최경상 | 《5월의 두 초상》 등                                |
| 조명           | KBS     | 손영수 | 《가요대상》 등                                     |
| 지역방송인     | 대전MBC | 임치환 | 《잃어버린 백제를 찾아서》 등                       |
| 남북교류협력   | SBS     | 배철호 | 《조용필 평양 콘서트》 등                           |

| 부문     | 부문          | 방송사   | 수상작                                        |
| -------- | ------------- | -------- | --------------------------------------------- |
| 방송예술 | 대상          | KBS      | 《서울 1945》                                 |
| 방송예술 | 드라마        | SBS      | 《외과의사 봉달희》                           |
| 방송예술 | 연예오락R     | MBC      | 《조영남 최유라의 지금은 라디오 시대》        |
| 방송예술 | 연예오락T     | KBS      | 《해피투게더 프렌즈》 (5월 3일 방송분)        |
| 방송예술 | 애니메이션    | EBS      | 《빼꼼》                                      |
| 방송예술 | 문화예술R     | 대구MBC  | 《우리민족의 사랑노래 – 오천년의 세레나데》   |
| 방송예술 | 문화예술T     | MBC      | 《황하》                                      |
| 저널리즘 | 대상          | KBS      | 《시사기획 쌈 - 김앤장을 말한다》             |
| 저널리즘 | 보도R         | MBC      | 《손석희의 시선집중》                         |
| 저널리즘 | 보도T         | KBS      | 《미술대전, 뒷거래 의혹으로 얼룩》            |
| 저널리즘 | 다큐R         | 평화방송 | 《가장 아름다운 이름! 생명, 그 두 가지 얼굴》 |
| 저널리즘 | 다큐T         | SBS      | 《SBS 스페셜- 환경호르몬의 습격》             |
| 저널리즘 | 지역보도R     | CBS전북  | ‘형님이 접수한 자치단체’                      |
| 저널리즘 | 지역보도T     | 대전방송 | ‘최초보고, 범죄지도로 말한다’                 |
| 저널리즘 | 지역다큐R     | CBS전북  | 《소리는 어떻게 사람을 지배하는다》           |
| 저널리즘 | 지역다큐R     | 제주MBC  | 《사라져가는 제주어, 지금은》                 |
| 저널리즘 | 지역다큐T     | 대구방송 | 《독도 바다사자》                             |
| 저널리즘 | 지역다큐T     | 대구MBC  | 《우리시대의 기록 – 0번 버스 이야기》         |
| 정보공익 | 대상          | MBC      | 《불만제로》                                  |
| 정보공익 | 어린이청소년R | KBS      | 《작은 통일, 우리가 만드는 미래의 대한민국》  |
| 정보공익 | 어린이청소년T | 광주MBC  | 《말 美 잘》                                  |
| 정보공익 | 생활정보R     | CBS      | 《웰빙 다이어리》                             |
| 정보공익 | 생활정보T     | EBS      | 《지식채널e》                                 |
| 정보공익 | 지역생활정보R | 광주MBC  | 《말바우 아짐》                               |
| 정보공익 | 지역생활정보R | 대구방송 | 《소원》                                      |
| 정보공익 | 지역생활정보T | 광주MBC  | 《남도부보상》                                |
| 정보공익 | 지역생활정보T | 전주MBC  | 《온 에어》                                   |
| 정보공익 | 특수대상      | EBS      | 《사랑해요 코리아》                           |
| 정보공익 | 뉴미디어      | SBS      | 《메트로 내비게이션》                         |

| 부문           | 방송사  | 수상자 | 수상내역                            |
| -------------- | ------- | ------ | ----------------------------------- |
| 공로           | MBC     | 송인득 | 2006 독일 월드컵 중계방송 등        |
| 지역방송인     | KBS부산 | 이양훈 | 부산향토문화 콘텐츠 제작, 보급 등   |
| 보도기자       | KBS     | 박종훈 | 《시사기획 쌈》 등                  |
| 스포츠제작보도 | MBC     | 김종현 | 2006 독일 월드컵 중계방송 등        |
| 보도영상       | MBC     | 김태형 | 《MBC 뉴스데스크》 ‘영상편지 효’ 등 |
| 아나운서       | KBS     | 이미선 | 《당신의 밤과 음악》 등             |
| 진행자         | KBS     | 정관용 | 《KBS 열린토론》 등                 |
| 앵커           | KBS     | 김준석 | 《KBS 뉴스광장》 등                 |
| 연출R          | MBC     | 이순곤 | 《헬로우》 등                       |
| 연출T          | SBS     | 김형식 | 《외과의사 봉달희》                 |
| 작가           | SBS     | 이정선 | 《외과의사 봉달희》                 |
| 성우           | MBC     | 김종성 | 《격동 50년》                       |
| 탤런트         | KBS     | 하지원 | 《황진이》                          |
| 코미디언       | KBS     | 유세윤 | 《개그콘서트》 등                   |
| 국악인         | KBS     | 이준호 | 2006 KBS 국악대상 등                |
| 가수           | SBS     | 장윤정 | 《도전 1000곡》 등                  |
| 촬영           | 강릉MBC | 박영만 | 《겨울선악》                        |
| 영상제작       | MBC     | 박정근 | 《주몽》                            |
| 미술           | MBC     | 진병식 | 《주몽》                            |
| 음악           | KBS     | 이필호 | 《서울 1945》                       |
| 방송기술       | MBC     | 이찬규 | 삼중화 자동송출시스템 구축 등       |
| 편집           | MBC     | 황금봉 | 《주몽》 등                         |
| 영상그래픽     | KBS     | 이계형 | 《KBS 뉴스》 등                     |
| 효과           | MBC     | 강태선 | 《MBC 스페셜》 등                   |
| 조명           | MBC     | 김태홍 | 《거침없이 하이킥!》 등             |
| 글로벌디지털   | SBS     | 김상협 | 서울 디지털 포럼 등                 |

| 부문          | 방송사   | 수상작                                                |
| ------------- | -------- | ----------------------------------------------------- |
| 대상          | KBS      | 《차마고도》                                          |
| 장편드라마T   | KBS      | 《대조영》                                            |
| 중단편드라마T | SBS      | 《쩐의 전쟁》                                         |
| 연예오락R     | CBS      | 《12시에 만납시다》                                   |
| 연예오락T     | KBS      | 《해피선데이》 (제169회)                              |
| 문화예술R     | KBS      | 《KBS 무대》                                          |
| 문화예술T     | EBS      | 《EBS 스페이스 공감》 ‘여섯 번의 언플러그드 공감’     |
| 어린이청소년R | 불교방송 | 《룸비니 동산》                                       |
| 어린이청소년T | 대구MBC  | HD 특별기획 3부작 《행복한 작은 학교 365일간의 기록》 |
| 뉴미디어      | EBS      | 《EBS 학습 자료실 CLICK! 사이언스》 ‘힘’ 외 2편       |
| 취재보도R     | CBS      | 《김현정의 뉴스쇼》 ‘택시뉴스’                        |
| 취재보도T     | MBC      | 《뉴스 후》 ‘세금 안 내도 되는(?) 사람들’             |
| 심층보도R     | KBS      | 특별기획 《론스타 의혹사건》                          |
| 심층보도T     | KBS      | 《추적 60분》 ‘특별기획 스쿨존이 위험하다’            |
| 지역취재보도R | CBS대전  | 《그들의 우리 이웃... 철거민》                        |
| 지역취재보도T | KBS순천  | 《다문화 리포트》 ‘공존’ 1~10편                       |
| 지역심층보도R | CBS      | 《실감토론》 ‘이명박 정부와 지역 균형 발전’           |
| 지역심층보도T | 광주MBC  | 《위험한 질주 전남 F1》                               |
| 다큐R         | 불교방송 | 《새로 태어나는 역사 – 도굴과 발굴》                  |
| 다큐T         | SBS      | 창사특집 다큐멘터리 3부작 《재앙》                    |
| 특수대상      | CBS      | 《지구촌 한가족》                                     |
| 지역다큐R     | 제주MBC  | 4.3 60주년 라디오 특별기획 드라마 《한라산》          |
| 지역다큐R     | KBS광주  | 추석특집 2부작 다큐멘터리 《광주권번》                |
| 지역다큐T     | KBS부산  | 통신사파견 4백주년 KBS, NHK 공동기획 《조선통신사》   |
| 지역다큐T     | 전주MBC  | HD 특별기획 《문자예술 서예》                         |
| 생활정보R     | MBC      | 《손에 잡히는 경제》                                  |
| 생활정보T     | KBS      | 《이영돈 PD의 소비자고발》                            |
| 지역생활정보R | 마산MBC  | 《FM 아침의 행진》 ‘책 읽는 라디오’                   |
| 지역생활정보T | 목포MBC  | HD 공동제작 《힘내라! 한국농업》                      |

| 부문           | 방송사   | 수상자 | 수상내역                                                         |
| -------------- | -------- | ------ | ---------------------------------------------------------------- |
| 공로           | MBC      | 김성희 | 지상파 방송사와 외주 제작사 간 협력체제 구축 및 관계 개선에 기여 |
| 지역공로       | 광주MBC  | 이종엽 | 《새천년의 빛 한국의 전통색》 등                                 |
| 지역공로       | 부산MBC  | 박명종 | 《아가마의 길, 2552년만의 귀향》                                 |
| 보도기자       | CBS      | 권영철 | ‘전군표 국세청장 수뢰파문’ 특종보도 등                           |
| 스포츠제작보도 | MBC      | 이민호 | ‘태극썰매, 꿈을 타고 쿨~러닝!’ 등                                |
| 카메라기자     | SBS      | 신동환 | TV 카메라 기자회 대상 수상, 《SBS 8시 뉴스》 등                  |
| 아나운서       | KBS      | 서기철 | 《6시 내고향》, 스포츠 중계방송                                  |
| 진행자         | EBS      | 한영애 | 《한영애의 문화 한페이지》 진행                                  |
| 앵커           | SBS      | 신동욱 | 《SBS 8시 뉴스》, 18대 대선 개표방송 및 취임식 생중계 등         |
| 연출R          | SBS      | 전윤표 | 《박미선 이봉원의 우리집 라디오》 연출 등                        |
| 연출T          | SBS      | 장태유 | 《쩐의 전쟁》                                                    |
| 작가           | SBS, MBC | 김정부 | 《행복합니다》, 《쑥부쟁이》 등                                  |
| 작가           | MBC      | 고혜림 | 《휴먼다큐 사랑》 등                                             |
| 성우           | MBC      | 김태훈 | 《CSI 과학수사대 7》 등                                          |
| 탤런트         | KBS      | 최수종 | 《대조영》                                                       |
| 신인탤런트     | SBS      | 이영아 | 《황금신부》                                                     |
| 코미디언       | KBS      | 김병만 | 《개그콘서트》 등                                                |
| 국악인         | KBS      | 채향순 | 채향순 춤 인생 40주년 기념 공연 등                               |
| 가수           | KBS      | 김장훈 | 《윤도현의 러브 레터》 및 사회공헌 활동                          |
| 신인가수       | KBS      | 빅뱅   | 《뮤직뱅크》, 《윤도현의 러브 레터》 참여 등                     |
| 촬영           | KBS      | 백홍종 | 중국령 《차마고도》 취재 등                                      |
| 영상제작       | MBC      | 오문환 | 《이산》                                                         |
| 미술           | KBS      | 심기보 | 《대조영》, 《해신》 등                                          |
| 음악효과       | KBS      | 정정일 | 《대왕 세종》, 《대조영》 등                                     |
| 기술           | SBS      | 원종화 | IPTV 등의 뉴미디어 연구 및 시범 서비스 참여 등                   |
| 영상그래픽     | KBS      | 이석인 | 보도 프로그램 HD 영상 그래픽 타이틀 디자인 기획, 제작 등         |
| 기타           | SBS      | 배철호 | 《2008 스페이스 코리아》 등                                      |

| 부문          | 방송사     | 수상작                                                      |
| ------------- | ---------- | ----------------------------------------------------------- |
| 대상          | KBS        | 《누들로드》                                                |
| 장편드라마T   | KBS        | 《대왕 세종》                                               |
| 중단편드라마T | SBS        | 《바람의 화원》                                             |
| 연예오락R     | KNN        | 《노래 하나 얘기 둘》                                       |
| 연예오락T     | MBC        | 《무한도전》 ‘봅슬레이 도전 특집’                           |
| 문화예술R     | KBS        | 《행복한 국악여행》 ‘한민족방송 특별기획 국악교육 프로젝트’ |
| 문화예술T     | 제주MBC    | HD 다큐멘터리 25부작 《제주 문화 상징 100선》               |
| 어린이청소년R | EBS        | 《아름다운 밤 우리들의 라디오》                             |
| 어린이청소년T | SBS        | 성장다큐 《내 마음의 크레파스》                             |
| 뉴미디어      | MBC 플러스 | 《조선 과학수사대 별순검》 시즌2                            |
| 취재보도R     | MBC        | 《김성수의 뉴스 포커스》                                    |
| 취재보도T     | MBC        | 《MBC 뉴스데스크》 ‘신영철 대법관 재판개임’ 특종보도        |
| 심층보도R     | KBS        | 《뉴스초점》                                                |
| 심층보도T     | KBS        | 《소비자고발》 90회 ‘충격! 베이비파우더에서 석면 검출’      |
| 다큐R         | MBC        | 《한국대중음악, 시대를 걷다》                               |
| 다큐T         | MBC        | 《북극의 눈물》                                             |
| 생활정보R     | EBS        | 《라디오 멘토 - 부모》                                      |
| 생활정보T     | KBS        | 《과학카페》                                                |
| 지역취재보도R | CBS전남    | ‘감시되지 않은 살인가스 COE’                                |
| 지역취재보도T | 대구MBC    | ‘낙동강 1, 4 – 다이옥산 검출’ 특종 및 연속 보도             |
| 지역심층보도R | CBS전북    | 특집 《AI 기획리포트 – 잔인했던 봄, 그리고 앵무새의 경고》  |
| 지역심층보도T | 대전MBC    | 보도특집 다큐멘터리 《끝나지 않은 재앙》                    |
| 지역다큐R     | KBS창원    | 《성범죄 보고서 – 소녀를 위한 나라는 없다》                 |
| 지역다큐R     | 대구방송   | 라디오 개국 11주년 특집 《소리의 힘》                       |
| 지역다큐T     | KBS부산    | HD 해양기획 《배(船)》                                      |
| 지역다큐T     | KBS대전    | 《호모오일리쿠스》                                          |
| 지역생활정보R | KNN        | 《미시타임》                                                |
| 지역생활정보T | KBS창원    | 《소화제 – 책으로 통하는 세상 書로書로》                    |
| 특수대상      | KBS        | 《러브 인 아시아》                                          |

| 부문           | 방송사  | 수상자          | 수상내역                                              |
| -------------- | ------- | --------------- | ----------------------------------------------------- |
| 공로           | SBS     | 안국정          | SBS 개국 및 국내 방송 발전 기여                       |
| 지역공로       | 대구MBC | 박영석          | 《시사토론》 등 제작 및 진행, 각종 토론 프로그램 기획 |
| 보도기자       | MBC     | 권순표          | 《시사매거진 2580》 ‘2580 Questions’                  |
| 스포츠제작보도 | KBS     | 김춘길          | 2008 베이징 올림픽 중계 등                            |
| 카메라기자     | KBS     | 김대원          | 《시사기획 쌈》 등                                    |
| 아나운서       | KBS     | 유애리          | 《집중인터뷰》 등                                     |
| 진행자         | EBS     | 김종석          | 《모여라 딩동댕》 등                                  |
| 앵커           | CBS     | 김현정          | 《김현정의 뉴스쇼》 등                                |
| 연출R          | MBC     | 이석헌          | 《Hi-Five 허일후입니다》                              |
| 연출T          | MBC     | 김태호          | 《무한도전》                                          |
| 작가           | SBS     | 정지우          | 《가문의 영광》                                       |
| 성우           | KBS     | 안경진          | 《라디오 극장》 등                                    |
| 탤런트         | MBC     | 김명민          | 《베토벤 바이러스》                                   |
| 신인탤런트     | MBC     | 이상윤          | 《사랑해, 울지마》                                    |
| 코미디언       | KBS     | 김준호          | 《개그콘서트》 등                                     |
| 국악인         | KBS     | 이광수          | 《국악한마당》 등                                     |
| 가수           |         | SG워너비        | ‘사랑해’ 등                                           |
| 신인가수       |         | 장기하와 얼굴들 | ‘싸구려 커피’ 등                                      |
| 촬영           | 진주MBC | 김정근          | 다큐멘터리 《지리산》                                 |
| 영상제작       | KBS     | 한상정          | 《퀴즈 대한민국》                                     |
| 미술           | SBS     | 신승준          | 《카인과 아벨》                                       |
| 조명           | KBS     | 이위찬          | 《퀴즈 대한민국》, 《콘서트 7080》 등                 |
| 음악           | KBS     | 손지명          | 《영상포엠 내마음의 여행》 등                         |
| 기술           | SBS     | 최상담          | 2008 베이징 올림픽, 월드컵 중계방송 등                |
| 영상그래픽     | KBS     | 강한석          | 《대왕 세종》 등                                      |
| 기타           | EBS     | 성기호          | EBS 국제다큐영화제 운영                               |

## 2010년대
| 부문          | 방송사      | 수상작                                                      |
| ------------- | ----------- | ----------------------------------------------------------- |
| 대상          | KBS         | 《추노》                                                    |
| 장편드라마T   | SBS         | 특별기획 《찬란한 유산》                                    |
| 중단편드라마T | KBS         | 특별기획 《추노》                                           |
| 연예오락R     | MBC         | 《배철수의 음악캠프》                                       |
| 연예오락T     | KBS         | 《개그콘서트》 542회                                        |
| 문화예술R     | CBS         | 《아름다운 당신에게 김동규입니다》                          |
| 문화예술T     | KBS         | 《낭독의 발견》 300회 특집 ‘봄날, 흐드러진 낭독을 추억하다’ |
| 어린이청소년R | MBC         | 《별이 빛나는 밤에》 40주년 특집 ‘별밤, 그 40년의 기적’     |
| 어린이청소년T | SBS         | 《꾸러기 탐구생활》                                         |
| 취재보도R     | CBS         | ‘천성관 검찰총장 후보자 스폰서 의혹’                        |
| 취재보도T     | SBS         | 연속보도 ‘지방선거 매니페스토 집중점검’                     |
| 심층보도R     | 수상작 없음 | 수상작 없음                                                 |
| 심층보도T     | MBC         | 《PD수첩》 ‘검사와 스폰서’                                  |
| 국제보도      | KBS         | 《KBS 뉴스 9》 ‘현대사 비밀문서 발굴 연속보도’              |
| 다큐R         | 불교방송    | 다문화 가정 특별기획 《우리는 한가족입니다》                |
| 다큐T         | MBC         | 《아마존의 눈물》                                           |
| 생활정보R     | KBS         | 《성공예감 김방희입니다》                                   |
| 생활정보T     | EBS         | 《생방송 교육마당》                                         |
| 지역취재보도R | CBS광주     | ‘제2의 코시안, 다문화가정 입양자녀 리포트’                  |
| 지역취재보도T | 대구방송    | ‘수은 돔베기 파동’                                          |
| 지역심층보도R | 출품작 없음 | 출품작 없음                                                 |
| 지역심층보도T | OBS         | 《시사 인사이드》 특집 ‘2010 지방자치 보고서’               |
| 지역다큐R     | 전주MBC     | 《월매의 초대 – 판소리에 맛이 보인다》                      |
| 지역다큐R     | KNN         | 특집 다큐드라마 《조선의 지혜 – 구휼(救恤)》                |
| 지역다큐T     | 대구MBC     | HD 특별기획 《천년의 향, 우리 누룩》                        |
| 지역다큐T     | KNN         | 낙동강 지류대탐사 《강을 만드는 강》                        |
| 지역생활정보R | 대구방송    | 《매직? 뮤직!》                                             |
| 지역생활정보T | OBS         | 설날특집 《新 부자학》                                      |
| 사회공익      | KBS         | 《사랑의 리퀘스트》                                         |
| 뉴미디어      | MBC 플러스  | HD 문명 다큐멘터리 《페이퍼 로드》                          |

| 부문           | 방송사        | 수상자   | 수상내역                                                           |
| -------------- | ------------- | -------- | ------------------------------------------------------------------ |
| 공로           | SBS           | 홍두표   | 공영방송으로서 KBS 재원구조 기반 마련                              |
| 지역방송인     | 강릉MBC       | 김진형   | 지역 스포츠 및 문화공연 유치, 지역방송 경영 효율화                 |
| 보도기자       | KBS           | 이영현   | ‘쌍용차 사태’ ‘천안함 침몰 사건’ 외                                |
| 스포츠제작보도 | KBS           | 배재성   | KBS 학교체육개혁특집 연속기획 시리즈 외                            |
| 카메라기자     | OBS           | 현세진   | ‘인천 세계도시축전 경비행기 추락사고’ 외                           |
| 아나운서       | 창원MBC       | 정은희   | 농구중계, 《일요초대석》 등                                        |
| 진행자         | CBS           | 오미희   | 《오미희의 행복한 동행》 진행                                      |
| 앵커           | SBS           | 김소원   | 《SBS 8시 뉴스》                                                   |
| 연출R          | KBS           | 김혜경   | 《집중인터뷰 - 산악인 오은선》 외                                  |
| 연출T          | KBS           | 곽정환   | 《추노》                                                           |
| 작가           | KBS           | 천성일   | 《추노》                                                           |
| 성우           | SBS           | 양지운   | 《생활의 달인》                                                    |
| 탤런트         | MBC           | 고현정   | 《선덕여왕》                                                       |
| 코미디언       | KBS           | 박성호   | 《개그콘서트 - 남성인권보장위원회》                                |
| 가수           | KBS, MBC, SBS | 소녀시대 | 《뮤직뱅크》, 《열린음악회》, 《쇼! 음악중심》, 《SBS 인기가요》외 |
| 국악인         | KBS           | 박애리   | 《국악한마당》 등                                                  |
| 촬영           | KBS           | 정하영   | 2010 특별기획 《오은선 14번째 하늘에 서다》                        |
| 영상제작       | KBS           | 장병민   | 대구국제육상경기대회 3D 제작 등                                    |
| 미술           | MBC           | 정지섭   | 《선덕여왕》                                                       |
| 조명           | MBC           | 오승만   | 《선덕여왕》                                                       |
| 음악           | MBC           | 심현정   | 《아마존의 눈물》, 《승가원의 천사들》 등                          |
| 기술           | KBS           | 김승일   | 오은선 대장 안나푸르나 정상 등정용 HD 배낭 전송자치 제작 및 운용   |
| 영상그래픽     | MBC           | 백성흠   | 《선덕여왕》                                                       |
| 뉴미디어방송   | EBS           | 강순도   | 모바일 교육 서비스 구축, 인터넷 수능강의 시설 구축 등              |
| 특별           | KBS           | KEP      | 2010 지방선거 16개 시도지사 공동예측 조사                          |

| 부문              | 방송사      | 수상작                                                                |
| ----------------- | ----------- | --------------------------------------------------------------------- |
| 대상              | EBS         | 《학교란 무엇인가》                                                   |
| 장편드라마T       | SBS         | 창사 20주년 대하드라마 《자이언트》                                   |
| 중단편드라마T     | KBS         | 월화드라마 《성균관 스캔들》                                          |
| 연예오락R         | SBS         | 《두시탈출 컬투쇼》                                                   |
| 연예오락T         | KBS         | 《해피선데이 - 1박 2일》 ‘외국인 근로자와 함께 하는 1박 2일’          |
| 문화예술R         | KBS         | 《신성원의 문화읽기》                                                 |
| 문화예술T         | 광주MBC     | 《문화콘서트 난장》                                                   |
| 어린이청소년R     | CBS         | 《김동규의 아름다운 당신에게》 ‘여름특집 – 김동규 초등학교에 가다’    |
| 어린이청소년T     | KBS         | 《TV유치원 파니파니》 ‘해바바 또나의 글자놀이’                        |
| 취재보도R         | CBS         | ‘미군 고엽제 매립 의혹’ 연속 특종보도                                 |
| 취재보도T         | KBS         | 《KBS 9시 뉴스》 ‘쓰레기 식재료 재유통하는 가락시장’                  |
| 기획보도R         | 수상작 없음 | 수상작 없음                                                           |
| 기획보도T         | MBC         | 《MBC 뉴스데스크》 연중기획 ‘나눔’                                    |
| 시사보도제작R     | MBC         | 《손석희의 시선집중》 한일강제병합 100년 특집 ‘새로운 100년을 묻는다’ |
| 시사보도제작T     | MBC         | 《시사매거진 2580》 ‘믿기지 않는 구타사건’                            |
| 시사보도제작T     | SBS         | 《뉴스추적》 ‘충격실태 – 국가 시험이 샌다’                            |
| 국제보도          | SBS         | 《SBS 8시 뉴스》 ‘칠곡기지에 고엽제 대량매립’ 등 고엽제 관련 연속보도 |
| 다큐R             | CBS         | 특별기획 《세상의 모든 이야기》                                       |
| 다큐T             | EBS         | 교육대기획 《학교란 무엇인가》                                        |
| 교양정보R         | EBS         | 《생방송 EBS FM 스페셜》                                              |
| 교양정보T         | KBS         | 사이언스 대기획 인간탐구 《기억》                                     |
| 지역취재보도R     | CBS광주     | ‘5.18 보상, 대해부’                                                   |
| 지역취재보도T     | KBS부산     | 부산저축은행 ‘총체적 불신’ 추적보도, 예금 사전 인출 VIP명단 단독입수  |
| 지역시사보도제작R | 경기방송    | 《현장 의정포커스》 ‘쌍용자동차 사태 이후 대책’                       |
| 지역시사보도제작T | 대전MBC     | 보도특집 다큐멘터리 《잊혀진 재앙》                                   |
| 지역다큐R         | KBS전주     | 《창작 판소리 날다》                                                  |
| 지역다큐R         | 여수MBC     | 창사 40주년 특집 다큐드라마 《보리밭에 달이 뜨고》                    |
| 지역다큐T         | KBS대전     | 개국 67주년 특별기획 《뿌리공원, 그 곳에 남생이가 산다》              |
| 지역다큐T         | 부산MBC     | 《무연고사회(無緣故社會)》                                            |
| 지역생활정보R     | KNN         | 《생생 라디오》                                                       |
| 지역생활정보T     | 삼척MBC     | 《동네방네》                                                          |
| 지역생활정보T     | 대구MBC     | 경숙국치 백돌 HD 특별기획 《우리 이름, 가는 길을 묻다》               |
| 사회공익          | KBS         | 《내일은 푸른하늘》                                                   |
| 뉴미디어          | 수상작 없음 | 수상작 없음                                                           |

| 부문           | 방송사        | 수상자         | 수상내역                                                                     |
| -------------- | ------------- | -------------- | ---------------------------------------------------------------------------- |
| 공로           | KBS           | 여운계         | 《장화, 홍련》 외                                                            |
| 지역방송인     | 제주MBC       | 김건일         | 《시사진단》 진행                                                            |
| 보도기자       | KBS           | 이충헌         | 《건강플러스 이충헌입니다》 외                                               |
| 스포츠제작보도 | OBS           | 이순환         | 프로야구, 메이저리그 중계방송, 《통쾌하다 스포츠》 기획                      |
| 카메라기자     | KBS           | 박진경         | ‘연평도 북한 포격 도발’ 취재 외                                              |
| 아나운서       | SBS           | 정미선         | 《세상에서 가장 아름다운 여행》                                              |
| 진행자R        | 평화방송      | 이석우         | 《열린세상 오늘, 이석우입니다》                                              |
| 진행자T        | KBS           | 왕상한         | 《생방송 심야토론》                                                          |
| 앵커           | MBC           | 권재홍         | 《MBC 뉴스데스크》                                                           |
| 프로듀서       | MBC           | 신정수         | 《놀러와》, 《세시봉 콘서트》 연출                                           |
| 작가           | SBS           | 장영철, 정경순 | 《자이언트》                                                                 |
| 성우내레이션   | CBS           | 서혜정         | 《세상의 모든 이야기》 외                                                    |
| 탤런트         | MBC           | 차승원         | 《최고의 사랑》                                                              |
| 코미디언       | KBS           | 이수근         | 《개그콘서트》                                                               |
| 가수           | KBS, MBC, SBS | 동방신기       | 《열린음악회》, 《뮤직뱅크》, 《쇼! 음악중심》, 《SBS 인기가요》 외          |
| 방송문화인     | SBS           | 박영석]        | 《남겨진 미래, 남극》 외                                                     |
| 영상제작       | KBS           | 변춘호         | 《동아시아 생명대탐사 아무르》                                               |
| 미술           | EBS           | 윤영원         | 《다큐프라임 - 편지》 외                                                     |
| 조명           | SBS           | 이홍철         | 《자이언트》, 《도전 1000곡》 외                                             |
| 음악·효과      | KBS           | 장기권         | 《지구의 마지막 유산 - 콩고》                                                |
| 음향기술       | MBC           | 김현수         | Real Tape 기반의 초기 음향기술부터 IT기반의 Pro Tools 음향시스템 정착에 기여 |
| 영상기술       | MBC           | 김시범         | 색재현 업무 프로세스 도임                                                    |
| 뉴미디어방송   | KBS           | 김진권         | 노인전용 실버 스마트TV 서비스 개발, 스마트미디어 차세대 방송 서비스 확대     |
| 특별           | MBC           | DTV KOREA      | 디지털 전환계획 수립 및 홍보                                                 |

| 부문              | 방송사      | 수상작                                          |
| ----------------- | ----------- | ----------------------------------------------- |
| 대상              | SBS         | 《뿌리깊은 나무》                               |
| 장편드라마T       | MBC         | 《빛과 그림자》                                 |
| 장편드라마T       | KNN         | 《촌티콤 웰컴 투 가오리》                       |
| 중단편드라마T     | SBS         | 《뿌리깊은 나무》                               |
| 연예오락R         | SBS         | 《라디오 오디션 국민DJ를 찾습니다》             |
| 연예오락T         | KBS         | 《개그콘서트》                                  |
| 문화예술R         | CBS         | 《오미희의 행복한 동행》                        |
| 문화예술T         | KBS         | 《한국의 유산》                                 |
| 어린이청소년R     | KBS         | 소리동화 《역사 속의 장애위인》                 |
| 어린이청소년T     | KBS         | 《딩동댕 유치원》                               |
| 뉴스보도R         | CBS         | ‘강호동 거액 탈세’ 단독보도                     |
| 뉴스보도T         | SBS         | 《SBS 8시 뉴스》 ‘IC카드 교체 안된다 혼란’ 외   |
| 기획보도R         | 수상작 없음 | 수상작 없음                                     |
| 기획보도T         | EBS         | ‘학교 회계직을 아시나요’                        |
| 시사보도제작R     | CBS         | 《김현정의 뉴스쇼》 ‘한달간의 민생탐방’         |
| 시사보도제작T     | KBS         | 특별기획 ‘김정일’ 3부작                         |
| 국제보도          | SBS         | ‘日, 미국내 위안부 추모비 철거 요구’            |
| 다큐R             | 국악방송    | 《경계에 선 사람들》                            |
| 다큐T             | KBS         | 대장경 천년특집 《다르마》                      |
| 교양정보R         | 원음방송    | 《둥근소리 둥근이야기》                         |
| 교양정보T         | KBS         | 《6시 내고향》 ‘달려라 고향버스’                |
| 지역취재보도R     | CBS전북     | ‘현직 군수와 후보들, 브로커에 줄줄이 노예 각서’ |
| 지역취재보도T     | 대구MBC     | ‘대구 중학생 자살사건’                          |
| 지역시사보도제작R | 경기방송    | 《뉴스초점》 ‘평택 당진항 시멘트 분진’          |
| 지역시사보도제작T | 대전MBC     | 《시사플러스》 ‘바닷가 엄마들의 진실은’         |
| 지역다큐R         | CBS제주     | 《우리는 외국인 선원, 노예가 아닙니다》         |
| 지역다큐R         | 부산MBC     | 《대륙에 울려퍼진 오페라 아리랑》               |
| 지역다큐R         | 제주MBC     | 《드라마틱한 제주유배 이야기》                  |
| 지역다큐T         | KNN         | 글로벌 대기획 《위대한 비행》                   |
| 지역다큐T         | KBS창원     | 《모래의 역습》                                 |
| 지역다큐T         | 광주방송    | 《국치 100+1 조선여자근로정신대》               |
| 지역생활정보R     | 경인방송    | 《굿모닝 907》                                  |
| 지역생활정보T     | 대구MBC     | 《TV 메디컬 약손》 ‘두뇌음식 프로젝트’          |
| 사회공익          | 대전방송    | 《다문화 희망프로젝트 무지개 교실》             |
| 뉴미디어          | 남인천방송  | 《아름다운 음식 한과》                          |

| 부문           | 방송사     | 수상자 | 수상내역                        |
| -------------- | ---------- | ------ | ------------------------------- |
| 공로           | SBS        | 신언훈 | 前 SBS 제작본부 제작위원        |
| 지역방송인     | 춘천MBC    | 최헌영 | 춘천MBC 전략 프로젝트 TF 차장   |
| 보도기자       | KBS        | 홍사훈 | KBS 시사제작국 탐사제작부 팀장  |
| 스포츠제작보도 | MBC        | 백창범 | MBC 스포츠 제작국 부장          |
| 카메라기자     | KBS        | 김태석 | KBS 보도영상국 카메라 기자      |
| 아나운서       | KBS        | 성기영 | 《성기영의 경제투데이》         |
| 진행자R        | MBC        | 손석희 | 《손석희의 시선집중》           |
| 진행자T        | EBS        | 지승현 | 《생방송 60분 부모》            |
| 앵커           | KBS        | 민경욱 | 《KBS 9시 뉴스》 앵커           |
| 프로듀서       | EBS        | 김형준 | 《문명과 수학》                 |
| 작가           | EBS        | 김미란 | 《문명과 수학》                 |
| 성우내레이션   | CBS        | 구자형 |                                 |
| 탤런트         | MBC        | 김수현 | 《해를 품은 달》                |
| 코미디언       | KBS        | 김준현 | 《개그콘서트 - 비상대책위원회》 |
| 가수           | CBS        | 박완규 | 《통해야 콘서트》               |
| 방송예술인     | KBS        | 남상일 | 《국악한마당》                  |
| 영상제작       | KBS        | 홍성준 | KBS 영상제작국                  |
| 미술           | SBS 뉴스텍 | 박정권 | SBS 뉴스텍 보도 CG팀 차창       |
| 조명           | KBS        | 허준   | KBS TV기술국 음향팀장           |
| 효과           | KBS        | 박승현 | KBS 효과단 총감독               |
| 영상기술       | MBC        | 최윤석 | MBC 제작기술부 부국장           |
| 음향기술       | KBS        | 이천행 | KBS TV기술국 조명감독           |
| 뉴미디어방송   | MBC        | 김성우 | MBC 기술연구소 소장             |
| 특별           | MBC        | 허구연 | MBC 프로야구 해설위원           |

| 부문            | 방송사      | 수상작                                                                          |
| --------------- | ----------- | ------------------------------------------------------------------------------- |
| 대상            | EBS         | 《다큐프라임》 시대탐구 대기획 ‘자본주의’                                       |
| 장편드라마T     | SBS         | 《넝쿨째 굴러온 당신》                                                          |
| 중단편드라마T   | SBS         | 《추적자 THE CHASER》                                                           |
| 연예오락R       | CBS         | 《이명희 박재홍의 싱싱싱》                                                      |
| 예능버라이어티T | KBS         | 《대국민 토크쇼 안녕하세요》 114회                                              |
| 예능콘서트      | EBS         | 《스페이스 공감》 특별기획 ‘말죽거리 음악다방 – 제이레빗’                       |
| 문화예술R       | KBS         | 《당신의 밤과 음악》                                                            |
| 문화예술T       | EBS         | 《다큐프라임》 ‘음악은 어떻게 우리를 사로잡는가’                                |
| 어린이청소년    | EBS         | 《발명이 팡팡》                                                                 |
| 뉴스보도R       | CBS         | ‘청와대 윤창중 대변인 성추행 파문’ 단독보도                                     |
| 뉴스보도T       | KBS         | ‘입학하고 싶으면 2천만원’ 등 연속보도                                           |
| 기획보도R       | CBS         | 《하근찬의 아침뉴스》 ‘청년고용 실태보고 – 대한민국 고용카스트’                 |
| 기획보도T       | SBS         | 《SBS 8시 뉴스》 ‘교통문화 개선 시리즈 – 양심불량 정지’                         |
| 시사보도R       | CBS         | 《시사자키 정관용입니다》                                                       |
| 시사보도T       | MBC         | 《시사매거진 2580》 ‘의문의 형집행정지’                                         |
| 다큐R           | CBS         | 특집 다큐멘터리 《불안》                                                        |
| 다큐T           | SBS         | SBS 대기획 《최후의 제국》                                                      |
| 교양정보R       | MBC         | 《휴먼라디오, 우리》                                                            |
| 교양정보T       | SBS         | 《궁금한 이야기 Y》                                                             |
| 사회공익R       | PBC         | 《이동우 김다혜의 오늘이 축복입니다》 생명기획특집 ‘울지마, 죽지마, 사랑할거야’ |
| 사회공익T       | 충주MBC     | 창사 42주년 특집 다큐멘터리 《코피노 소년, 킹리》                               |
| 사회공익T       | KBS         | 《KBS 파노라마》 가정의달 특집 ‘보이지 않는 아이들’                             |
| 지역오락R       | 전주MBC     | 《라디오 쇼》                                                                   |
| 지역뉴스보도R   | 대전CBS     | ‘충남교육청 장학사 인사 비리’ 특종 및 연속보도                                  |
| 지역뉴스보도T   | G1          | 《G1 뉴스 820》 ‘죽음의 덫, 폐그물’ 연속 심층보도                               |
| 지역시사보도R   | 수상작 없음 | 수상작 없음                                                                     |
| 지역시사보도T   | KBS제주     | 《시사파일 제주》 ‘2013 차이나 리포트’                                          |
| 지역다큐R       | KBS청주     | 개국 67주년 특집 라디오 다큐멘터리 《동요의 정원, 옛 시인의 노래》              |
| 지역다큐R       | 목포MBC     | 라디오 특별기획 《다도해 상상열전, 이야기 보따리를 풀다》                       |
| 지역다큐T       | 전주MBC     | 《육식의 반란 – 마블링의 음모》                                                 |
| 지역다큐T       | KBS전주     | 《KBS 스페셜》 설기획 ‘지리산 와운골, 아버지의 산’                              |
| 지역교양R       | 제주CBS     | 《ON AIR! 지꺼진 상상!》                                                        |
| 지역교양T       | KBS부산     | 《부산 재발견》                                                                 |

| 부문           | 방송사        | 수상자         | 수상내역                                                            |
| -------------- | ------------- | -------------- | ------------------------------------------------------------------- |
| 공로           | MBC           | 이종환         | 《별이 빛나는 밤에》, 《이종환 최유라의 지금은 라디오 시대》 등     |
| 지역공로       | 수상작 없음   | 수상작 없음    | 수상작 없음                                                         |
| 보도기자       | G1            | 조기현         | ‘군부대 마트 불법 영업’, ‘죽음의 덫, 폐그물’ 등                     |
| 스포츠제작보도 | SBS           | 김형열         | ‘세계피겨스케이팅 선수권대회’ 등                                    |
| 카메라기자     | KBS           | 김용모         | 《시사기획 창》 등                                                  |
| 아나운서       | KBS           | 임수민         | 《이무송 임수민의 희망가요》 진행, 《VJ특공대》 내레이션            |
| 진행자R        | PBC           | 이동우, 김다혜 | 《이동우 김다혜의 오늘이 축복입니다》                               |
| 진행자T        | KBS           | 신동엽         | 《대국민 토크쇼 안녕하세요》                                        |
| 앵커           | SBS           | 김성준         | 《SBS 8시 뉴스》, 《2012 국민의 선택 SBS 선거방송》                 |
| 프로듀서       | EBS           | 정지은         | 《다큐프라임》 시대탐구 대기획 ‘자본주의’                           |
| 작가           | SBS           | 박경수         | 《추적자 THE CHASER》                                               |
| 성우내레이션   | EBS           | 황인용         | 《다큐프라임》 시대탐구 대기획 ‘자본주의’                           |
| 연기자         | SBS           | 손현주         | 《추적자 THE CHASER》                                               |
| 코미디언       | KBS           | 신보라         | 《개그콘서트》 ‘생활의 발견’, ‘용감한 녀석들’                       |
| 가수           | KBS, MBC, SBS | 싸이           | 《뮤직뱅크》, 《쇼! 음악중심》,《SBS 인기가요》                     |
| 문화예술인     | SBS           | 오은영         | 《우리 아이가 달라졌어요》                                          |
| 영상제작       | KBS           | 추재만         | 특별기획 다큐멘터리 《슈퍼피쉬》                                    |
| 미술           | MBC           | 정종훈         | 해외 K-POP 콘서트 무대미술 등                                       |
| 조명           | MBC           | 김원영         | 《백년의 유산》, 《쇼! 음악중심》, 《2012 제18대 대통령 선거방송》  |
| 영상그래픽     | MBC           | 이봉재         | 《무신》, 《골든타임》, 《메이퀸》, 《마의》 등에 VFX 제작          |
| 영상기술       | MBC           | 오영삼         | 선거 개표방송, 연말 시상식 등                                       |
| 음향기술       | MBC           | 박규소         | 올림픽 라디오 스튜디오 구성 및 현지 생방송, FM 4U 여름음악 페스티벌 |
| 음악           | EBS           | 최형원         | 《다큐프라임》 시대탐구 대기획 ‘자본주의’, ‘학교 폭력’              |
| 방송기술혁신상 | KBS           | 목하균         | OHTV(Open Hybrid TV) 표준화 기여 등                                 |
| 특별           | KBS           | 김인협         | 32년간 《전국노래자랑》 악단장                                      |

| 부문            | 방송사   | 수상작                                                                   |
| --------------- | -------- | ------------------------------------------------------------------------ |
| 대상            | KBS      | 대하드라마 《정도전》                                                    |
| 중단편드라마T   | KBS      | 월화드라마 《굿 닥터》                                                   |
| 연예오락R       | TBS      | 《배칠수 김세아의 9595쇼》                                               |
| 연예오락T       | SBS      | 서바이벌 오디션 《K팝스타 3》                                            |
| 음악구성R       | CBS      | 《박승화의 가요속으로》                                                  |
| 예능버라이어티T | EBS      | 《모여라 딩동댕》 ‘다시 찾은 조이랜드’                                   |
| 문화예술R       | EBS      | 라디오 연재소설 – 제2회 라디오문학상 대상 《바보 아재》                  |
| 문화예술T       | 전주MBC  | 《판소리명창 서바이벌 광대전 II》                                        |
| 어린이          | 충주MBC  | 《똑똑이와 상상이》                                                      |
| 뉴스보도R       | CBS      | ‘아프리카 노동자 착취’ 논란 연속보도                                     |
| 시사보도R       | SBS      | 《한수진의 SBS 전망대》 ‘현수의 죽음과 홀트의 아기 비즈니스 논란’        |
| 시사보도T       | KBS      | 《시사기획 창》 ‘고위공직자 재취업 보고서, 공생의 세계’                  |
| 특집R           | CBS      | 창사특집 《소리를 보/여/드립니다》                                       |
| 다큐멘터리T     | KBS      | KBS 대기획 《의궤, 8일간의 축제》                                        |
| 생활정보R       | MBC      | 《그건 이렇습니다 이재용입니다》                                         |
| 사회공익R       | PBC      | 《양미경의 우리가 무지개처럼》                                           |
| 사회공익T       | TJB      | 다큐멘터리 《거위의 꿈, 날개》                                           |
| 지역오락R       | TBC      | 《매직? 뮤직!》                                                          |
| 지역오락T       | KBS전주  | K소리 프로젝트 《악동(樂童)》                                            |
| 지역뉴스보도R   | 전북CBS  | ‘농약범벅 친환경 인삼, 한방 화장품으로’ 단독보도                         |
| 지역뉴스보도T   | 광주MBC  | 탐사기획보도 《G1 뉴스 820》 ‘수사기관 개인정보 무단조회, 이대로 좋은가’ |
| 지역시사보도R   | 경기방송 | ‘농협 하나로마트 간접고용의 덫’                                          |
| 지역시사보도T   | 대전MBC  | 《시사플러스》 ‘어느 AS기사의 죽음’                                      |
| 지역다큐멘터리T | 전주MBC  | 《육식의 반란 2 – 분뇨사슬》                                             |
| 지역다큐멘터리T | 제주MBC  | 4.3 특별기획 음악다큐멘터리 《산, 들, 바다의 노래》                      |
| 지역다큐멘터리T | 대전MBC  | 다큐멘터리 《아버지의 일기장》                                           |
| 지역특집R       | iFM      | 《항구, 새로운 음악을 만나다》                                           |
| 지역교양R       | TBN부산  | 특별기획 《열린방송 열린행정》 ‘사하구청’ 편                             |
| 지역교양T       | 목포MBC  | 한영 수교 130주년 특집 《코리안 푸드 메이드 심플》                       |
| 심사위원특별상  | SBS      | ‘국정원 대선개입 의혹 사건’ 추적보도                                     |

| 부문         | 방송사  | 수상자         | 수상내역                                                   |
| ------------ | ------- | -------------- | ---------------------------------------------------------- |
| 공로         | MBC     | 황선길         | 《독고탁》, 《마루치》, 《머털도사》 등 제작               |
| 지역방송진흥 | 울산MBC | 박치현         | 《철의 꿈》, 《한반도의 고래》 등 다큐멘터리 제작          |
| 보도기자     | SBS     | 조동찬         | 의학전문기자, 《SBS 8시 뉴스》 ‘건강&라이프’ 등            |
| 카메라기자   | KBS     | 정현석         | 《시사기획 창》, 《취재파일 K》                            |
| 아나운서     | KBS     | 한상권         | 《무엇이든 물어보세요》, 《취재파일 K》                    |
| 진행자R      | CBS     | 배미향         | 《배미향의 저녁 스케치》                                   |
| 진행자T      | SBS     | 김상중         | 《그것이 알고 싶다》                                       |
| 앵커         | CBS     | 하근찬         | 《하근찬의 아침뉴스》                                      |
| 프로듀서     | KBS     | 강병택         | 《정도전》                                                 |
| 작가         | KBS     | 정현민         | 《정도전》                                                 |
| 성우내레이션 | EBS     | 유보라         | 《Math – 문자와 식》                                       |
| 연기자       | SBS     | 전지현         | 《별에서 온 그대》                                         |
| 코미디언     | SBS     | 김병만         | 《정글의 법칙》                                            |
| 문화예술인   | EBS     | 김현준, 박은석 | 《스페이스 공감》 기획 및 자문위원                         |
| 영상제작     | MBC     | 손인식         | 3D특집다큐멘터리 《곤충, 위대한 본능》 영상제작            |
| 미술         | SBS     | 김봉천         | 《주군의 태양》, 《닥터 이방인》 특수분장 담당             |
| 영상그래픽   | KBS     | 박준균         | 《의궤, 8일간의 축제》, 《전우치》 그래픽 및 특수효과 담당 |
| 방송기술     | MBC     | 성시훈         | eXerver, 스튜디오NPS 개발 및 구축 담당                     |
| 편집기술     | MBC     | 임경래         | 《태왕사신기》, 《무한도전》 등 종합편집 담당              |
| 방송협력     | KBS     | 최용훈         | 《뮤직뱅크 인 이스탄불》 등 공연기획                       |

| 부문            | 방송사                  | 수상작                                               |
| --------------- | ----------------------- | ---------------------------------------------------- |
| 대상            | MBC                     | 《무한도전》                                         |
| 장편드라마T     | KBS                     | 《가족끼리 왜 이래》                                 |
| 중단편드라마T   | SBS                     | 《펀치》                                             |
| 연예오락R       | KBS                     | 《밤을 잊은 그대에게》                               |
| 연예오락T       | MBC                     | 《미스터리 음악쇼 복면가왕》                         |
| 음악구성R       | MBC                     | 《배철수의 음악캠프》                                |
| 예능버라이어티T | KBS                     | 《슈퍼맨이 돌아왔다》                                |
| 문화예술R       | EBS                     | 《EBS 북 카페》                                      |
| 문화예술T       | 경남MBC                 | 《클래식 콤플렉스》                                  |
| 어린이          | KBS                     | 《누가누가 잘하나》                                  |
| 뉴스보도R       | CBS                     | ‘세월호 1년, 안산의 눈물’                            |
| 뉴스보도T       | KBS                     | ‘윤일병 폭행 사망 사건’ 연속 단독보도                |
| 시사보도R       | CBS                     | 《김현정의 뉴스쇼》 ‘권영철의 Why 뉴스’              |
| 시사보도T       | KBS                     | 《시사기획 창》 ‘해외 부동산 추적 보고서’            |
| 특집R           | CBS                     | 《라디오, 날개를 달다》                              |
| 다큐멘터리T     | EBS                     | 《다큐프라임》 ‘진화의 신비, 독’                     |
| 생활정보R       | MBC                     | 《이진우의 손에 잡히는 경제》                        |
| 생활정보T       | SBS                     | 《TV 동물농장》                                      |
| 사회공익R       | MBC                     | 《지금은 라디오 시대》 ‘사랑의 손길을 기다립니다’    |
| 사회공익R       | SBS                     | 《유영미의 마음은 언제나 청춘》                      |
| 사회공익T       | EBS                     | 《다큐프라임》 ‘가족쇼크’                            |
| 지역오락R       | 대전MBC                 | 《즐거운 오후 2시》                                  |
| 지역오락T       | KBS전주                 | 《옥이네 – 검은 선비단의 비밀》                      |
| 지역오락T       | TBC                     | 《Summer Music Camp - 울림》                         |
| 지역뉴스보도R   | 전북CBS                 | ‘유령사업에 하극상까지... 바닥 친 자치단체’          |
| 지역뉴스보도T   | 전주MBC                 | ‘2천억원 BTL 하수관거 내 맘대로 공사, 다시 파헤치다’ |
| 지역시사보도R   | 수상작 없음             | 수상작 없음                                          |
| 지역시사보도T   | KBS강릉                 | 《시사기획 창》 ‘중국, 동해를 삼키다’                |
| 지역다큐멘터리T | 대구MBC                 | 《구텐베르크 고려를 훔치다》                         |
| 지역다큐멘터리T | KNN                     | 《노래로 보는 한국근대사》                           |
| 지역다큐멘터리T | 광주MBC 대전MBC 춘천MBC | 《시대의 벽을 넘은 여성》                            |
| 지역특집R       | MBC강원영동             | 《시간이 멈춘 언어, 강릉 말!》                       |
| 지역교양R       | KNN                     | 하이스쿨 콘서트 《청춘예찬》                         |
| 지역교양T       | KBS대구                 | 《농촌 탐구생활 뭡니까?!》                           |
| 심사위원특별상  | KBS전주                 | 《시대의 작창 판소리》                               |

| 부문           | 방송사        | 수상자      | 수상내역                                                           |
| -------------- | ------------- | ----------- | ------------------------------------------------------------------ |
| 공로           | KBS           | 진필홍      | 86 아시안게임 및 88 서울올림픽 개폐회식, 《토요 대행진》 등 연출   |
| 지역방송진흥   | 광주MBC       | 이창수      | 음악전문 프로그램 32년간 연출 진행 및 클래식 저변 확대             |
| 보도기자       | KBS           | 홍성희      | ‘땅콩회항’ 관련 단독보도                                           |
| 스포츠제작보도 | KBS           | 백정현      | 2014 브라질 월드컵 전체 중계방송 기획 및 메인 연출                 |
| 카메라기자     | MBC           | 이종혁      | ‘드론을 활용한 입체적 사건사고’ 리포트                             |
| 아나운서       | MBC           | 이재용      | 《대한민국을 찾습니다》, 《그건 이렇습니다 이재용입니다》          |
| 진행자R        | KBS           | 홍지명      | 《안녕하십니까 홍지명입니다》                                      |
| 진행자T        | MBC           | 김성주      | 《미스터리 음악쇼 복면가왕》                                       |
| 앵커           | SBS           | 편상욱      | 《SBS 주말8뉴스》, 《SBS 이슈 인사이드》                           |
| 프로듀서       | EBS           | 백경석      | 《다큐프라임》 ‘악기는 무엇으로 사는가’                            |
| 작가           | SBS           | 정성주      | 《풍문으로 들었소》                                                |
| 성우           | KBS           | 박형욱      | 《시청자칼럼 우리사는 세상》 외                                    |
| 연기자         | SBS           | 조재현      | 《펀치》                                                           |
| 코미디언       | KBS           | 유민상      | 《개그콘서트》                                                     |
| 가수           | KBS, MBC, SBS | EXO         | 《뮤직뱅크》, 《쇼! 음악중심》, 《SBS 인기가요》외                 |
| 문화예술인     | KBS           | 이승철      | 《이승철과 탈북청년 42인의 하모니 - 그날에》                       |
| 영상제작       | MBC           | 최천        | 인천아시안게임 농구 국제신호 제작, 축구 국가대표 평가전 MBC 총감독 |
| 미술           | EBS           | 최준웅      | 《천불천탑의 신비 미얀마》 아트디렉터                              |
| 조명           | KBS           | 오대훈      | 《콘서트 7080》 외 제작 및 조명제작 프로세스 개선                  |
| 영상그래픽     | SBS           | 이준석      | 드라마, 선거방송, 스포츠 등의 영상그래픽 및 특수효과               |
| 방송기술       | MBC           | 박찬열      | MBC 상암신사옥 방송기반시설 설계 및 시공                           |
| 편집기술       | SBS           | 나종진      | 《SBS 스페셜 - 갈라파고스》 UHD 후반작업                           |
| 음악           | MBC           | 우석도      | 《휴먼다큐 사랑》, 월드컵 축구, 올림픽 외 음악감독                 |
| 방송협력       | KBS           | 고중석      | 《프로듀사》 Business Manager                                      |
| 특별           | 수상자 없음   | 수상자 없음 | 수상자 없음                                                        |

| 부문            | 방송사  | 수상작                                                                      |
| --------------- | ------- | --------------------------------------------------------------------------- |
| 대상            | SBS     | '한국형 전투기 KF-X 핵심기술 이전 거부' 단독보도 및 KF-X 사업 관련 연속보도 |
| 장편드라마T     | SBS     | 《육룡이 나르샤》                                                           |
| 중단편드라마T   | KBS     | 《태양의 후예》                                                             |
| 중단편드라마T   | MBC     | 《그녀는 예뻤다》                                                           |
| 연예오락R       | SBS     | 《송은이, 김숙의 언니네 라디오》                                            |
| 연예오락T       | MBC     | 《마이 리틀 텔레비전》                                                      |
| 음악구성R       | TBS     | 《싱싱한 우리음악 이안입니다》                                              |
| 예능버라이어티T | KBS     | 《1박 2일》 '하얼빈을 가다'                                                 |
| 문화예술        | EBS     | 《스페이스 공감》 '특별기획 - 재즈의 비밀'                                  |
| 어린이          | EBS     | 《생방송 톡!톡! 보니하니》                                                  |
| 뉴스보도        | EBS     | '학대피해아동쉼터 집중취재 - 우리가 쉴 곳은 어디인가요?'                    |
| 시사보도R       | CBS     | 《김현정의 뉴스쇼》 '소리로 기록한 대한민국 음향실록 - 음향뉴스 현장' 편    |
| 시사보도T       | KBS     | 《시사기획 창》 '2016 정치개혁'                                             |
| 다큐멘터리R     | CBS     | 세월호 참사 2주기 특집 《새벽 4시의 궁전》                                  |
| 다큐멘터리T     | EBS     | 《다큐프라임》 ‘넘버스’                                                     |
| 생활정보R       | EBS     | 《라디오 행복한 교육세상》                                                  |
| 생활정보T       | KBS     | 《똑똑한 소비자 리포트》 '가습기 살균제'                                    |
| 사회공익        | 제주MBC | 《그리운 이름 고향, 살암시난》                                              |
| 사회공익        | CBS     | 《소리로 보는 영화》                                                        |
| 지역오락        | 안동MBC | 《깨소금》 '왕중왕전' 편                                                    |
| 지역뉴스보도    | 전주MBC | 1년간의 추적고발 '멸종위기종 나 몰라라 국립대병원 1급 습지 난개발' 연속보도 |
| 지역시사보도    | OBS     | 세월호 참사 2주기 특집다큐 《아버지의 목소리》                              |
| 지역다큐멘터리R | KNN     | 《소리내어 읽기, 마음의 담장을 넘다》                                       |
| 지역다큐멘터리T | TBC     | 《무문관》                                                                  |
| 지역다큐멘터리T | MBC경남 | 《낡은 집》 '도시 근대건축물 생태보고서'                                    |
| 지역교양R       | KBS대구 | 《자물통 섬 울릉의 노래》                                                   |
| 지역교양T       | KNN     | 《메디컬 24시 닥터스》 '최후의 희망, 권역외상센터' 편                       |

| 부문           | 방송사  | 수상자 | 수상내역                                                         |
| -------------- | ------- | ------ | ---------------------------------------------------------------- |
| 공로           | KBS     | 오승룡 | 《청실홍실》, 《바람따라 구름따라》, 《오발탄》 외               |
| 지역방송진흥   | 광주MBC | 장영주 | 30여 년간 다수의 방송 프로그램 제작, 지역방송 발전 정책연구 외   |
| 보도기자       | SBS     | 안정식 | 북한에 대한 심층적이고 전문적인 보도 외                          |
| 스포츠제작보도 | MBC     | 김대근 | 스포츠 관련 뉴스 보도 총괄 기획 및 제작 지휘                     |
| 카메라기자     | KBS     | 심각현 | '테스트타이어 유통 단독, 연속보도', '영상기록 500일 금강비행' 외 |
| 아나운서       | CBS     | 박재홍 | 《박재홍의 뉴스쇼》 외                                           |
| 진행자         | SBS     | 김석훈 | 《궁금한 이야기 Y》                                              |
| 앵커           | CBS     | 이재웅 | 《이재웅의 아침뉴스》                                            |
| 프로듀서       | TBS     | 박원달 | 《우리 엄마》                                                    |
| 작가           | EBS     | 김미란 | 《다큐프라임》 '한반도 대서사시 나무' 3부작                      |
| 성우           | SBS     | 설영범 | 《물은 생명이다》 외                                             |
| 연기자         | MBC     | 황정음 | 《그녀는 예뻤다》                                                |
| 코미디언       | SBS     | 홍윤화 | 《웃음을 찾는 사람들》 외                                        |
| 가수           | MBC     | 하현우 | 《미스터리 음악쇼 복면가왕》                                     |
| 영상촬영       | OBS     | 김태인 | 《실크홀릭》                                                     |
| 미술           | MBC     | 강윤경 | 《DMC 페스티벌 - 나는 가수다 레전드》 무대디자인 담당 외         |
| 조명           | MBC     | 나재희 | 《2015 DMC 페스티벌》 외                                         |
| 효과           | KBS     | 이경신 | 《6.25 특별기획 - 한국전쟁, 한국戰의 영웅 MUSTANG》 외           |
| 기술진흥       | SBS     | 안성준 | 세계 최초 ATSC 3.0 기반 Full-Chain UHDTV 상용 송출시스템 구축 외 |

| 부문            | 방송사  | 수상작                                                                    |
| --------------- | ------- | ------------------------------------------------------------------------- |
| 대상            | KBS     | 임진왜란 1592                                                             |
| 뉴스보도        | SBS     | 문체부 블랙리스트, 관리지침 특종 연속보도                                 |
| 시사보도T       | SBS     | 《그것이 알고싶다》 '살수차 9호의 미스터리- 백남기 농민 사망 사건의 진실' |
| 시사보도R       | CBS     | 《김현정의 뉴스쇼》 대선기획 라디오 대통령 민생현장을 가다'               |
| 지역뉴스보도    | KBS전주 | 두 장짜리 보고서가 밝혀낸 한 특성화고 여고생의 죽음                       |
| 지역시사보도    | TBC     | 《시사진단 쾌》 '잠입취재, 정신병원에서 무슨 일이'                        |
| 생활정보T       | EBS     | 《명의》 '병이 되는 잠 - 밤새 안녕하셨습니까?'                            |
| 생활정보R       | KBS     | 《성공예감 김원장입니다》'고령화 사회, 청년들의 출구는?'                  |
| 문화예술        | KBS     | 《환생》                                                                  |
| 사회공익        | KNN     | 《다多락樂방》                                                            |
| 지역교양T       | 춘천MBC | 《맛깔세상》 100회 특집 '강원도 막'                                       |
| 지역교양R       | 울산MBC | 《아빠와 함께 Book 소리》                                                 |
| 다큐멘터리T     | MBC     | 《휴먼다큐 사랑》 '나의 이름은 신성혁'                                    |
| 다큐멘터리R     | MBC     | 《집에 가는 날》                                                          |
| 지역다큐멘터리T | TBC     | 《풍정 라디오》                                                           |
| 지역다큐멘터리T | 포항MBC | 《독도DNA》                                                               |
| 지역다큐멘터리R | KNN     | 《배리어프리 오페라》                                                     |
| 어린이          | TBC     | 《꿈꾸는 운동장 두두두》                                                  |
| 장편드라마T     | KBS     | 《월계수 양복점 신사들》                                                  |
| 중단편드라마T   | KBS     | 《김과장》                                                                |
| 예능버라이어티T | MBC     | 《무한도전》 역사X힙합 프로젝트 '위대한 유산'                             |
| 음악구성R       | CBS     | 《김용신의 그대와 여는 아침》                                             |
| 연예오락T       | SBS     | 《미운 우리 새끼》                                                        |
| 연예오락R       | TBS     | 《배칠수, 전영미의 9595쇼》                                               |
| 지역오락        | 경남MBC | 《그레이트 지리산》                                                       |

| 부문                  | 방송사        | 수상자                     | 수상내역                                                                    |
| --------------------- | ------------- | -------------------------- | --------------------------------------------------------------------------- |
| 공로                  | KBS           | 김영애                     | 《월계수 양복점 신사들》                                                    |
| 공로                  | SBS           | 운군일                     | 《고교생일기》, 《사랑이 꽃피는 나무》, 《꿈의 궁전》, 《황금신부》 외 연출 |
| 지역방송진흥          | TBC           | 박원달                     | 《풍정 라디오》, 광복 70주년 특집 《우리 엄마》                             |
| 보도기자              | 전주MBC       | 유룡                       | 《검은 삼겹살》 연출, '산골 시외버스 부당요금 10년 만에 인하' 취재          |
| 스포츠제작보도        | KBS           | 권재민                     | 《우리들의 공교시》, 《꽃보다 농구》                                        |
| 카메라기자            | KBS           | 김상민                     | KBS 《시사기획 창》 '고용절벽, '일자리 실험'은 성공할까?' 외                |
| 아나운서              | OBS           | 이상희                     | 《미디어 공감 좋은 TV》 진행자                                              |
| 진행자                | CBS           | 한동준                     | 《한동준의 FM 팝스》                                                        |
| 앵커                  | -             | -                          | 수상자 없음                                                                 |
| 프로듀서              | EBS           | 정재응                     | 《다큐프라임》 '불멸의 진시황' 제작 연출                                    |
| 미술                  | SBS           | 이하정                     | 《닥터스》, 《피고인》 미술감독 및 무대 디자인                              |
| 영상그래픽            | MBC           | 정헌규                     | 《W》, 《역적》, 《옥중화》 외                                              |
| 조명                  | KBS           | 한상호                     | 지상파 UHD 개국 축하쇼 《U Have a Dream》                                   |
| 기술진흥              | KBS           | 정화섭                     | 세계 최초의 지상파 UHD 본방송 성공적 개시                                   |
| 영상촬영              | MBC           | 김종진                     | 《역적: 백성을 훔친 도적》                                                  |
| 음악                  | EBS           | 이미성                     | 《불멸의 진시황》, 《사라진 인류》, 《감정시대》, 《모멘트》 등             |
| 뉴미디어 프로그램제작 | SBS           | 소형석                     | 《양세형의 숏터뷰》                                                         |
| 작가                  | SBS           | 《그것이 알고싶다》 작가진 | 《그것이 알고싶다》                                                         |
| 내레이션              | MBC           | 김경식                     | 《출발 비디오여행》 '김경식의 영화대영화'                                   |
| 연기자                | KBS           | 남궁민                     | 《김과장》 주연                                                             |
| 코미디언              | KBS           | 이수지                     | 《개그콘서트》                                                              |
| 가수                  | KBS, MBC, SBS | 방탄소년단                 | 《뮤직뱅크》, 《쇼! 음악중심》, 《SBS 인기가요》외 출연                     |

| 부문            | 방송사  | 수상작                                                                              |
| --------------- | ------- | ----------------------------------------------------------------------------------- |
| 대상            | SBS     | 《탐사보도 끝까지판다》 '에버랜드 수상한 공시지가와 삼성 합병' 특종 및 연속보도     |
| 뉴스보도        | SBS     | 《8뉴스》‘음이온나온다는 대진침대서 라돈 검출’                                      |
| 시사보도T       | SBS     | 《그것이 알고싶다》‘잔혹한 충성’(2부작)                                             |
| 시사보도R       | TBS     | 《김어준의 뉴스공장》                                                               |
| 지역뉴스보도    | 충북MBC | 사회적 재난‘제천 화재참사’ 연속·단독·기획보도                                       |
| 지역시사보도    | JTV     | 《시사기획판》‘장애인콜택시, 인권을 묻다’                                           |
| 생활정보T       | EBS     | 《펫다이어리》                                                                      |
| 생활정보R       | KBS     | 《출발멋진 인생, 이지연입니다》                                                     |
| 문화예술        | EBS     | 창의예술프로젝트《아이오프너(eye-opener)》                                          |
| 지역교양T       | 부산MBC | 《공간다큐 그 곳》특별기획 ‘부산 이바구를 품다’                                     |
| 지역교양R       | 광주MBC | 특집생방송 2018 제4회 5.18 스마티어링‘천년의 전라도 그리고 세계와 미래를 품는 5.18’ |
| 다큐멘터리T     | KBS     | 2017 KBS대기획 UHD다큐멘터리 《순례》(4부작)                                        |
| 다큐멘터리R     | KBS     | 윤동주 탄생 100년 《시인100년, 윤동주를 노래하다》(3부작)                           |
| 지역다큐멘터리T | 울산MBC | UHD다큐멘터리 《고래》(2부작)                                                       |
| 지역다큐멘터리T | 대전MBC | 지역MBC 공동기획 다큐멘터리 《아시아의 ⾹》(5부작)                                  |
| 지역다큐멘터리R | KNN     | 특집다큐멘터리 《피란수도 부산, 1000일의 소리》(4부작)                              |
| 어린이          | UBC     | 《으라차차! 꼬마 씨름대회》                                                         |
| 중단편드라마T   | KBS     | 《쌈 마이웨이》                                                                     |
| 예능버라이어티T | SBS     | 《집사부일체》                                                                      |
| 음악구성R       | MBC     | 《<조PD의 비틀즈라디오》                                                            |
| 연예오락T       | EBS     | 《배워서 남줄랩》                                                                   |
| 연예오락R       | SBS     | 《두시탈출 컬투쇼》 ‘제6차 컬투쇼 UCC 콘테스트’                                     |
| 지역오락        | 울산MBC | 《이관열, 이남미의 확! 깨는 라디오》                                                |

| 부문                  | 방송사        | 수상자     | 수상내역                                                                       |
| --------------------- | ------------- | ---------- | ------------------------------------------------------------------------------ |
| 공로                  | KBS           | 최불암     | 《한국인의 밥상》외 출연                                                       |
| 지역방송진흥          | 울산MBC       | 최진구     | 《아빠와 함께 Book소리》, 《바그마티강의 이별》외 기획, 연출                   |
| 보도기자              | KBS           | 이재석     | 《파업뉴스》, 《뉴스9》 외 취재                                                |
| 스포츠제작보도        | MBC           | 심호준     | 평창올림픽 중계 전체코디네이터, 컬링 중계방송                                  |
| 카메라기자            | KBS           | 조용호     | 《뉴스9》 ‘블랙박스에 찍힌 세월호 사고 순간..침몰 직전 무슨 일 있었나?’외 취재 |
| 아나운서              | SBS           | 박선영     | 《박선영의 씨네타운》, 《본격연예 한밤》 진행                                  |
| 진행자                | CBS           | 허윤희     | 《허윤희의 꿈과 음악 사이에》 진행                                             |
| 진행자                | 울산MBC       | 이남미     | 《이관열, 이남미의 확!깨는 라디오》, 《울트라》 진행                           |
| 앵커                  | OBS           | 김준호     | 《뉴스 오늘》 진행                                                             |
| 프로듀서              | MBC           | 황지영     | 《나 혼자 산다》 제작                                                          |
| 미술                  | MBC           | 이남수     | 《MBC 가요대제전》, 《뉴스투데이》미술 감독                                    |
| 영상그래픽            | EBS           | 허규서     | 《방귀대장 뿡뿡이》, 《랄랄라 뿌우》, 《다큐프라임》 ‘철학하라’ 외 제작        |
| 조명                  | KBS           | 이경일     | 《천상의 컬렉션》, 《콘서트 7080》 외 제작                                     |
| 기술진흥              | SBS           | 박찬호     | UHD 3D 실감오디오방송 《문화가중계》 외 제작                                   |
| 영상촬영              | EBS           | 홍의권     | 《다큐프라임》 ‘생명의 전략번식’ 외 제작                                       |
| 음악                  | KBS           | 이유미     | 2017대기획 UHD다큐멘터리《순례》외 제작                                        |
| 작가                  | EBS           | 김미수     | 《다큐프라임》‘100세쇼크’ 집필                                                 |
| 내레이션              | KBS           | 이규원     | 《인간극장》 외 내레이션                                                       |
| 연기자                | SBS           | 감우성     | 《키스 먼저 할까요》 주연                                                      |
| 코미디언              | MBC           | 박나래     | 《나 혼자 산다》외 출연                                                        |
| 가수                  | KBS, MBC, SBS | 방탄소년단 | 《뮤직뱅크》, 《쇼! 음악중심》, 《SBS 인기가요》외 출연                        |
| 뉴미디어 프로그램제작 | SBS           | 이주형     | 《비디오머그》 외 제작                                                         |

| 부문            | 방송사  | 수상작                                                        |
| --------------- | ------- | ------------------------------------------------------------- |
| 대상            | KBS대구 | KBS대구 특별기획 10부작《기억,마주서다》                      |
| 뉴스보도        | MBC     | 《MBC 뉴스데스크》‘故 김용균 씨 사망사고’연속 보도            |
| 시사보도T       | KBS     | 《시사기획 창》‘조선학교 - 재일동포 민족교육 70년’            |
| 시사보도R       | CBS     | 《김현정의 뉴스쇼》- ‘직격 인터뷰’                            |
| 지역뉴스보도    | KBS부산 | 《KBS뉴스 9 부산》심층기획 ‘센텀2지구, 정의로운 개발인가’     |
| 지역시사보도    | MBC부산 | 특집 예산추적프로젝트《빅벙커》                               |
| 생활정보T       | KBS     | 《회사가기싫어 2019》                                         |
| 생활정보R       | MBC     | 《여성시대 양희은, 서경석입니다》‘우리 아이 문제 없어요’      |
| 교육문화예술    | EBS     | 《다큐프라임》‘미래학교 Future School’3부작                   |
| 지역교양T       | MBC광주 | 《핑크피쉬》                                                  |
| 지역교양R       | MBC강원 | 《발해를 꿈구는 기자》                                        |
| 다큐멘터리T     | KBS     | 《KBS스페셜》‘플라스틱 지구’                                  |
| 다큐멘터리R     | CBS     | 해외특집 다큐멘터리 《남겨진 이들의 선물》4부작               |
| 지역다큐멘터리T | TBS     | 《풍경 라디오 2018》                                          |
| 지역다큐멘터리T | MBC충북 | 다큐멘터리 《살처분, 신화의 종말》                            |
| 지역다큐멘터리R | MBC여수 | 여순사건 70주년 특별기획 6부작《9일간의 기록》                |
| 어린이          | EBS     | 《자이언트 펭TV》‘펭수, 학교 가다’                            |
| 중단편드라마T   | SBS     | 《열혈사제》                                                  |
| 예능버라이어티T | SBS     | 《백종원의 골목식당》                                         |
| 음악구성R       | EBS     | 《이승열의 세계음악기행》                                     |
| 연예오락T       | MBC     | 《구해줘! 홈즈》                                              |
| 연예오락R       | MBC     | 별이 빛나는 밤에 50주년 기념 특집 기획 《별밤 로드 1320》     |
| 지역오락T       | MBC춘천 | 《나이야가라》‘출장 장수사진관, 리마인드 웨딩, 영화제작 도전’ |
| 지역오락R       | MBC안동 | 대한민국 임시정부수립 100주년 특별기획 라디오드라마《임청각》 |

| 부문                  | 방송사 | 수상자 | 수상내역                                                        |
| --------------------- | ------ | ------ | --------------------------------------------------------------- |
| 공로                  | CBS    | 변상욱 | 《김현정의 뉴스쇼》유튜브 라이브 ‘댓꿀쇼’등                     |
| 지역방송진흥          | KNN    | 진재운 | 다큐멘터리《물의 기억》등                                       |
| 보도기자              | SBS    | 조동찬 | 《SBS 8뉴스》가습기 살균제 연속보도 등                          |
| 스포츠제작보도        | KBS    | 이태웅 | 서울올림픽 30주년 기념 특집다큐《88/18》등                      |
| 카메라기자            | KBS    | 권순두 | 《뉴스9》,《시사기획 창》- ‘삼성물산 견적 부풀리기 단독 보도’등 |
| 아나운서              | CBS    | 정민아 | CBS 표준FM《좋은 아침 정민아입니다》등                          |
| 진행자                | MBC    | 박나래 | 《나 혼자 산다》                                                |
| 프로듀서              | SBS    | 이윤민 | 《SBS 스페셜》                                                  |
| 미술                  | EBS    | 박종문 | 《모여라 딩동댕》등                                             |
| 영상그래픽            | KBS    | 진수아 | 《KBS2TV 뉴스》그래픽 제작.기획 등                              |
| 조명                  | MBC    | 오승철 | 《2018 DMZ 평화콘서트》등                                       |
| 기술진흥              | MBC    | 기정모 | 창사특집 다큐멘터리 《곰》등                                    |
| 영상촬영              | EBS    | 조규백 | 《다큐프라임》 ‘수컷들’                                         |
| 음악                  | EBS    | 노신영 | 《뭐든지 뮤직박스》등                                           |
| 작가                  | MBC    | 윤희영 | 《PD수첩》‘미친 아파트 값의 비밀’등                             |
| 내레이션              | EBS    | 윤주상 | 《극한직업》                                                    |
| 연기자                | SBS    | 김남길 | 《열혈사제》                                                    |
| 코미디언              | KBS    | 유민상 | 《개그콘서트》                                                  |
| 뉴미디어 프로그램제작 | SBS    | 하현종 | 스브스뉴스《돈워리스쿨》 등                                     |

## 2020년대
| 부문            | 방송사  | 수상작                                                                       |
| --------------- | ------- | ---------------------------------------------------------------------------- |
| 대상            | SBS     | 《SBS 스페셜》 ‘어디에나 있었고 어디에도 없었던 요한, 씨돌, 용현’            |
| 뉴스보도        | SBS     | 《8뉴스》 ‘라임사태 관련 청와대 관계자 로비 의혹’ 등 연속/단독보도           |
| 시사보도T       | KBS     | 《시사기획 창》 ‘밀정’ 2부작                                                 |
| 시사보도R       | KBS     | 《정용실의 뉴스브런치》                                                      |
| 지역뉴스보도    | KNN     | 《뉴스아이》 뉴스기획 ‘인구는 사람이다’ 8편                                  |
| 지역시사보도    | 대구MBC | 《KAL858기 실종사건》 2부작                                                  |
| 생활정보T       | KBS     | 《6시 내고향》 ‘내고향 상생장터 함께 삽시다’                                 |
| 생활정보R       | MBC     | 《정선희·문천식의 지금은 라디오 시대》 ‘지라시 법률사무소 문앤정’            |
| 문화예술교양    | EBS     | 《다큐프라임》 ‘뇌로 보는 인간’ 5부작                                        |
| 사회공익        | EBS     | 《다큐 프라임》 ‘시민의 탄생’ 5부작                                          |
| 지역교양T       | 춘천MBC | 16개 지역MBC 공동기획 《농업이 미래다》 16부작                               |
| 지역교양R       | 제주MBC | 《제주어 5분 토크쇼 - ᄀᆞᆯ앙 몰라 써봐사주》                                   |
| 다큐멘터리T     | KBS     | 《다큐 인사이트》 ‘모던코리아’ 6부작                                         |
| 다큐멘터리R     | CBS     | 특집 다큐멘터리 《조선인 전범 75년 동안의 고독》                             |
| 지역다큐멘터리T | 광주MBC | 5.18 40주년 특집 다큐멘터리 《이름도 남김없이》 2부작                        |
| 지역다큐멘터리T | 대구MBC | 특집 다큐멘터리 《보수의 섬》 2부작                                          |
| 지역다큐멘터리R | KNN     | 라디오 특집 다큐멘터리 《뜨거운 피로 외친 광야의 노래, 독립군 랩소디》 4부작 |
| 어린이          | EBS     | 《뭐든지 뮤직박스》                                                          |
| 드라마T         | KBS     | 《동백꽃 필 무렵》                                                           |
| 예능버라이어티T | SBS     | 《맛남의 광장》                                                              |
| 음악구성R       | KBS     | 클래식 FM 개국 41주년 특집 《불멸의 베토벤》                                 |
| 연예오락T       | KBS     | 3.1운동 100주년 기획 윤동주 콘서트 《별 헤는 밤》                            |
| 연예오락R       | KBS     | 《와이파이 삼국지》                                                          |
| 지역오락T       | KNN     | 《섬마을 할매》                                                              |
| 지역오락R       | MBC경남 | 부마항쟁 40주년 특별기획 다큐멘터리 드라마 《79년 마산》                     |

| 부문                 | 방송사        | 수상자     | 수상내역                                                     |
| -------------------- | ------------- | ---------- | ------------------------------------------------------------ |
| 공로                 | KBS           | 송해       | 《전국 노래자랑》 등                                         |
| 지역방송진흥         | 대구MBC       | 허문호     | 《숨 : 노래에 새긴 恨의 기억》 등                            |
| 보도기자             | MBC           | 박윤수     | 《뉴스데스크》 ‘고유정 의붓아들 사망사건 실체 연속/단독보도’ |
| 카메라기자           | G1            | 유세진     | 단독취재 ‘대문어 산란장 부서지고 나뒹굴고’ 등                |
| 아나운서             | KBS           | 정세진     | 《저널리즘 J》, 《시사기획 창》, 《특집다큐 톡》 등          |
| 진행자               | MBC           | 배철수     | 《배철수의 음악캠프》                                        |
| 프로듀서             | MBC           | 김태호     | 《놀면 뭐하니?》                                             |
| 미술                 | SBS           | 이용탁     | 《스토브리그》 등                                            |
| 영상그래픽           | SBS           | 소은석     | 《녹두꽃》, 《낭만닥터 김사부 2》 등                         |
| 조명                 | KBS           | 김민호     | 한,아세안 특별정상회의 전야제 《아세안 판타지아》 등         |
| 기술진흥             | KBS           | 박성춘     | 티벗 서비스 운영 등                                          |
| 영상촬영             | KBS           | 김승민     | 대기획 《23.5》, 일일드라마 《위험한 약속》 등               |
| 음악효과             | EBS           | 황현성     | 오디오천국 《저세상 ASMR》                                   |
| 작가                 | KBS           | 임상춘     | 《동백꽃 필 무렵》                                           |
| 내레이션             | EBS           | 김영옥     | 《건축탐구 집》                                              |
| 연기자               | KBS           | 강하늘     | 《동백꽃 필 무렵》                                           |
| 예능인               | EBS           | 펭수       | 《자이언트 펭TV》                                            |
| 가수                 | KBS, MBC, SBS | 방탄소년단 | 《뮤직뱅크》, 《쇼! 음악중심》, 《SBS 인기가요》             |
| 뉴미디어프로그램제작 | EBS           | 박재영     | 《자이언트 펭TV》 등                                         |

| 부문            | 방송사      | 수상작                                                           |
| --------------- | ----------- | ---------------------------------------------------------------- |
| 대상            | 포항 MBC    | ‘그 쇳물 쓰지 마라’                                              |
| 뉴스보도        | MBC         | 《MBC 뉴스데스크》 ‘사람이, 또 떨어진나-추락사 1136명 추적 보도’ |
| 시사보도T       | MBC         | 《PD수첩》 ‘검찰 특별 수사’ 2부작                                |
| 시사보도R       | CBS         | ‘김현정의 뉴스쇼-A/S뉴스'                                        |
| 지역뉴스보도    |             |                                                                  |
| 지역시사보도    | MBC경남 KNN | ‘놀이터 민주주의' '한국전쟁 70주년 ‘피란1023'’ 20부작            |
| 생활정보T       |             |                                                                  |
| 생활정보R       |             |                                                                  |
| 문화예술교양    | SBS         | '꼬리에 꼬리를 무는 그날 이야기' 2부작                           |
| 사회공익        |             |                                                                  |
| 지역교양T       |             |                                                                  |
| 지역교양R       |             |                                                                  |
| 다큐멘터리T     |             |                                                                  |
| 다큐멘터리R     |             |                                                                  |
| 지역다큐멘터리T |             |                                                                  |
|                 |             |                                                                  |
| 지역다큐멘터리R |             |                                                                  |
| 어린이          |             |                                                                  |
| 드라마T         | KBS         | 《달이 뜨는 강》                                                 |
| 예능버라이어티T |             |                                                                  |
| 음악구성R       |             |                                                                  |
| 연예오락T       |             |                                                                  |
| 연예오락R       |             |                                                                  |
| 지역오락T       |             |                                                                  |
| 지역오락R       |             |                                                                  |

| 부문                     | 방송사        | 수상자                                | 수상내역                                         |
| ------------------------ | ------------- | ------------------------------------- | ------------------------------------------------ |
| 공로                     | EBS           | 김종석                                | '딩동댕 유치원', '모여라 딩동댕'                 |
| 지역방송진흥             |               |                                       |                                                  |
| 보도기자                 |               |                                       |                                                  |
| 카메라기자               |               |                                       |                                                  |
| 아나운서                 |               |                                       |                                                  |
| 진행자                   |               |                                       |                                                  |
| 프로듀서                 |               |                                       |                                                  |
| 미술                     |               |                                       |                                                  |
| 영상그래픽               |               |                                       |                                                  |
| 조명                     |               |                                       |                                                  |
| 기술진흥                 |               |                                       |                                                  |
| 영상촬영                 |               |                                       |                                                  |
| 음악효과                 |               |                                       |                                                  |
| 작가                     |               |                                       |                                                  |
| 내레이션                 |               |                                       |                                                  |
| 연기자                   | KBS           | 천호진 (남자) 김소현 (여자)           | 《한 번 다녀왔습니다》 《달이 뜨는 강》          |
| 예능인 (예능오락)        | MBC KBS       | 유재석 (남자) 김숙 (여자)             | 《놀면 뭐하니?》 《사장님 귀는 당나귀 귀》       |
| 예능인 (예능 버라이어티) | SBS MBC       | 양세형 (남자) 화사 (여자)             | 《집사부일체》 《나 혼자 산다》                  |
| 가수                     | KBS, MBC, SBS | 방탄소년단 (남자) 브레이브걸스 (여자) | 《뮤직뱅크》, 《쇼! 음악중심》, 《SBS 인기가요》 |
| 뉴미디어프로그램제작     |               |                                       |                                                  |

| 작품상 \| 부문 \| 방송사 \| 수상작 \| \| ---- \| ------ \| ------ \| |        |        |
| 부문                                                                 | 방송사 | 수상작 |

| 부문 | 방송사 | 수상작 |
| ---- | ------ | ------ |

| 부문 | 방송사 | 수상작 |
| ---- | ------ | ------ |